# Tel Aviv-Jaffa
Ne doit pas être confondu avec Telavi.

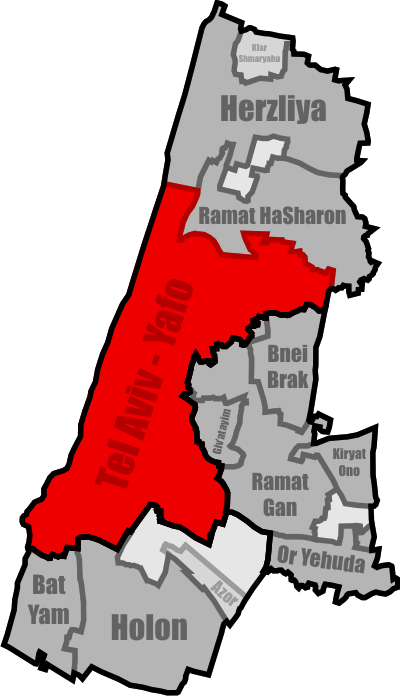
Localisation de Tel Aviv dans son agglomération.

Tel Aviv-Jaffa ou Tel-Aviv-Jaffa (en hébreu : תל אביב-יפו, /tel a'viv ˈjafo/ ; en arabe : تل أبيب يافا), souvent appelée simplement Tel Aviv ou Tel-Aviv, est une municipalité urbaine israélienne située sur la côte méditerranéenne au cœur de la métropole du Gush Dan. L'État d'Israël considérant Jérusalem comme capitale « éternelle, une et indivisible » du pays, Tel Aviv concentre toutefois la majorité des ambassades.
Fondée en 1909, dans le cadre de l'Empire ottoman, dans les faubourgs de la ville portuaire de Jaffa, en tant qu'établissement juif issu du mouvement sioniste, Tel Aviv fusionne avec Jaffa en 1950.
Tel Aviv-Jaffa s'étend sur 14 km le long du littoral, bordée au nord par le Yarkon (rivière et parc) ainsi que les banlieues aisées de Herzliya et de Ramat Ha-Sharon. À l'est, elle est séparée de Givatayim et de Ramat Gan, siège de la bourse du diamant, par l'autoroute Ayalon, qui longe la rivière du même nom. Plus au sud, Tel Aviv est limitrophe des villes de Bat Yam et de Holon.
Tel Aviv-Jaffa comptait environ 468 809 habitants en janvier 2022, ce qui en fait la deuxième plus grande ville d'Israël, après Jérusalem (966 346 habitants) et devant Haïfa plus au nord (282 751 habitants).
Son agglomération, couramment appelée « Gush Dan », rassemble 254 localités comptant au total plus de 3 464 100 habitants (31 décembre 2012), ce qui la place loin devant les trois autres aires métropolitaines du pays : Haïfa (1,1 million), Jérusalem (1 million) et Beer-Sheva (0,6 million).
Cette agglomération est le centre économique et financier du pays, avec sa bourse et le siège des grandes banques. C'est également un centre de recherches important dans le domaine des hautes technologies grâce à ses entreprises innovantes et ses centres universitaires reconnus mondialement (université de Tel Aviv, université Bar-Ilan à Ramat Gan, institut Weizmann des Sciences à Réhovot).
Depuis sa création en 1909, Tel Aviv a eu pour ambition de devenir le centre du renouveau de la culture hébraïque moderne dans un premier temps puis le précurseur de la culture israélienne par la suite : de nombreux journaux, les premières écoles hébraïques ainsi que de nombreux centres culturels et théâtres célèbres y sont nés. Ces dernières années, Tel Aviv est devenue un centre culturel mondialement reconnu pour son architecture (le Bauhaus) et son style éclectique : la ville blanche de Tel Aviv a été inscrite par l'Organisation des Nations unies pour l'éducation, la science et la culture au patrimoine mondial.
C'est également un centre touristique important, accueillant chaque année plus de 2,5 millions de touristes.

## Nom
En hébreu classique, tel 'abib signifie « colline du printemps », bien qu'il n'y ait pas de colline dans cette ville.
Ce nom vient du Livre d'Ézéchiel 3:15, où il désigne un lieu-dit babylonien. Le mot tel désigne en hébreu une colline artificielle constituée par un empilement de ruines, et abib signifie « printemps ». Ce nom a ensuite été choisi par Nahum Sokolow pour être le titre en hébreu de l'ouvrage Altneuland de Theodor Herzl. Les fondateurs de la cité l'ont nommée ainsi en hommage au fondateur du sionisme Theodor Herzl, et pour marquer leur volonté de bâtir une ville qui serait son incarnation : moderne mais aux racines anciennes.

## Histoire

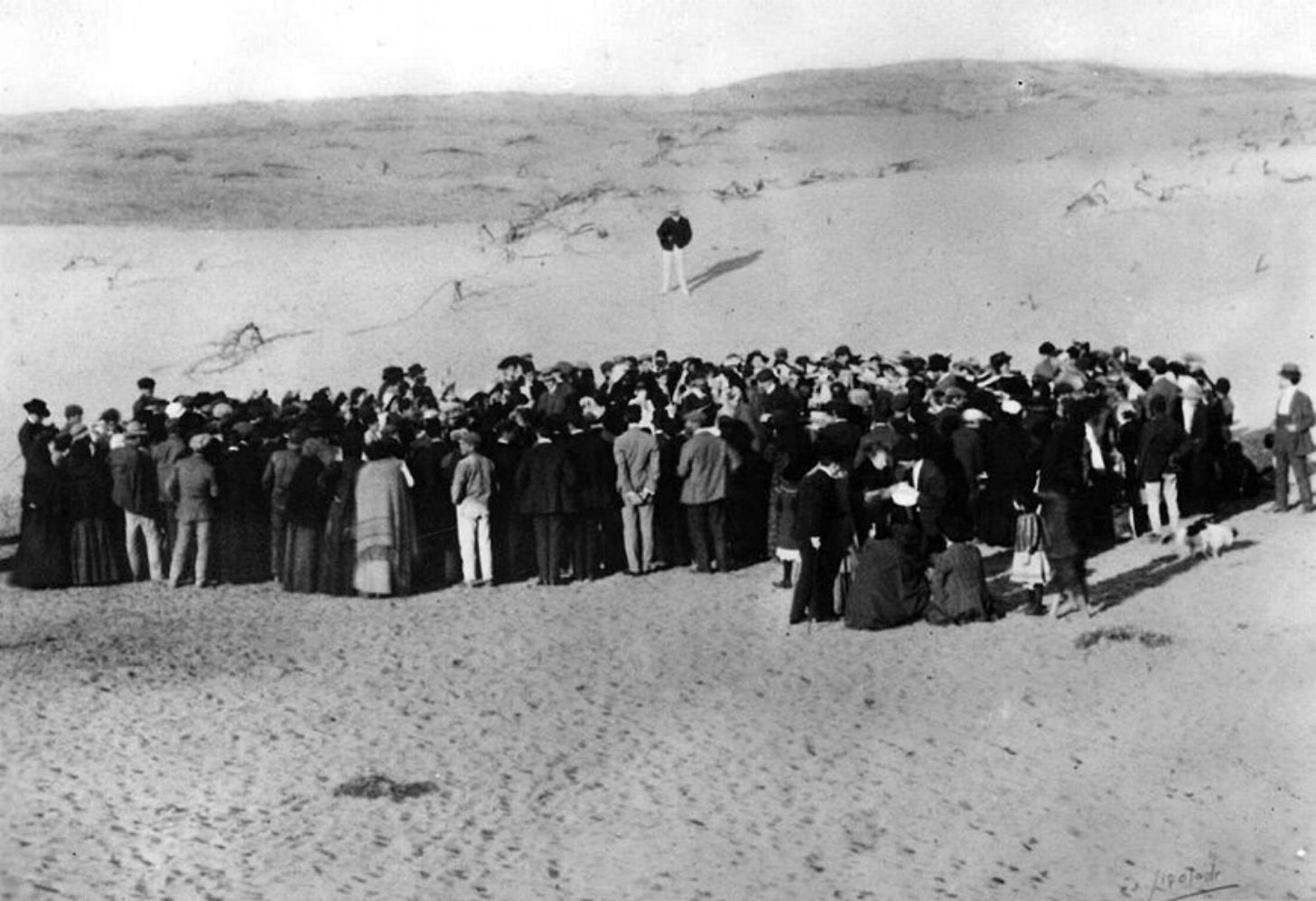
Répartition des premiers lots de terrains de la future Tel Aviv, 1909.

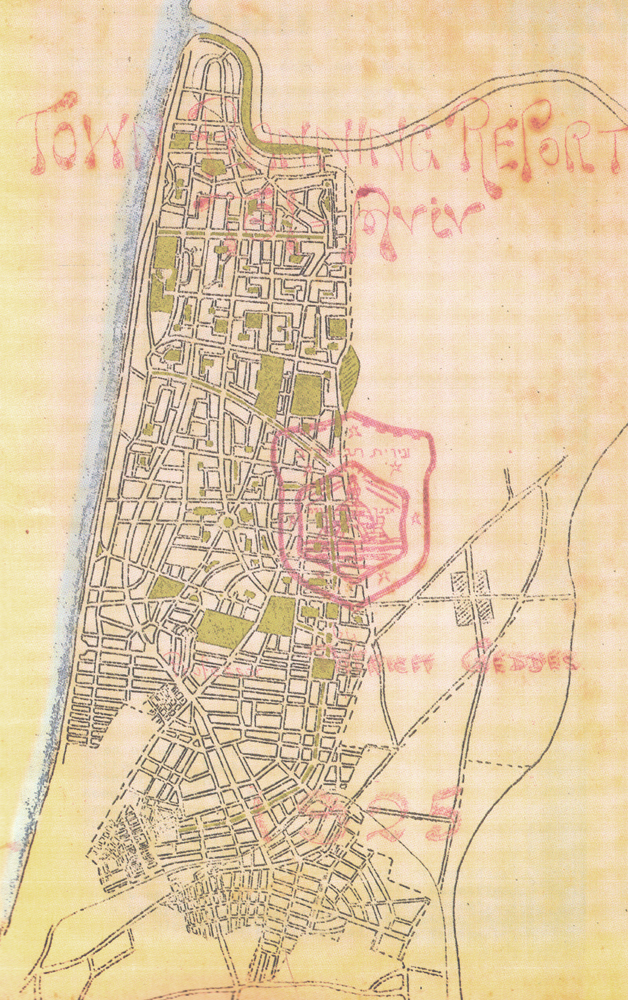
Plan directeur pour Tel Aviv élaboré en 1925 par Patrick Geddes.

### Histoire de Jaffa des origines au début duXXesiècle

#### Antiquité
Jaffa est une ville très ancienne. Des fouilles archéologiques de 1955 à 1974 ont révélé la présence de fortifications datant de l'âge du bronze moyen (1600-1350). Des fouilles plus récentes ont permis de retrouver des habitations de l'âge du fer récent (premier millénaire avant notre ère), ainsi que des vestiges des époques de domination perse puis grecque.
Le nom de Jaffa est mentionnée pour la première fois dans des textes égyptiens relatant sa conquête en 1470 av. J.-C. par le pharaon Thoutmosis III, notamment un récit partiellement légendaire, La Prise de Joppé. Il s'agit alors d'une ville cananéenne, qui reste sous domination égyptienne jusque vers 1200. Elle devient alors une ville des Philistins.
Jaffa apparait aussi à de nombreuses reprises dans la Bible hébraïque, en particulier comme située à la limite septentrionale de la tribu de Dan des Hébreux, puis comme le principal port du roi Salomon recevant des cèdres provenant du mont Liban pour la construction du temple de Jérusalem. C'est aussi le port d'où le prophète Jonas embarque pour Tarsis (Livre de Jonas).
Dans le Nouveau Testament, Jaffa est le lieu où l'apôtre Pierre ressuscite Tabitha,,.

#### Moyen Âge
Après la prise de Jérusalem en 1099, lors de la première croisade menée par Godefroy de Bouillon, les chrétiens créent le royaume de Jérusalem et les États latins d'Orient. Centre du comté de Jaffa, la ville se développe et devient l'un des chemins de ravitaillement du royaume de Jérusalem. La ville est prise par Saladin en septembre 1191, mais reconquise par Richard Cœur de Lion au début de 1192.

#### Période de l'Empire ottoman (1518-1918)
Au début du XXe siècle, la population est concentrée dans l'actuelle Jaffa, ville principalement arabe, dont le port est le principal à accueillir des migrants, le reste étant voué à l'agriculture et beaucoup moins densément peuplé.
Il existe à Jaffa une communauté juive formée par les pionniers sionistes partis d'Europe orientale, principalement de la zone de résidence de Russie, depuis les années 1880.

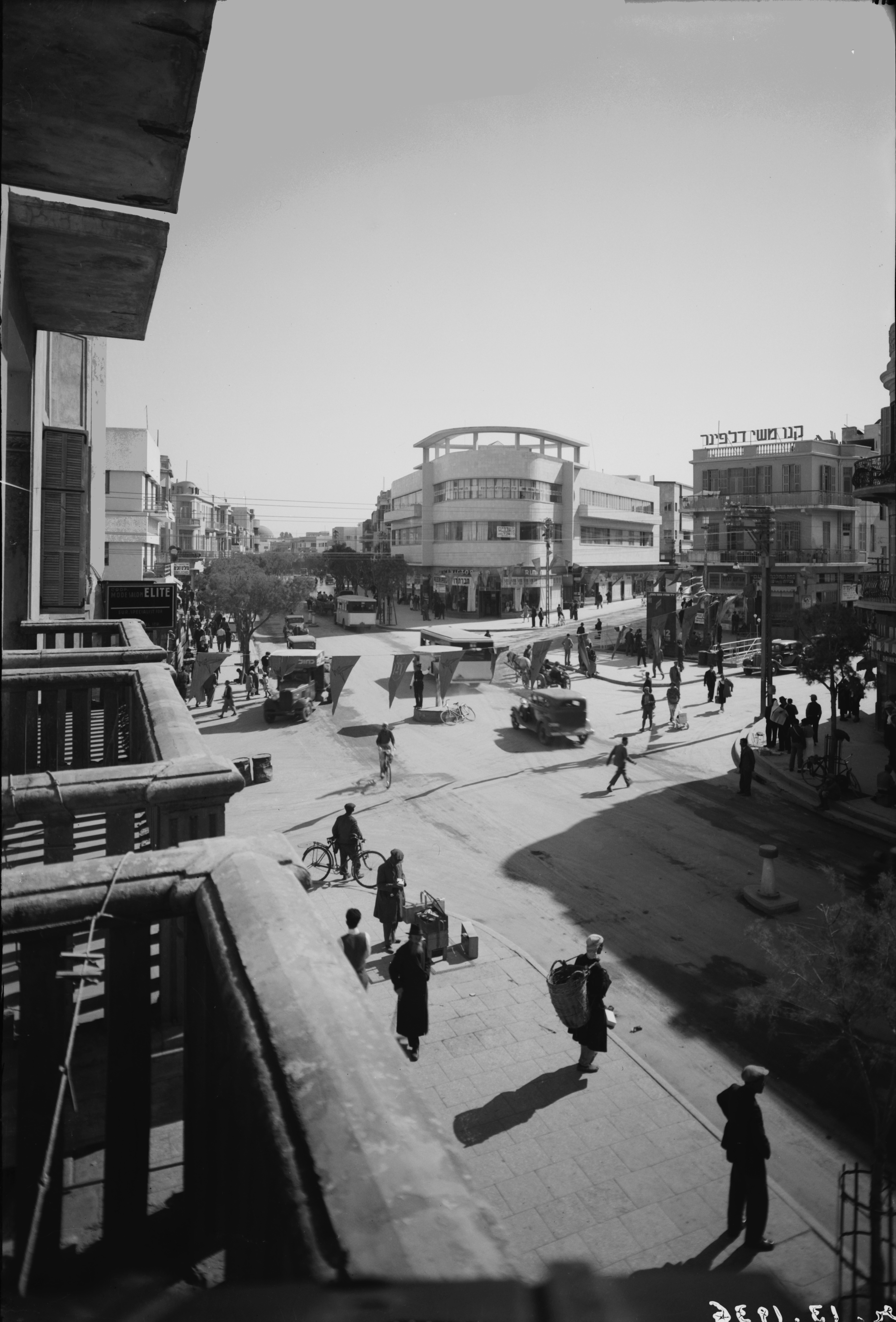
Place Magen-David en 1936.

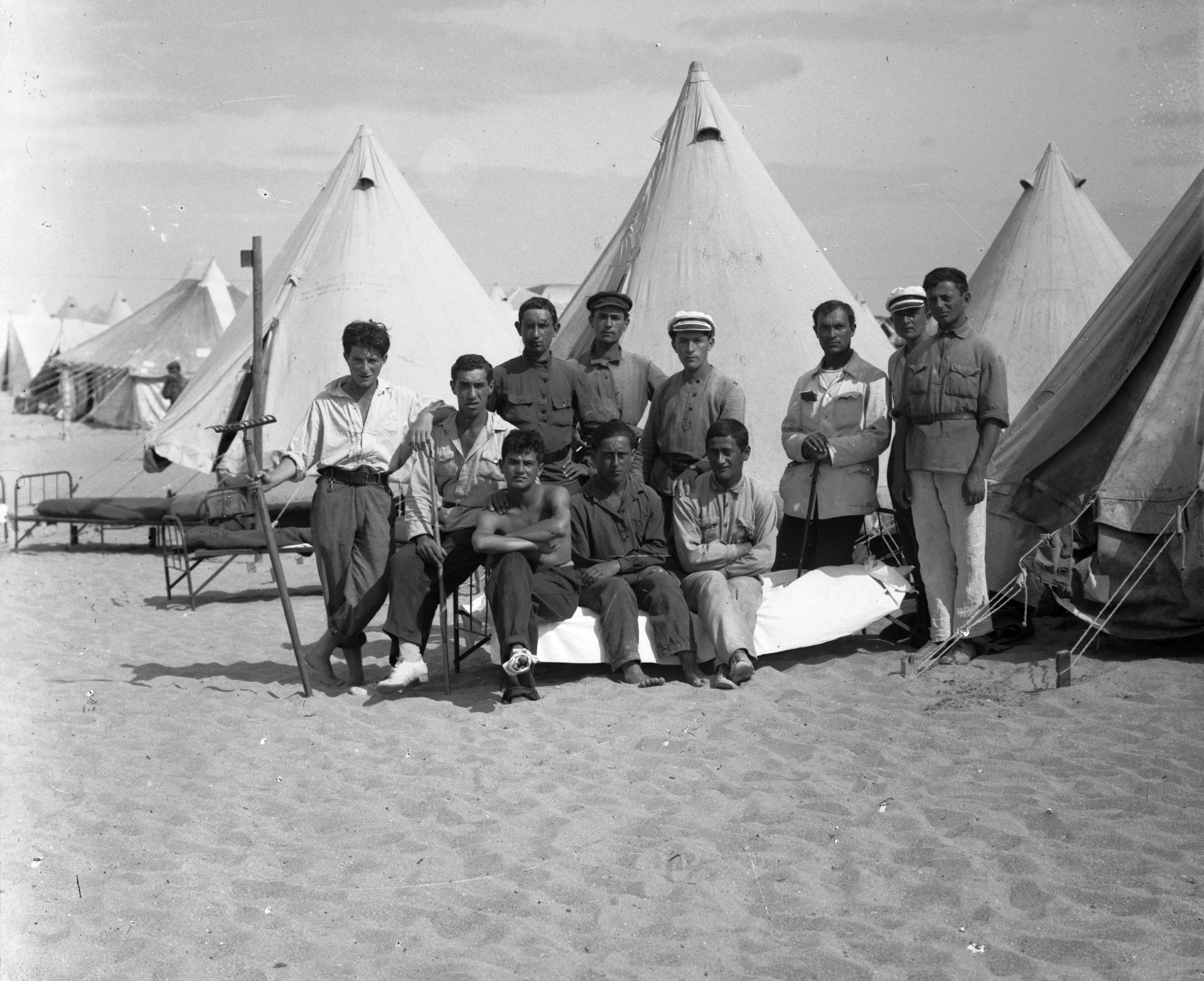
Camp d'accueil d'urgence à Tel Aviv, entre 1920 et 1930.

Lors de la convention des Juifs de Jaffa[réf. nécessaire] en 1906, les participants se plaignent des difficiles conditions de vie à Jaffa sur le plan économique, mais aussi du décret Muhram qui oblige les Juifs à changer de logement chaque année[réf. nécessaire].

### Période des débuts de la ville juive de Tel Aviv (1906-1920)

#### Origines de Tel Aviv (1906-1909)
Durant cette réunion, l'activiste sioniste Akiva Aryeh Weiss (en) (1868-1947), juste arrivé en Palestine, propose d'établir une cité juive sur des terres agricoles un peu à l'écart de Jaffa. Cette idée est à l'origine de la création de Tel Aviv.
Une coopérative de construction de soixante-six membres (des familles) est créée, Yafo Agudat Bonei Batim (puis Ahuzat Bait, « la Société de construction »), dirigée par Weiss. Durant les années suivantes, des terres sont achetées aux propriétaires arabes, souvent des Bédouins, puis l'ensemble est divisé en soixante-six lots, répartis entre les membres par mise aux enchères puis loterie, le 2e jour de Pessa'h 1909[pas clair].

#### Période de la Première Guerre mondiale et suites (1914-1920)
En 1917, durant la Première Guerre mondiale, le gouvernement ottoman évacue la population de Jaffa et de Tel Aviv à l'approche des troupes britanniques. Les Arabes sont rapidement autorisés à rentrer chez eux peu après cela, alors que les 10 000 Juifs ne pourront revenir qu'après la victoire britannique durant l'été 1918.
La Palestine est alors occupée par les Britanniques, qui reçoivent en 1920 un mandat de la Société des Nations sur le pays : c'est le début de la Palestine mandataire. Or, par la déclaration Balfour de 1917, le Royaume-Uni s'est engagé à soutenir la « création d'un foyer national juif en Palestine ».

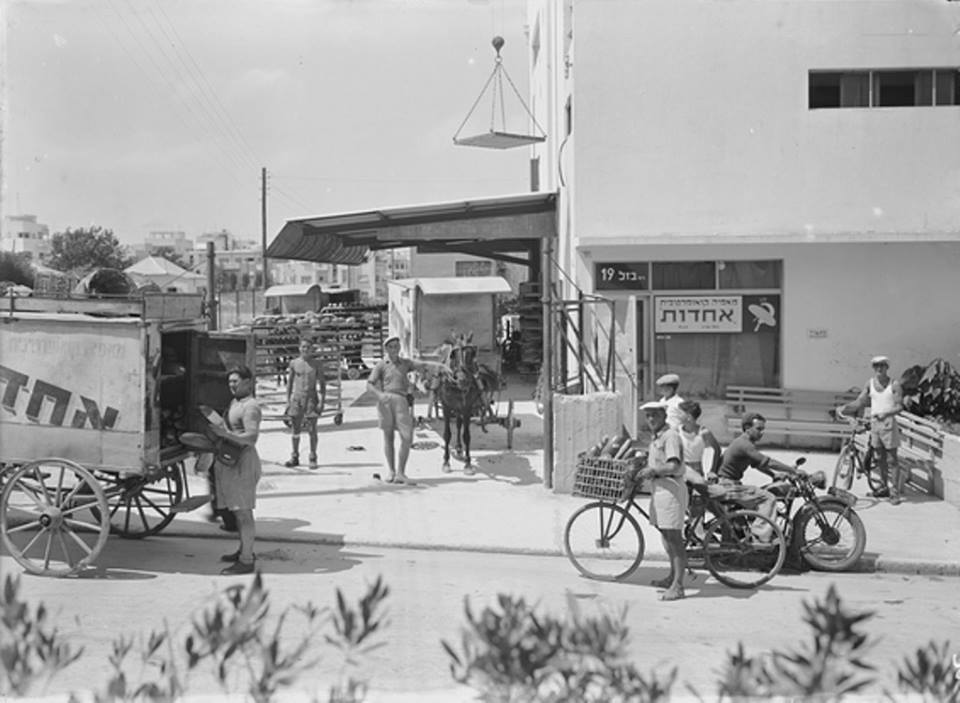
Rue de Bâle en 1939.

### Jaffa et Tel Aviv dans la Palestine mandataire (1920-1948)

#### Développement de Tel Aviv sous le mandat britannique
En 1921, Meïr Dizengoff devient le premier maire de Tel Aviv.

Les premiers sionistes souhaitant créer un État hébreu plus que juif, il était surtout envisagé la construction de bâtiments liés à la modernité (lycée, université, opéra, philharmonie) mais pas au souvenir de l'Europe de l'Est (commerces et synagogues). En 1925, l'urbaniste écossais Patrick Geddes est chargé de réaliser un plan de la future ville, en s'inspirant du modèle de la cité-jardin, avec des rues aérées et verdoyantes et des parcelles découpées, à l'inverse des villes arabes aux petites rues étroites.

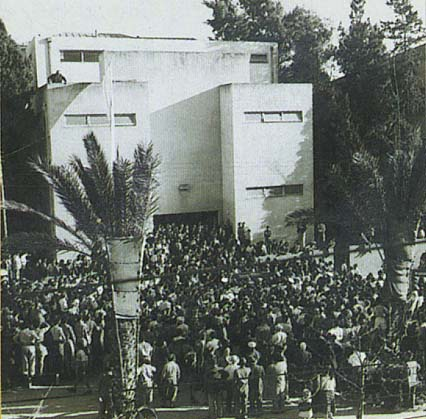
Déclaration d'indépendance à Tel Aviv le 14 mai 1948.

Dans les années 1930, la ville accueille de nombreux Juifs d'Allemagne fuyant les persécutions nazies. La ville connaît à cette période une croissance démographique importante : de 34 000 habitants en 1925, elle passe à 45 500 en 1931 puis à 120 000 habitants en 1935 et enfin à 150 000 en 1937. La ville « jumelle » de Jaffa comptait alors 69 000 habitants issus pour moitié des deux grandes communautés de la région : Juifs et Arabes.
Durant cette période, la ville continue de se développer vers le nord, à proximité de l'embouchure du Yarkon. Au nord du Yarkon est aménagé l'aéroport de Sdé Dov. Au sud, dans un secteur connu sous le nom « péninsule du Yarkon », un centre de foire et de congrès est construit pour accueillir en 1932 la première foire d'Orient. On y trouve un ensemble de pavillons dont certains de style Bauhaus ou international. Au nord-est du centre d'expositions internationales a également été construit le premier Stade Maccabiah en 1932. En 1937, le pont Wauchope est construit sur l'embouchure du Yarkon, nommé d'après Arthur Wauchope qui était le Haut Commissaire pour la Palestine et la Transjordanie.
De nombreux architectes inspirés par le style Bauhaus (qu'ils adapteront au style méditerranéen et oriental) vont faire de Tel Aviv l'un des plus grands centres de l'architecture Bauhaus international. En 1937 et en 1938, les aéroports de Lod (le futur Aéroport international David-Ben-Gourion) et de Sdé Dov (au nord de la ville) furent construits.

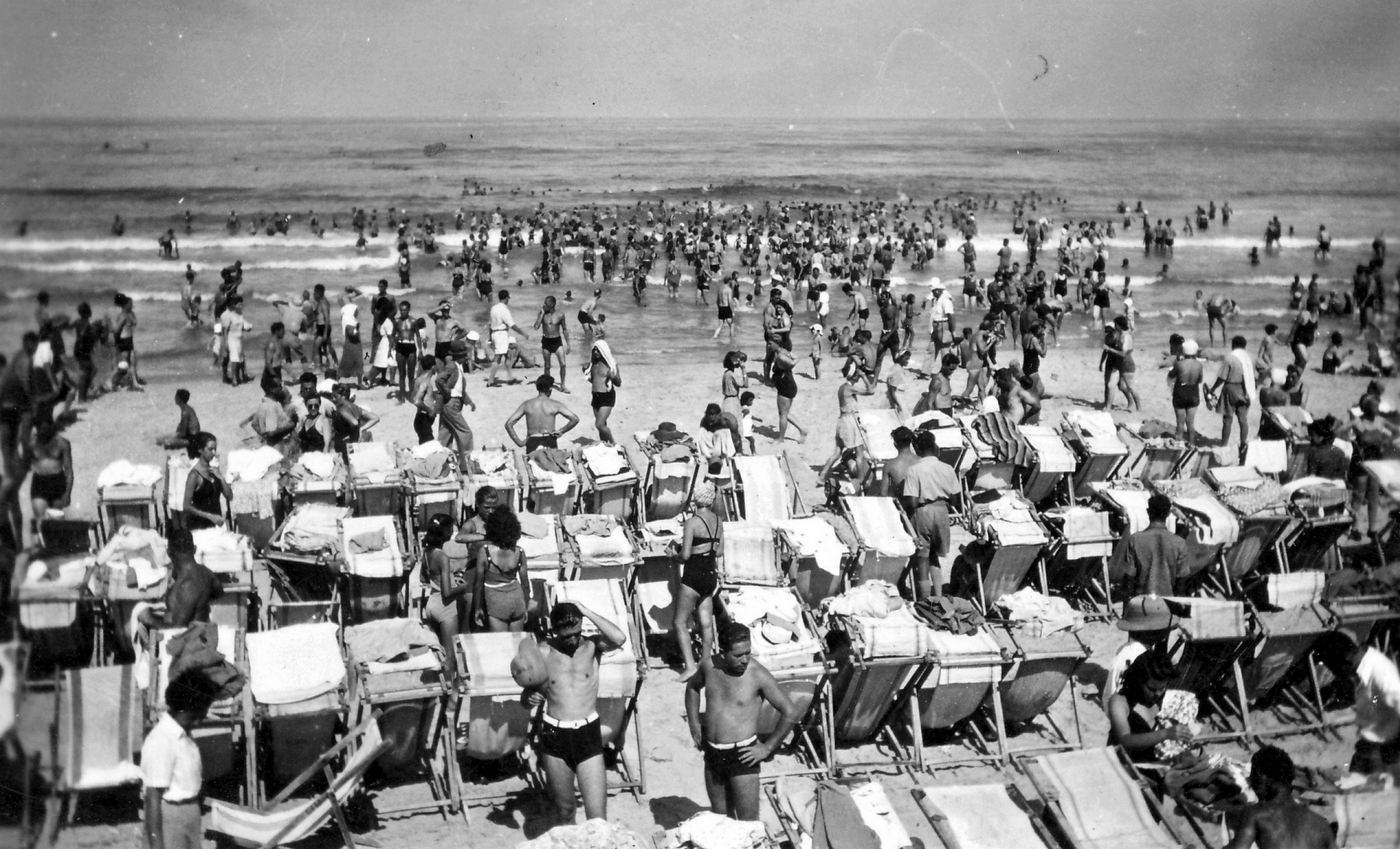
Plage de Tel Aviv en 1942.

Durant la Seconde Guerre mondiale, la ville de Tel Aviv est bombardée par l'aviation italienne. Ces bombardements feront plus d'une centaine de victimes parmi la population civile de la ville.

#### Période de la création d'Israël (1947-1948)
Fin 1947, les États arabes rejettent le plan de partage de la Palestine et provoquent des violences contre la ville. Dans le mois qui suivent, des combats violents éclatent entre les villes de Tel Aviv, incluse dans le nouvel État Juif, et les Arabes de la région. Ces combats provoquent la fuite de nombreux civils arabes de la région courant avril 1948.
En 1948, Jaffa est une ville côtière arabe prospère de 70 000 à 80 000 habitants. Elle est située juste au Sud de Tel-Aviv et a été attribuée aux Arabes par le plan de partage. C’est en conséquence une enclave arabe au milieu de territoires sous le contrôle du Yishouv. Des combattants de l’Armée de libération arabe et des volontaires des Frères musulmans ont renforcé la ville[réf. incomplète].
En février, les estimations du nombre de fuyards varient entre 15 000 et 25 000. Le comité national local essayera d’arrêter l’exode, notamment en imposant une taxe de départ qui sera collectée au port par les Frères Musulmans. Les milices locales iront jusqu’à menacer les fuyards d’expropriation voire de mort[réf. incomplète].
À la suite de la victoire de la Haganah à Haïfa, Jaffa est attaquée par l’Irgoun le 27 avril. Les forces de l’Armée de libération arabe résistent aux assaillants. De plus, à la suite des incidents de Haïfa, les Britanniques interviennent et menacent les Juifs de représailles s’ils ne stoppent pas leur offensive. À la suite de rumeurs de renforcement de l’Armée de libération et d’intervention de la Légion arabe, Yigal Yadin lance l’opération Hametz visant à encercler la ville. Les Britanniques réagissent en bombardant les positions de l’Irgoun[réf. incomplète] ce qui met un terme à l’offensive. La ville ne tombera que le 13 mai à la suite du départ des Britanniques mais dans la foulée, entre 50 000 et 60 000 arabes supplémentaires se seront enfuis,.

### Tel Aviv et Jaffa après la création d'Israël (mai 1948)

#### Fusion des deux municipalités (1950)
Après la guerre, les réfugiés palestiniens seront interdits de retour à Jaffa et la ville est annexée. Tel-Aviv absorbe de nouveaux quartiers à l'est et au nord de la ville, ce qui aura pour effet de porter sa population totale à 210 000 habitants fin 1948. En 1950, Tel Aviv et Jaffa sont fusionnées, donnant à la ville ses limites municipales actuelles.

#### Tel Aviv-Jaffa depuis 1950
Dans la seconde moitié du XXe siècle, l'architecture de la ville se développe par son dynamisme économique et culturel, notamment par la construction de tours (la tour Shalom Meir en 1965) et de gratte-ciels.
Le patrimoine architectural Bauhaus de la ville (il existe un musée dédié), tombé jusque-là dans un relatif oubli, est revitalisé à partir des années 1990 grâce au diplomate et collectionneur d'art Ronald Lauder, qui rénove la maison du compositeur Shlomo Yafe, ce qui amène des artistes entraînés par le sculpteur Dani Karavan à solliciter la municipalité pour sauver cette architecture peu entretenue. Une liste de 1 600 bâtiments est dressée, dont 180 font l'objet d'une protection. En 2003, l'UNESCO classe plus d'un millier d'édifices Bauhaus de Tel Aviv au patrimoine mondial et 500 parmi eux sont restaurés (cf. « Ville blanche de Tel Aviv »). Une loi oblige par ailleurs les promoteurs immobiliers à consacrer 1,72 % de leur budget à la rénovation du bâti classé.

#### Le conflit israélo-arabe à Tel Aviv: liste des attentats depuis 1968

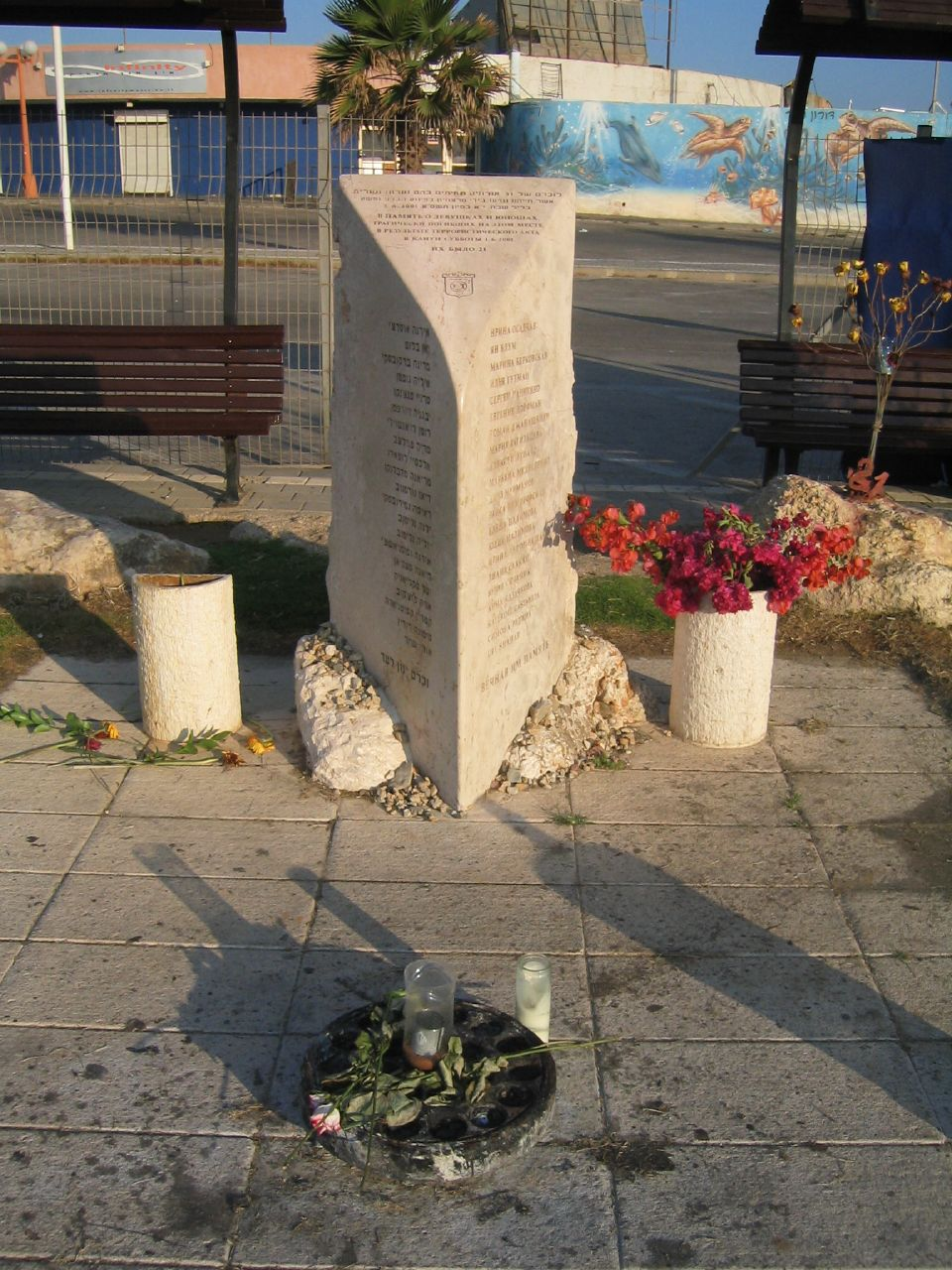
Memorial des 21 victimes de l'attentat de la discothèque Dolphinarium.

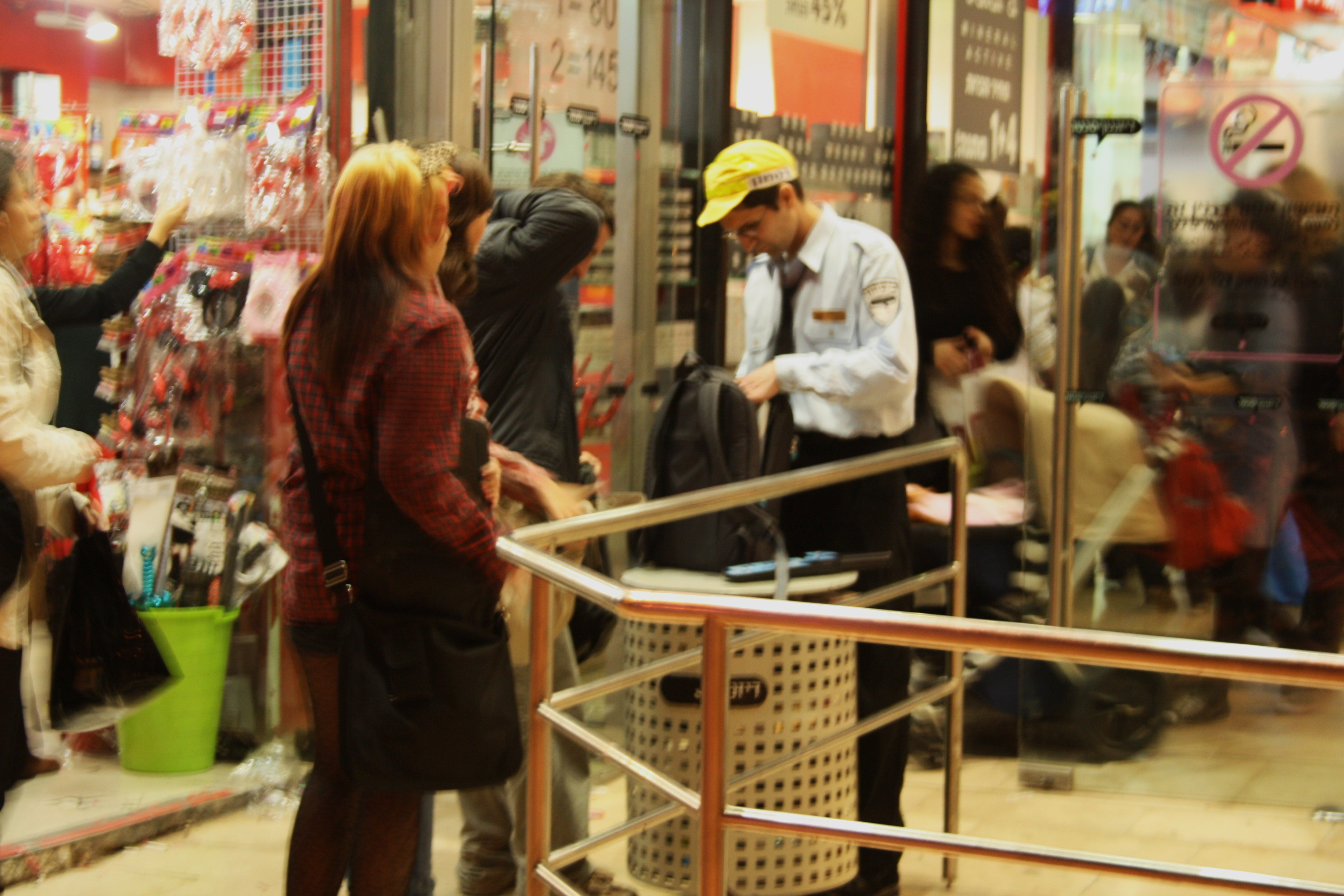
Contrôle de sécurité à l'entrée du centre commercial Dizengoff.

Principale métropole israélienne, Tel Aviv a de nombreuses fois été la cible d'attaques liées au conflit israélo-palestinien.
- 4 septembre 1968 : 1 personne est tuée et 71 sont blessées par l’explosion de trois bombes dans le centre-ville.
- 30 mai 1972 : 3 membres de l'Armée rouge japonaise, sous la directive du Front populaire de libération de la Palestine (FPLP), prennent d'assaut l'aéroport de Lod (désormais aéroport international David-Ben-Gourion). Quatre-vingts personnes seront blessées et 26 tuées. Seul un des membres de l'ARJ en sortira vivant et sera condamné à la prison à vie.
- 5 mars 1975 : des terroristes palestiniens s’emparent de l'hôtel Savoy (en), 4 personnes sont tuées.
- 6 juillet 1989 : 14 personnes sont tuées lorsqu’un terroriste précipite un autobus dans un ravin sur l’autoroute Jérusalem-Tel Aviv.
- 19 octobre 1994 : 21 Israéliens et 1 ressortissant néerlandais tués, 47 blessés dans un attentat kamikaze perpétré contre un autobus de la ligne no 5.
- 24 juillet 1995 : un attentat suicide d’un membre du Hamas contre un bus tue six Israéliens et en blesse 28 dans la banlieue de Tel Aviv.
- 4 mars 1996 : un terroriste fait exploser sa bombe de 20 kg, bourrée de clous, devant le Centre commercial Dizengoff pendant les festivités de Pourim. Treize personnes sont tuées et 130 blessées dont une majorité sont des enfants déguisés pour la fête.
- 21 mars 1997 : 3 personnes tuées et 48 autres sont blessées lors d’un attentat-suicide perpétré sur la terrasse d’un café.
- 27 août 1998 : 14 blessés par une bombe placée dans une benne à ordures.
- 1er juin 2001 : 21 jeunes sont tués et 120 sont blessés par un terroriste qui se fait exploser à l’entrée de la discothèque Dolphinarium, devant la promenade de front de mer.
- 23 mai 2002 : des terroristes utilisent une commande à distance pour faire exploser une bombe déposée sous un camion-citerne au dépôt de Pi Glilot au nord de Tel Aviv, dans le but de déclencher un gigantesque attentat mais cet attentat sera évité, car le feu ne se propage pas aux réservoirs de carburant voisins. Le camion prend feu, mais l’incendie est rapidement maîtrisé. Aucun blessé.
- 17 juillet 2002 : 5 personnes sont tuées et 40 blessées dans un double attentat-suicide perpétré rue Névé Shaanan, près de l’ancienne gare routière.
- 19 septembre 2002 : 6 personnes sont tuées et 70 autres sont blessées lorsqu’un terroriste fait exploser une bombe rue Allenby dans un autobus de la ligne no 4 de la compagnie Dan.
- 5 janvier 2003 : 22 personnes sont tuées et 120 blessées dans un double attentat-suicide perpétré près de l’ancienne gare routière.
- 30 avril 2003 : une explosion dans le pub "Mike's Place" sur la promenade de Tel Aviv fait 3 morts et 60 blessés. L’attentat a été revendiqué par le Hamas.
- 11 juillet 2004 : une jeune femme est tuée et 33 autres personnes blessées dans une explosion à un arrêt d’autobus. Les Brigades el-Aqsa du Fatah revendiquent la responsabilité de cet attentat.
- 1er novembre 2004 : attentat-suicide au marché en plein-air Shouk Hacarmel, trois Israéliens sont tués et plus de 30 sont blessés. Le kamikaze âgé de 16 ans originaire de Naplouse a actionné sa charge à 11h00, heure de grande affluence. L'attentat a été revendiqué par le FPLP.
- 25 février 2005 : un membre de Jihad Islamique s’est fait exploser devant la discothèque « Stage Club », sur le front de mer de Tel Aviv moins de 24 heures après la formation du gouvernement palestinien. Ce vendredi soir, un anniversaire y était organisé pour Yaron et ses amis étaient venus des 4 coins d’Israël. 5 personnes sont mortes et 49 ont été blessées. L’attentat a été revendiqué par le Jihad islamique.
- 19 janvier 2006 : attentat suicide près de l’ancienne station d’autobus blessant 32 personnes.
- 17 avril 2006 : un kamikaze membre du Jihad islamique se fait exploser dans un snack bondé situé à proximité du quartier de Neve Shaanan en pleine célébration des fêtes de Pessah. Neuf personnes sont tuées et 68 sont blessées.
- 15 novembre 2012 : 3 roquettes tombent à proximité de la ville sans faire de blessé. Les sirènes ont retenti pendant 2 minutes. Cette attaque a été revendiquée par le Jihad Islamique en provenance de Gaza.
- 21 novembre 2012 : une explosion dans un bus en face du ministère de la défense fait 28 blessés, dont trois graves. L'attentat, perpétré durant l'opération Pilier de défense, a été imputé au Hamas.
- 1er janvier 2016 : un homme tire sur une terrasse de bar et tue 2 personnes.
- 8 juin 2016 : 2 hommes tirent sur la population faisant 4 morts et 7 blessés.
- 7 avril 2022 : un Palestinien a ouvert le feu en direction de la terrasse du bar Ilka sur l’avenue Dizengoff, tuant deux personnes et provoqué un mouvement de panique. C'était le 4 attentats en 15 jours[18].
- 9 mars 2023 : Trois blessés dans un attentat sur l’avenue Dizengoff, l’assaillant a été abattu.
- 4 juillet 2023 : Une voiture-bélier a fait huit blessés pendant que l'armée israélienne poursuivait une opération de grande envergure dans laquelle dix Palestiniens ont été tués dans la ville et le camp de Jénine, dans le nord de la Cisjordanie.

## Géographie

### Situation
Le territoire municipal de Tel Aviv-Jaffa s'étend sur 14 km le long du littoral méditerranéen (de Jaffa au sud à Glilot au nord) et s'étend vers l'est jusqu'à 5 km de la mer au nord (jusqu'à l'autoroute 4), 2 km au centre (jusqu'à l'autoroute 20) et 4 km au sud (quartier de Kfar Shalem).
Tel Aviv se trouve à :
- 65 km au nord-ouest de Jérusalem ;
- 95 km au sud de Haïfa et 130 km du kibboutz Rosh HaNikra près de la frontière du Liban ;
- 60 km au nord d'Ashkelon et 75 km d'Erez à la frontière de la bande de Gaza ;
- 350 km au nord d'Eilat, située sur la mer Rouge (golfe d'Aqaba) au sud du désert du Néguev.

### Municipalités limitrophes
Du nord au sud, les communes limitrophes de Tel-Aviv-Jaffa sont :
- Herzliya (sur 500 mètres environ, entre le littoral et la route no 2)
- Ramat Ha-Sharon ;
- Bnei Brak ;
- Ramat Gan ;
- Givatayim ;
- Azor
- Holon ;
- Bat Yam.

### Relief et hydrographie
La ville antique de Jaffa a été édifiée sur une colline de 40 mètres d'altitude, où se trouve aujourd'hui l'église Saint-Pierre (XVIIe siècle), au-dessus du port de Jaffa, devenu un port de plaisance.
Le principal cours d'eau arrosant la commune est le Yarkon (27 km de longueur), dont l'embouchure se trouve à environ 2 km au sud de la limite avec Herzliya. C'est là que se trouvait le port de Tel Aviv, créé en 1938 et fermé en 1965, devenu une zone de loisirs.

### Climat
Tel Aviv a un climat méditerranéen, marqué par de fortes chaleurs en été et par une longue période d'aridité d'avril à octobre. Les hivers sont humides et très doux.
| Mois                                | jan.  | fév. | mars | avril | mai  | juin | jui. | août | sep. | oct. | nov. | déc.  | année |
| ----------------------------------- | ----- | ---- | ---- | ----- | ---- | ---- | ---- | ---- | ---- | ---- | ---- | ----- | ----- |
| Température minimale moyenne (°C)   | 9,6   | 9,8  | 11   | 14,4  | 17,3 | 20,6 | 23   | 23,7 | 22,5 | 14,6 | 11,2 | 11,1  | 16,4  |
| Température moyenne (°C)            | 13,6  | 13,8 | 15,4 | 18,6  | 21,1 | 24,1 | 26,2 | 27   | 26   | 23,2 | 19   | 15,2  | 20,3  |
| Température maximale moyenne (°C)   | 17,5  | 17,7 | 19,2 | 22,8  | 24,9 | 27,5 | 29,4 | 30,2 | 29,4 | 27,3 | 23,4 | 19,2  | 24    |
| Record de froid (°C)                | 2,5   | −1,9 | 3,5  | 7     | 11,2 | 15   | 19   | 20   | 15,7 | 11,6 | 5    | 4     | −1,9  |
| Record de chaleur (°C)              | 20,8  | 29,6 | 35,2 | 40,4  | 46,5 | 37,6 | 37,4 | 34,4 | 35,4 | 38,4 | 35,3 | 24,9  | 46,5  |
| Précipitations (mm)                 | 126,9 | 90,1 | 60,6 | 18    | 2,3  | 0    | 0    | 0    | 0,4  | 26,3 | 79,3 | 126,4 | 530,7 |
| Nombre de jours avec précipitations | 12,8  | 10   | 8,5  | 3,1   | 0,8  | 0    | 0    | 0    | 0,3  | 3,2  | 7,5  | 10,9  | 57,1  |

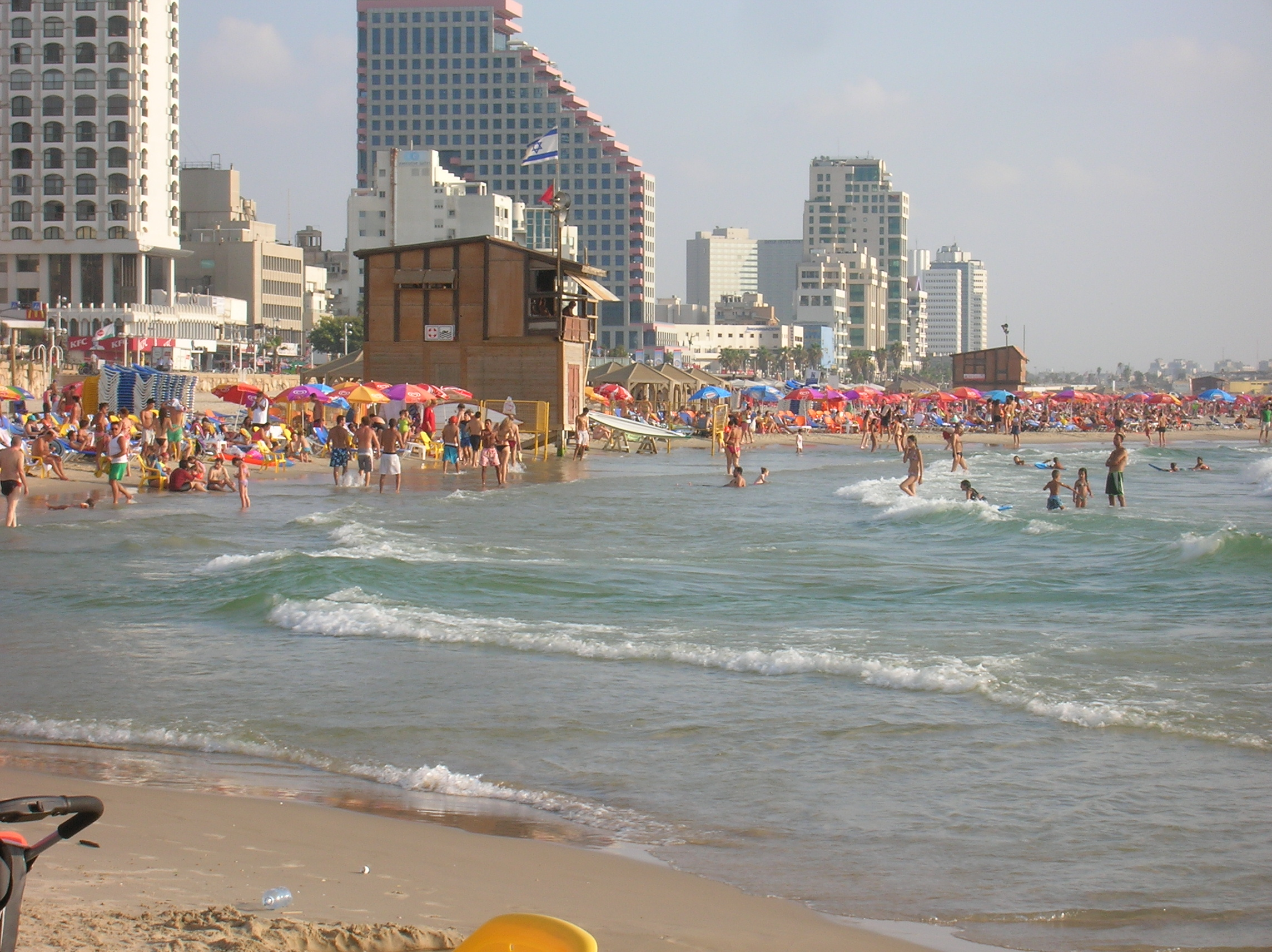
Plage de Tel Aviv.
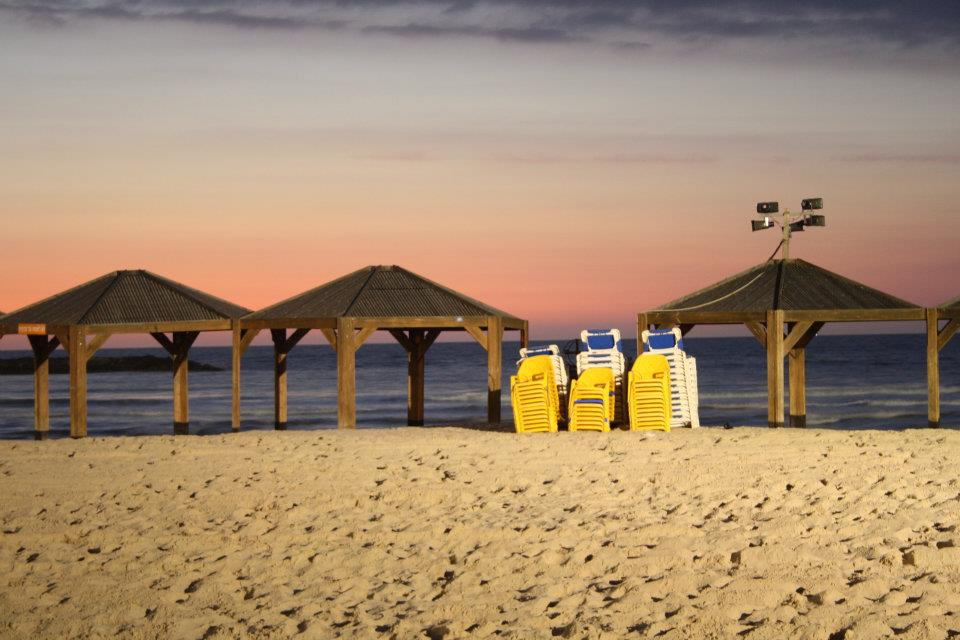
Plage de Tel Aviv la nuit.
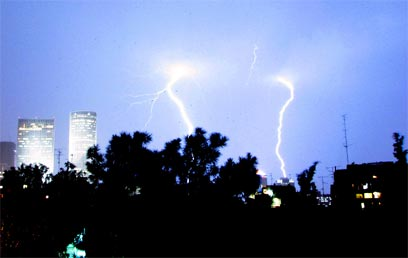
Eclairs dans le ciel de Tel Aviv.
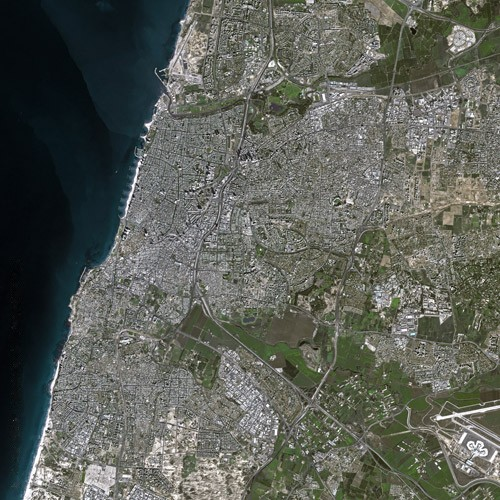
Tel Aviv vu par le satellite Spot.

### Quartiers de Tel Aviv-Jaffa
Cette vaste municipalité comporte différents quartiers, notamment :
- au sud, à l'ouest de l'autoroute 20 : Jaffa (Yafo) et Yafo Dalet, avec Ajami, Shapira, Kiriat Shalom, Neve Ofer, Florentin et Nave Sha'anan ;
- au sud, à l'est de l'autoroute 20 : Ezra, Hatikva, Kfar Shalem, Yad Eliyahu, Tel Haim ;
- au centre, à l'ouest de l'autoroute et au sud du Yarkon : Hakirya et Nachalat Binyamin, puis Tel Aviv (avec l'hôtel de ville de Tel Aviv-Jaffa[23] sur la grande place Rabin[24]) ;
- au nord, à l'ouest de l'autoroute 20 : Kohav Hatsafon, Ramat Aviv, Neve Avivim, Afeka, Ramat Aviv Gimel, Azorei Hen, Migeley Ne'eman, Glilot ;
- au nord, à l'est de l'autoroute 20 : Hadar Yosef, Ramat Hahayel, Kiryat Atidim, Tsahala, Hamashtela, Tel Baruch.

## Voies de communication et transports

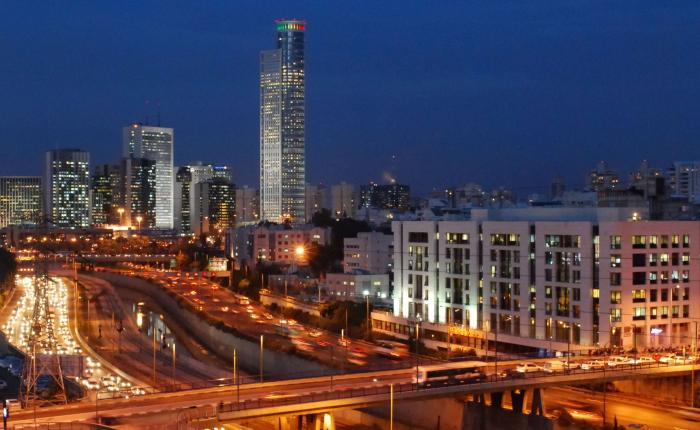
Autoroute Ayalon séparant Tel Aviv de Ramat Gan.

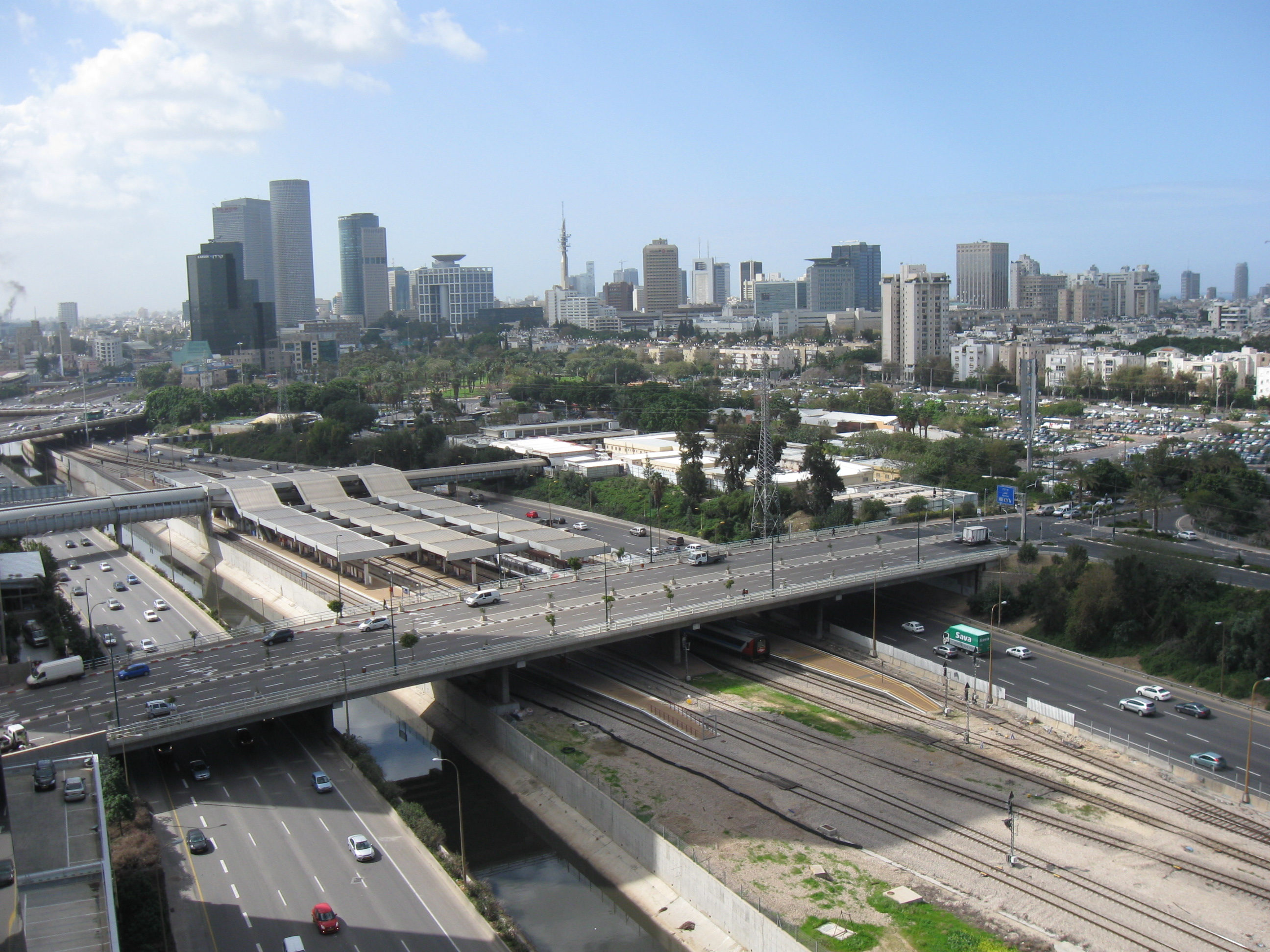
Gare centrale de Tel Aviv.

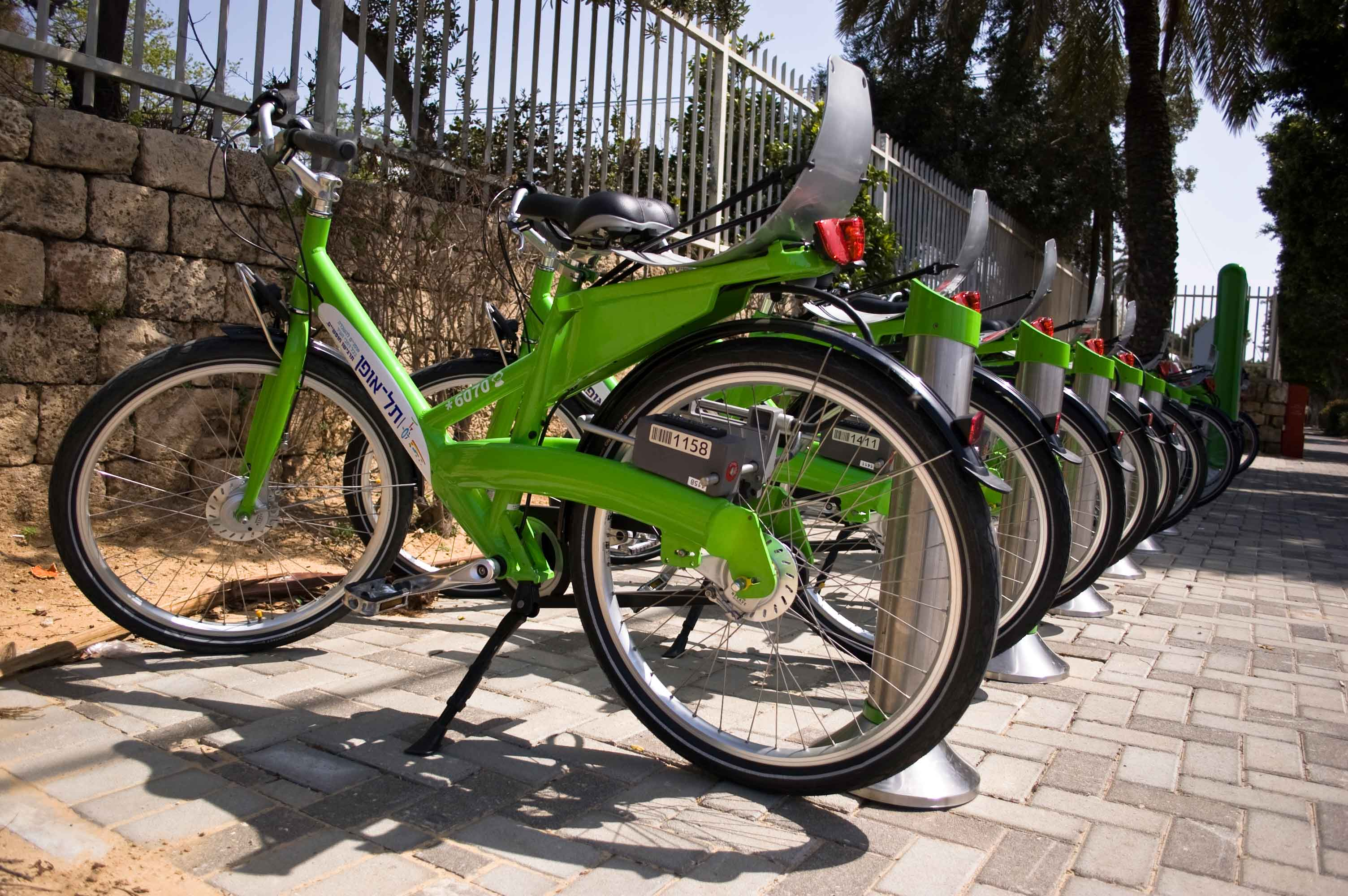
Tel-o-Fun.

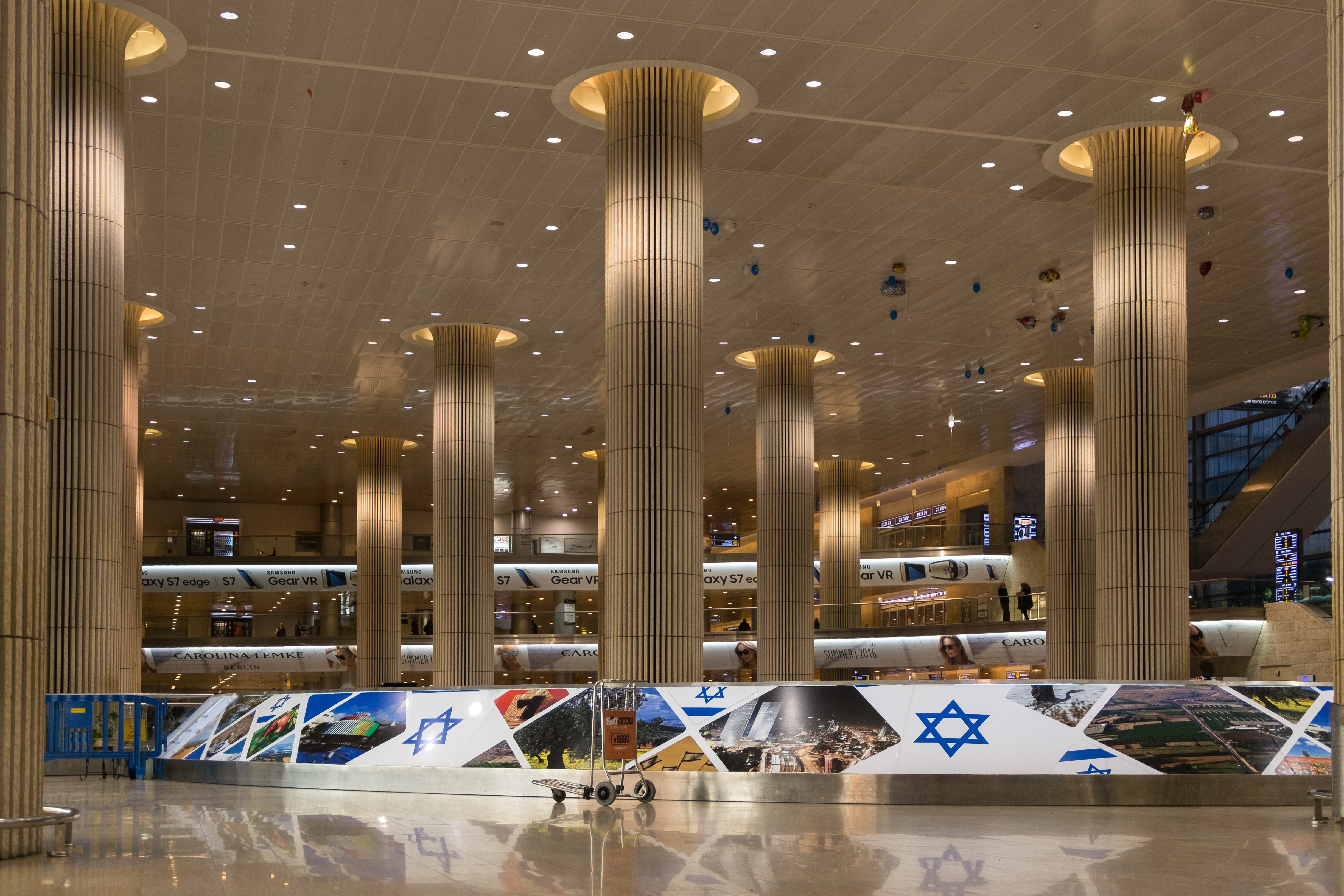
Aéroport international de Tel Aviv.

Tel Aviv est le cœur de la métropole du Gush Dan et concentre les principales infrastructures de l'agglomération.

### Routes
Plusieurs autoroutes traversent l'agglomération de Tel Aviv du nord au sud, soit, d'est en ouest :
- l’autoroute 1 qui relié le nord de la Mer Morte à Tel Aviv en passant notamment par Jérusalem ;
- l'autoroute 4 qui relie le nord de l’agglomération de Haïfa à Erez, à la frontière de la bande de Gaza ;
- l'autoroute 20, aussi appelée « autoroute Ayalon », qui double à l'est l'autoroute 2 à partir des environs du kibboutz Shefayim, au nord de la municipalité d'Herzliya, et rejoint l'autoroute 4 au sud de l'agglomération ;
- l'autoroute 2, qui vient de Haïfa le long de la côte et rejoint l'autoroute 20 au sud de Tel Aviv-Jaffa ;
- l’autoroute 5, qui relie l’extrême nord de Tel Aviv à la localité de Ariel en Judée - Samarie ;
- l’autoroute 531, appelée aussi autoroute 51, prend son origine au nord de Hertzliya et prend une direction sud-est ;
- et pour finir, l’autoroute 431, qui relie Rishon Létsiyon à Modiin.

L’autoroute 20 longe l’est de Tel Aviv du nord au sud, l’autoroute 1 est accessible depuis le sud-est de la ville, les autoroutes 2 et 5 se trouvent à l’extrême nord de la ville, et enfin la route numéro 4 (qui relie Rosh Hanikra, à la frontière avec le Liban à Érez, à la frontière avec Gaza) se transforme en autoroute entre Pétah Tikva et Ashdod, plus au sud.
Plus loin, nous pouvons retrouver l’autoroute numéro 6 qui relie l’agglomération de Haïfa au cœur du désert du Néguev, sur une portion qui à court terme devrait atteindre les 260 km de longueur.
La gare routière de Tel Aviv, située au sud de la ville, est la deuxième plus grande au monde[réf. nécessaire].
Le réseau principal de bus appartient à la coopérative Dan Bus Company (en). Egged Bus plus grande compagnie de bus du pays, a aussi un réseau de bus dans la ville. L’on peut y retrouver par ailleurs d’autres compagnies pour assurer notamment des liaisons inter - urbaines.

### Chemin de fer
Les lignes des chemins de fer israéliens passent pour la plupart par Tel Aviv-Jaffa, ainsi reliée aux villes de Jérusalem, Modiin, Haïfa, Ashkelon et Beer-Sheva, ainsi qu'à l'aéroport international David Ben Gourion.
En ce qui concerne les transports urbains, la municipalité compte quatre gares situées le long de l'autoroute Ayalon et reliées par une ligne ferroviaire, du nord au sud : gare Université de Tel Aviv, gare Savidor Merkaz (la plus fréquentée du pays), gare Ha-Shalom (proche des tours Azrieli) et gare Ha-Haganah (près de la gare routière). Cette ligne est utilisée par environ un million de passagers par mois[réf. nécessaire]. Les trains ne circulent pas le vendredi soir et le samedi, ainsi que les jours fériés.
Depuis décembre 2019, un train express, fonctionnant 24 heures sur 24, sauf le vendredi soir et le samedi, ainsi que les jours de fêtes juives, relie Jérusalem à l’aéroport David Ben Gourion en 23 minutes et à Tel Aviv en 32 minutes ; la construction a débuté en 2001 pour un coût total des travaux de 1,8 milliard d'euros.
Par ailleurs, il existe un projet de ligne Tel Aviv-Haïfa-Nahariya (près de la frontière libanaise, sur la côte) permettant de relier Tel Aviv à Haïfa en trente minutes et à Nahariya en cinquante-quatre minutes
Il existe aussi un projet de train à grande vitesse devant relier Kiryat Shmona (près de la frontière libanaise, à l'intérieur), à Eilat, sur la mer Rouge (golfe d'Aqaba), au sud du désert du Néguev (avec une possible liaison vers l'Arabie saoudite), mais la réalisation est lente.

### Aéroport et transports aériens
L'aéroport international David-Ben-Gourion (code TLV) se situe à 20 kilomètres environ au sud-est du centre-ville, près de la ville de Lod, à proximité de l'autoroute 1 sur la route de Jérusalem. L'aéroport Ben Gourion est de loin le premier aéroport d'Israël par la fréquentation (plus de 12 millions de passagers en 2010).
Les vols intérieurs se faisaient généralement à partir de l'aéroport Sdé Dov, situé au nord de la Tel Aviv. Toutefois, cet aéroport a fermé en 2019 et il laissera place à un important complexe immobilier. Les vols intérieurs ont été transférés à l’aéroport David Ben Gourion.

### Métro léger de Tel Aviv
La première ligne du métro léger de Tel Aviv, surnommée Red Line, a été inaugurée le 18 août 2023.
Cette ligne fait environ 23 km, dont 10 km parcourus en tunnel, de Manshia / Neve Tzedek à Tel Aviv à au-delà de l'échangeur de Geha. La ligne comporte vingt-trois arrêts en surface et dix stations souterraines. La distance entre les arrêts est d’environ 500 mètres, celle entre les stations d'environ un kilomètre.
Elle parcourt les secteurs les plus denses de la métropole et sert un nombre de passagers importants comparé aux futures lignes qui devraient être construites dans le cadre du réseau de transport NTA. D’après les pronostics faits durant l’étude du projet, 100 à 120 millions de passagers par an utiliseront la ligne rouge d’ici à 2020[pas clair]. Le métro reliera le cœur de Tel Aviv à Bat Yam, Petah Tikva, Ramat Gan et Bnei Brak. La seule station existante est construite dans la Tour Méir Shalom depuis 1967[pas clair].
Un autre métro est prévu à Tel Aviv pour 2032 avec trois lignes (M1, M2 et M3) en complément des lignes suburbaines de métro léger de Tel Aviv. La construction du métro lourd de Tel Aviv devrait commencer entre 2024 et 2026.

### Bicyclettes
Tel-Aviv dispose de plus de 100 kilomètres de pistes cyclables.
La municipalité a instauré un système de vélos en libre service, similaire à ceux de Bruxelles, Montréal ou Paris. Ce système, appelé Tel-O-Fun, est ouvert depuis avril 2011. Il compte 200 stations et plus de 2 000 vélos. Ce contrat avec la ville prenait fin en décembre 2020.
Le système s'appelle dorénavant Metropan distribué par la société Metropan Cooperative Transportation Ltd.

### Trottinettes électriques
La ville de Tel-Aviv est équipée de plus de 9 000 trottinettes électriques en libre-service. La société américaine Bird a été la première a déployée plus de 2 500 trottinettes électriques en août 2019 suivie par les sociétés Wind, Lime, Leo ou Dott.
En 2024, alors que la ville de Paris interdisait la location libre-service de trottinette électrique dans la capitale, certaines de ces trottinettes ont été redéployées à Tel-Aviv.

## Économie

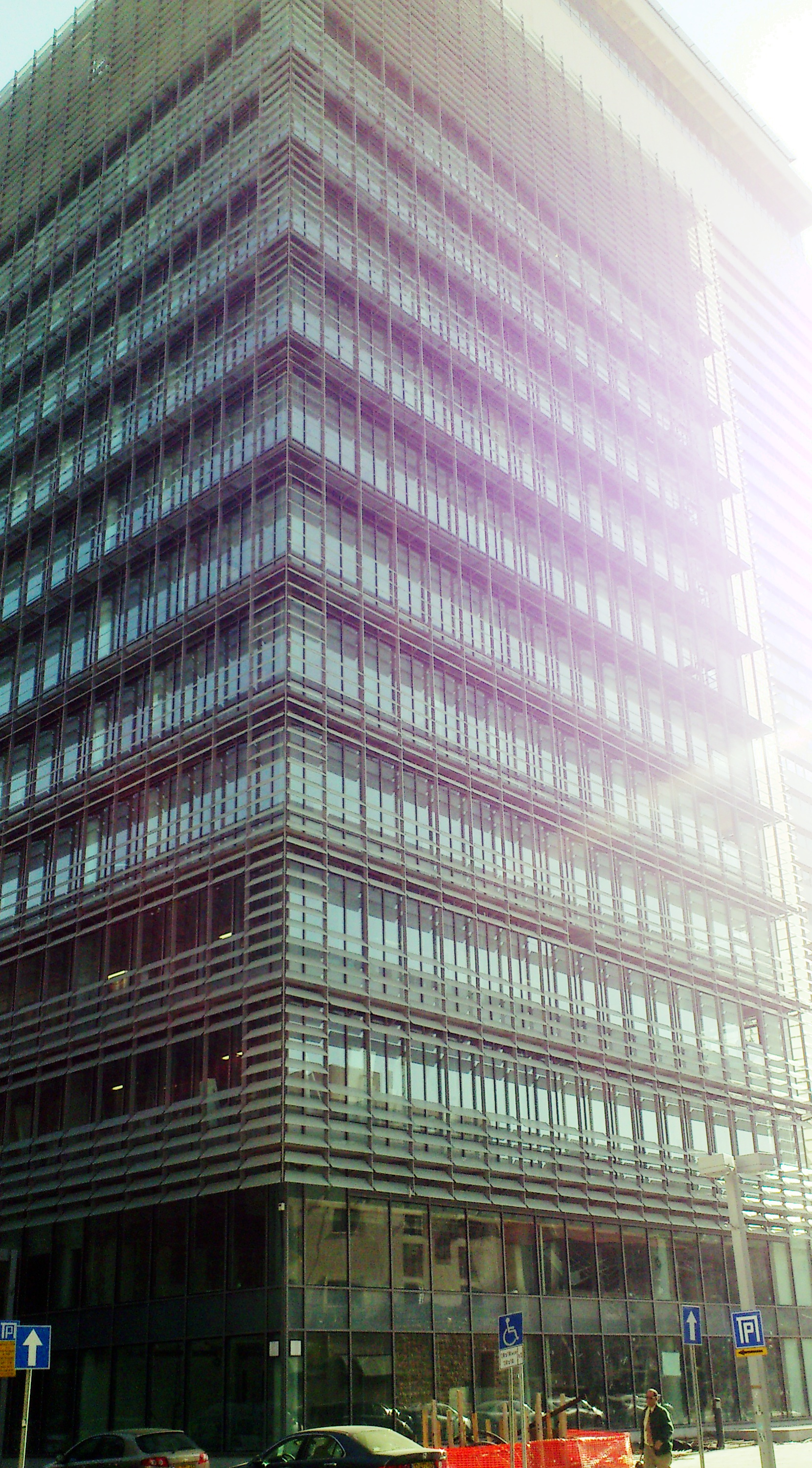
Bourse de Tel-Aviv.

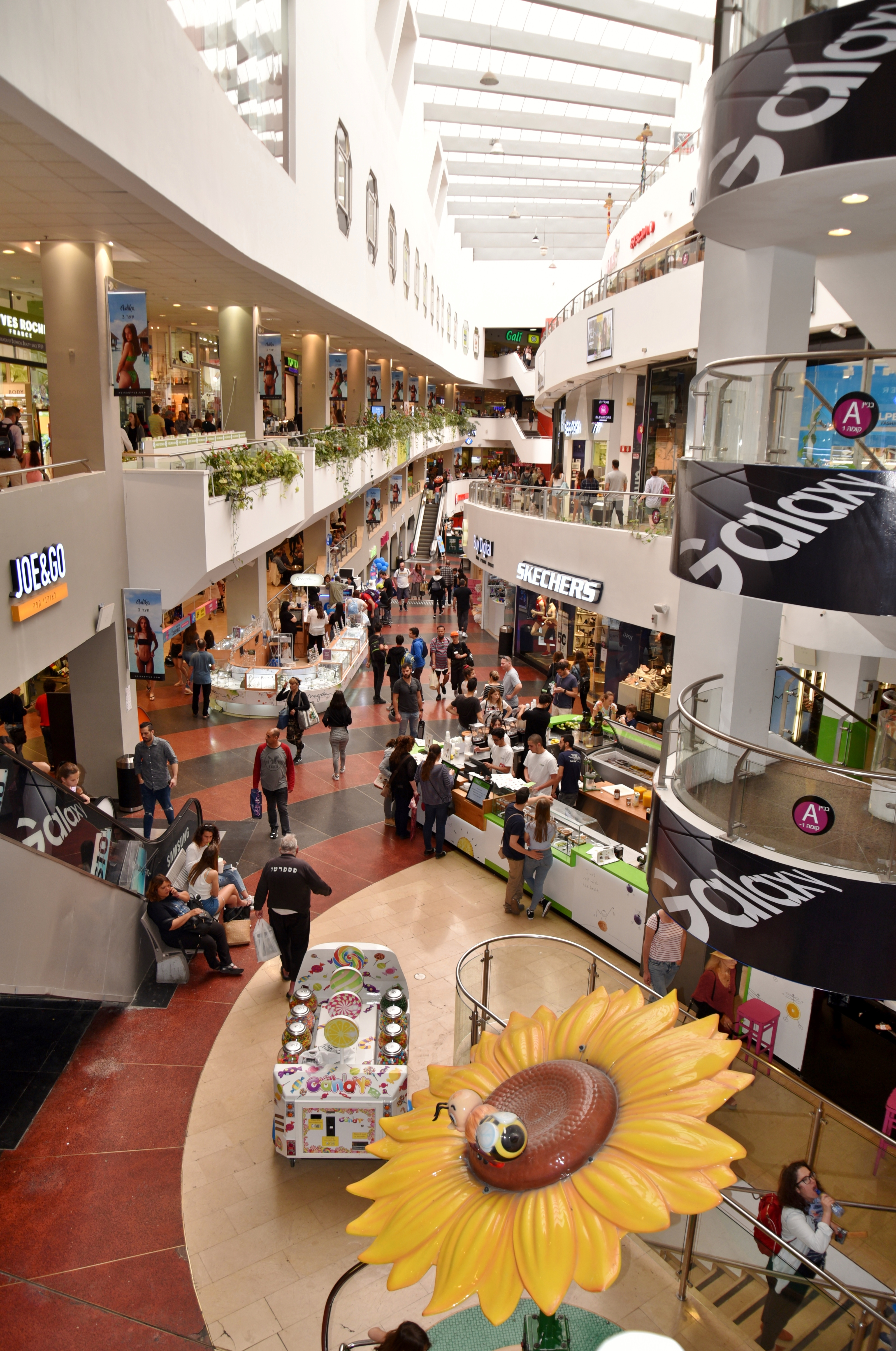
Centre commercial Dizengoff.

Tel Aviv est une ville touristique importante célèbre pour ses grandes plages de sable fin et ses hôtels sur la promenade (הטיילת, prononcé « Tayelet »). Elle est renommée sur le plan culturel (troupes de danse et orchestres célèbres) ainsi que par son ambiance orientale, méditerranéenne et occidentale.
La métropole de Tel Aviv est un pôle économique dynamique en plein essor depuis 1990. Depuis 1948, Tel Aviv est devenue le centre économique et financier d'Israël ainsi que le siège de la bourse de Tel-Aviv qui pesait, en 2008, 240 milliards de dollars (environ 30e au classement) avant de redescendre à 140 milliards environ. La bourse du diamant est quant à elle située dans la ville de Ramat Gan (banlieue est de Tel Aviv). Cette industrie est toutefois en net recul depuis quelques années, les produits pharmaceutiques et technologiques ayant supplanté la production de diamants polis, autrefois première industrie nationale.
40 % des emplois en finance et 25 % de l'emploi dans les services sont concentrés dans la ville, siège des deux plus grandes banques du pays : les banques Leumi et Hapoalim.
La ville accueille de nombreuses sociétés de haute technologie. En 1998, Newsweek la classe parmi les 10 villes les plus « technologiquement influentes » au monde. Sa croissance s'est poursuivie depuis grâce à la forte immigration de scientifiques en provenance de Russie après la chute de l'URSS. Tel Aviv est le centre de la Silicon Wadi, forte concentration de starts-up. Hertzliya banlieue nord de la ville est une des principales villes dans ce domaine en Israël. De très nombreuses entreprises possèdent des centres de développement et de recherche à proximité.
Le PIB/habitant de Tel Aviv est de 20 % supérieur à la moyenne nationale israélienne (qui se situait à 28 500 dollars en 2008 selon le FMI). Elle concentre 15 % de l'emploi et 17 % du PIB israélien (estimé à 201 milliards de dollars en 2008 par CIA.gov)
Tel Aviv est aussi le centre commercial d'Israël. Les tours HaYarkon comptent de nombreux magasins et entreprises.
La ville de Tel Aviv, bien que n'ayant pas une tradition industrielle, est un centre chimique, et quelques usines textiles et agro-alimentaires sont encore présentes en particulier dans les quartiers sud-est de la ville selon The Economist.
9 des 15 milliardaires israéliens habitent Tel Aviv, selon Forbes magazine, Tel Aviv est un important centre scientifique et un pôle de recherche dû à l'essor de l'université de Tel Aviv,.
Selon une étude de Mercer Human resource Consulting, le coût de la vie est très élevé à Tel Aviv. La ville a été nommée « la ville la plus chère au Proche et Moyen-Orient » et elle se situe au 14e rang mondial juste derrière Singapour. New York est 22e selon ce même classement.
En 2008, the Globalization and World Cities Study Group and Network (GaWC) situé à Université de Loughborough a publié un classement des villes mondiales en fonction du niveau des services et de la production. Tel Aviv est classé beta+ world city.

## Démographie
| Population de Tel Aviv |         |
| 1920                   | 2 000   |
| 1925                   | 34 000  |
| 1937                   | 150 000 |
| 1939                   | 160 000 |
| 1948                   | 200 000 |
| 1960                   | 390 000 |
| 1989                   | 317 000 |
| 2009                   | 392 500 |
| 2019                   | 460 600 |

La population totale de la ville est de 460 600 habitants au 31 décembre 2019 dont environ 90 % de Juifs. La densité de Tel Aviv est l'une des plus fortes du pays avec 8 900 habitants par km² selon le Bureau central des statistiques israélien. La superficie de Tel Aviv correspond à la moitié de celle de Paris soit environ 52 km².
La ville de Tel Aviv connaît un regain de croissance sur le plan démographique ces dernières années bien que son taux de croissance (0,9 %) reste bien inférieur à la moyenne nationale (2 %/an). La ville avait atteint 390 000 habitants dans les années 1960 avant de redescendre à 317 000 habitants au plus bas vers la fin des années 1980, dû aux fortes hausses des loyers ce qui a eu pour conséquence de pousser la classe moyenne à émigrer en banlieue.
La moyenne d'âge (34 ans) est sensiblement plus élevée que dans le reste du pays mais reste malgré tout très basse si on la compare aux niveaux européens ou américains. Les plus de 65 ans atteignent, quant à eux, 14,6 % de la population générale contre 19,6 % en 1980.
La population asiatique (en particulier de Thaïlande, de Chine et des Philippines) est en plein essor[réf. nécessaire]. On l'estime à environ 50 000 personnes.
La population arabe-israélienne constitue 4,2 % de la population de la ville (26 % à Yafo) : on compte 17 000 musulmans et environ 2 000 chrétiens.
Selon la municipalité de Tel Aviv, le revenu moyen est supérieur de 20 % à la moyenne nationale ce qui la situerait aux alentours de 37 000 dollars par habitant en 2008. Le chômage était de 6,9 % avant la crise. Le niveau d'éducation est plus élevé que la moyenne nationale.

## Administration et vie politique

### Organisation territoriale locale: municipalité et district de Tel Aviv
Le district de Tel Aviv, un des six districts qui existent en Israël, est aussi le plus petit (176 km2). Avec 1 427 000 habitants, il n'inclut qu'une partie de l'agglomération de Tel Aviv, qui en compte plus de trois millions.
En Israël, le district, est une entité administrative dirigée par un commissaire du gouvernement et chargé de contrôler les municipalités qui en font partie, qui sont les suivantes :
- Tel Aviv-Jaffa
- Bat Yam
- Bnei Brak
- Givatayim
- Herzliya
- Holon
- Kiryat Ono
- Or Yehuda
- Ramat Gan
- Ramat HaSharon

Le district de Tel Aviv n'est pas divisé en sous-districts.

### Liste des maires depuis 1921

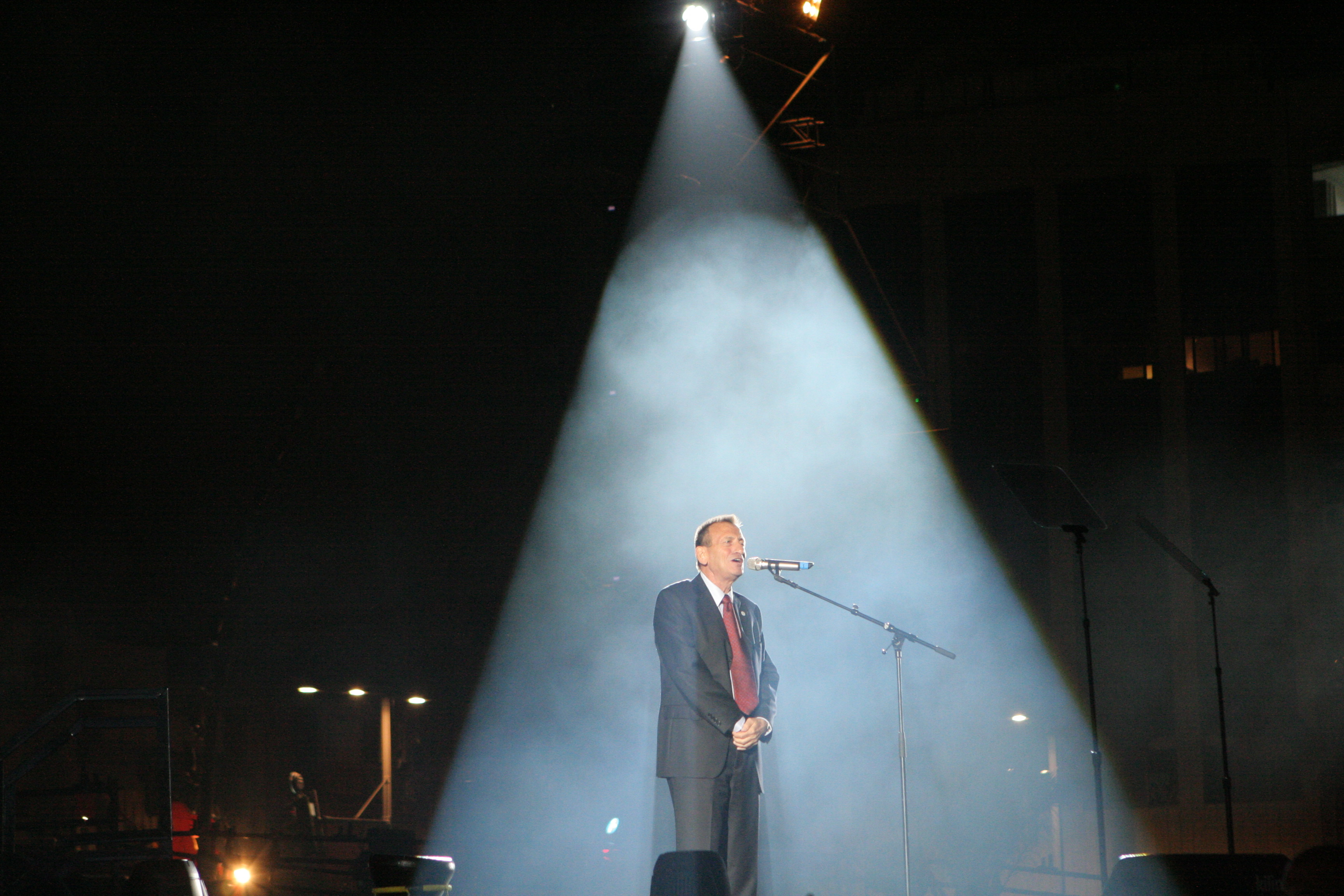
Ron Huldai, maire de Tel Aviv depuis 1998.

| Période | Période  | Identité                    | Étiquette          | Qualité |
| ------- | -------- | --------------------------- | ------------------ | ------- |
| 1921    | 1925     | Meïr Dizengoff              | Sionisme général   |         |
| 1925    | 1927     | David Bloch-Blumenfeld (en) | Akhdut HaAvoda     |         |
| 1928    | 1936     | Meïr Dizengoff              | Sionisme général   |         |
| 1936    | 1952     | Israel Rokach               | Sionisme général   |         |
| 1953    | 1959     | Chaim Levanon (en)          | Sionisme général   |         |
| 1959    | 1969     | Mordechai Namir (en)        | Mapaï              |         |
| 1969    | 1974     | Yehoshua Rabinowitz (en)    | Parti travailliste |         |
| 1974    | 1993     | Shlomo Lahat                | Likoud             |         |
| 1993    | 1998     | Roni Milo (en)              | Likoud             |         |
| 1998    | En cours | Ron Huldai                  | Parti travailliste |         |

## Culture et patrimoine
Tel Aviv est le siège de l'orchestre philharmonique d'Israël. Depuis quelques années, la ville se développe également en tant que capitale de la mode en Israël. Le groupe TheAngelcy s'est formé en mai 2011 à Tel Aviv.

### Lieux de mémoire

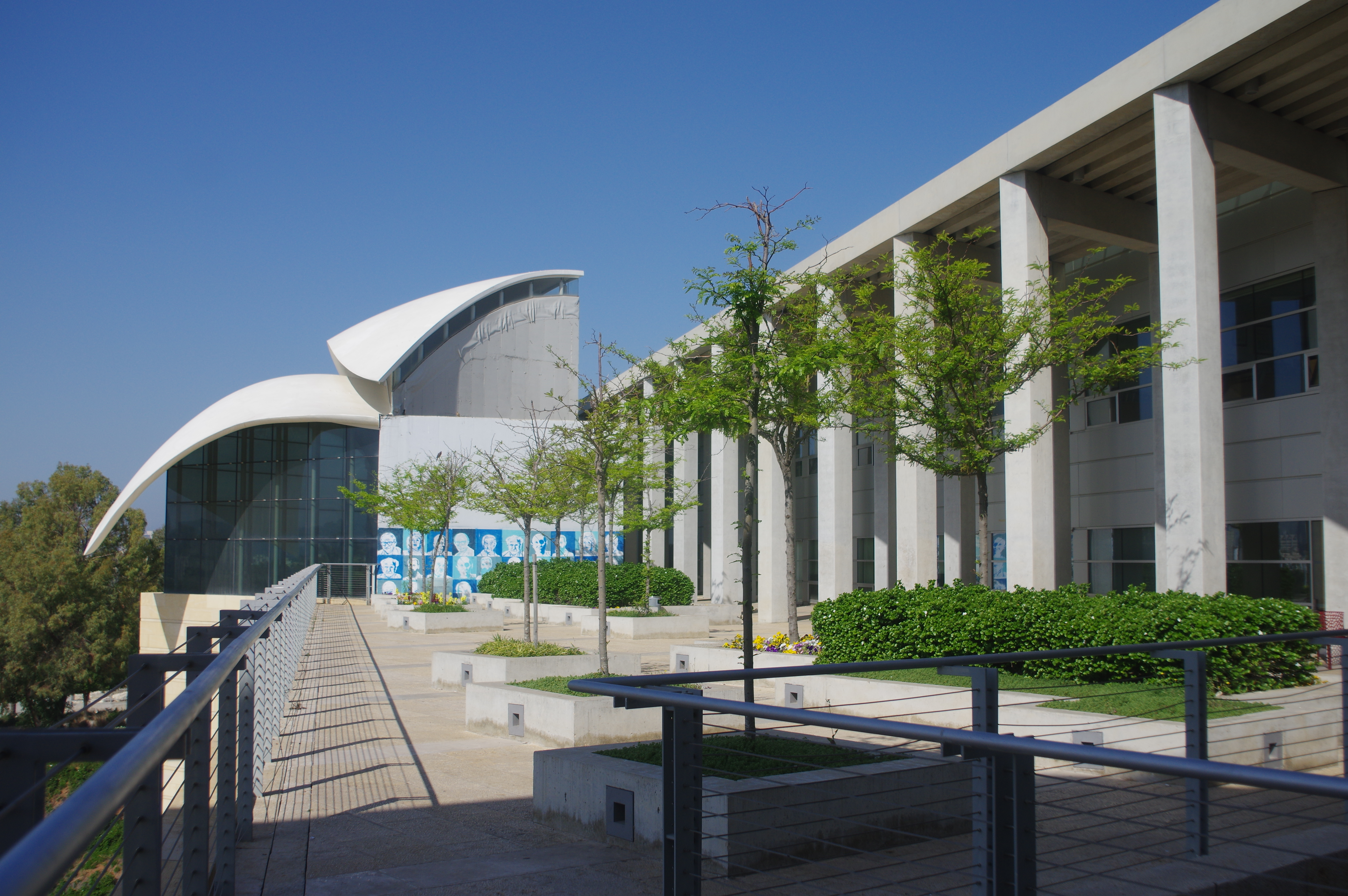
Centre Yitzhak Rabin.

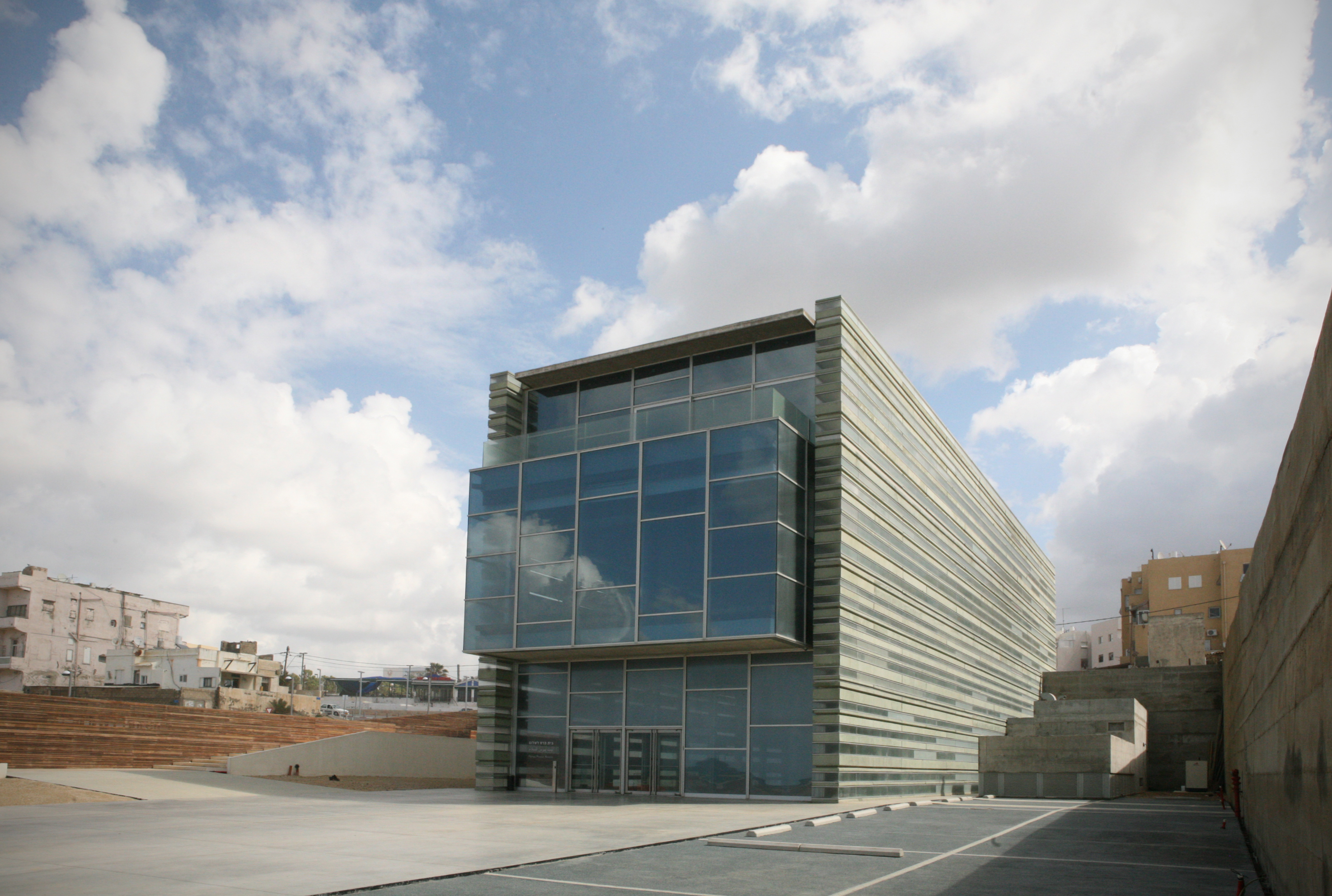
Centre Shimon Peres pour la Paix.

#### Centre Yitzhak Rabin
Le centre Yitzhak Rabin (Yitzhak Rabin Center), situé sur une colline dominant le parc HaYarkon, commémore la vie et les actions d'Yitzhak Rabin, premier ministre et prix Nobel de la paix, assassiné en 1995. Bâti sur les plans de l'architecte israélien Moshe Safdie, le centre a été inauguré en novembre 2005 pour le 10e anniversaire de la mort de Rabin.
L'élément central du Centre est le musée israélien (the Israeli Museum) qui, au travers de plusieurs salles d'exposition et 200 petits documentaires, retrace l'histoire personnelle de l'homme politique en lien avec les grandes étapes de l'histoire de l'État sioniste.
La visite du musée peut être complétée par celle du monument élevé sur les lieux de son assassinat près des escaliers menant à la mairie de Tel-Aviv : seize pierres de basalte de différentes hauteurs sont fichées dans le sol et éclairées par en dessous par des lumières rouges.

#### Centre Shimon Peres pour la Paix
Situé dans l’ancienne ville de Jaffa, le centre Shimon Peres pour la paix (The Shimon Peres Center for Peace), inauguré en 1996, a été conçu par l'architecte italien Massimiliano Fuksas, sur une commande du président Shimon Peres, comme lieu consacré à la paix. Il accueille une bibliothèque, un centre de ressources éducatives pour la résolution de conflits, une salle d'exposition, un auditorium, des ateliers et des pièces d'activité. Les archives de Shimon Peres présentent les discours, publications, collections, photographies de l'homme politique. La structure est entourée du parc de la Paix.

#### Maison de David Ben Gourion

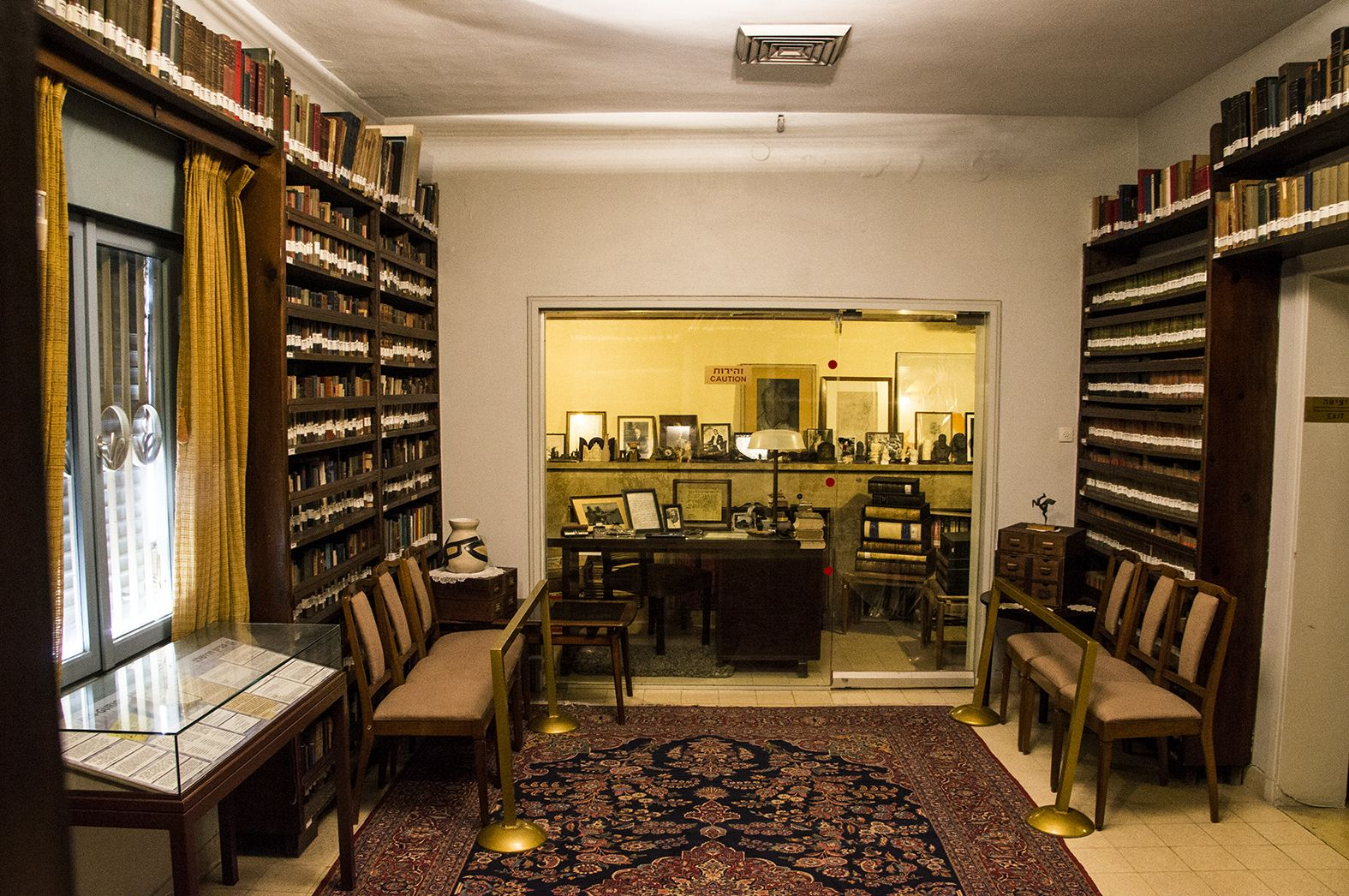
Bureau et bibliothèque de David Ben Gourion dans sa maison de Tel-Aviv.

Cette maison se trouve sur le boulevard Ben Gourion, anciennement boulevard du Fonds national juif (Keren Kayemet). Construite en 1930-1931 sur un terrain appartenant au Fonds, elle est dans le style des maisons ouvrières de plain-pied conçues par l'ingénieur David Tuva pour ce quartier. Surhaussée en 1946 et rénovée en 1960, elle est d'un style austère et épuré. Léguée en 1973 à l'État d'Israël par Ben Gourion, elle a été ouverte au public l'année suivante. Au rez-de-chaussée se trouvent la cuisine, le salon, la salle de bains, la chambre des mariés, la chambre de sa fille (pièce qui servit de centre de commandement pendant la crise de Suez) ; à l'étage, le bureau et la bibliothèque de Ben Gourion, forte de quelque 20 000 livres écrits dans les sept langues parlées par leur propriétaire. Toutes les pièces conservent le mobilier de l'époque et sont décorées de photos de Ben Gourion dans les moments importants de son existence. Sur vote de la Knesset, la maison a été déclarée « site national » en 1976 (c'est dans cette maison que fut rédigée la version finale de la déclaration d'indépendance d'Israël),,.

#### Musée de la Haganah
Ce musée occupe, au 23, boulevard Rothschild, l'ancienne maison d'Eliyahou Golomb, l'un des fondateurs de la Haganah, organisation clandestine paramilitaire créée en 1920 pour la défense des implantations sionistes et la création d'Israël. La maison servait de quartier général à l'organisation. En plus de narrer l'histoire de la Haganah, le musée présente un ensemble d'armes et des documents et des photographies provenant des archives de l'organisation.

#### Musée de l'Etzel

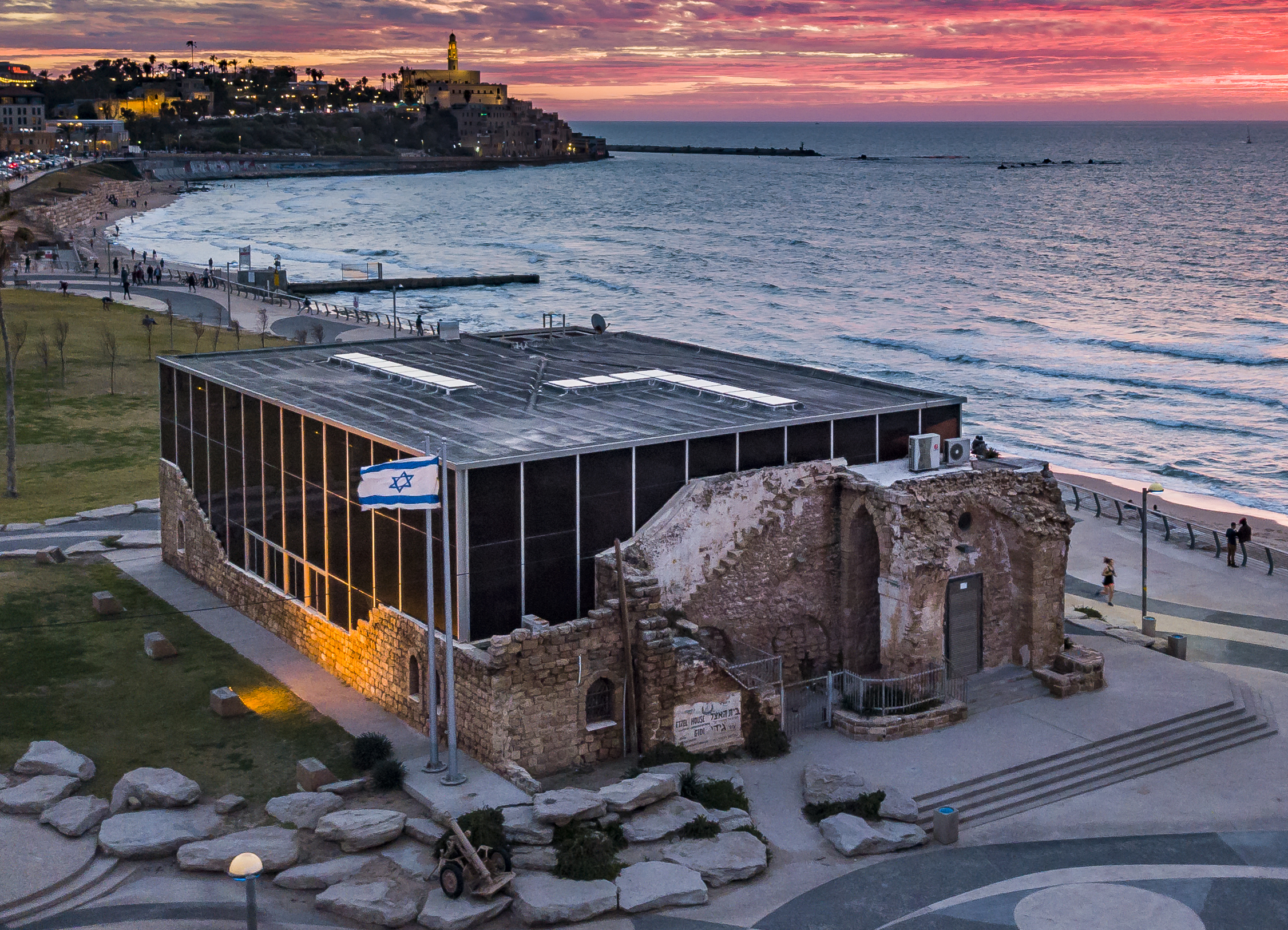
Musée de l'Etzel (Irgoun), le bâtiment sur le front de mer.

Le musée de l’Etzel (Etzel Museum) tire son nom de la prononciation de l’acronyme IZL formé à partir des initiales de l’hébreu Irgoun Zvaï Leoumi (litt. « organisation militaire nationale »), désignation de l’organisation paramilitaire sioniste Irgoun, née d'une scission de la Haganah en 1931.
Le musée est géré par l'armée. Il se répartit sur deux bâtiments. Le bâtiment principal se dresse dans la ville, sur la rue George V. L’autre bâtiment se trouve sur le front de mer, entouré sur trois côtés par les pelouses du parc Charles-Clore. C'est une structure habillée de verre noir, surgissant, symboliquement, des ruines d’une maison en pierre de la période ottomane qui faisait partie du quartier de Menachia, rasé en 1947.
Avant la visite proprement dite, un film retrace l'histoire de l'Irgoun de sa création à sa dissolution. Le visiteur peut ensuite observer les armes, drapeaux et autres objets ayant appartenu aux combattants de la milice et prendre connaissance de panneaux illustrant les principaux combats menés par celle-ci.

### Parcs et jardins

#### Parc Edith Wolfson
Commencée en 1977 et achevée en 1988 par Dani Karavan, Kikar Levava (« Carré blanc ») est une sculpture environnementale située sur une petite colline, dans le parc Edith Wolfson (Edith Wolfson Park). Son nom est une allusion au surnom de Tel Aviv, « la Ville Blanche ». Le carré se trouve au plus haut point de la ville, là où celle-ci rencontre la localité de Givatayim. C'est un lieu moins fréquenté par les touristes que par les résidents du quartier qui viennent s'y détendre. L'artiste a utilisé le béton blanc. Le contraste entre la sculpture, la verdure du parc et les bâtiments environnants, dont la plupart sont en béton armé, est absolu. La sculpture s'étend sur une surface de 30 mètres sur 50 mètres. Elle présente beaucoup d'éléments rappelant les autres ouvrages de Karavan, une pyramide, un canal d'eau, une tour et un dôme avec un arbre en son centre.

#### Parc Ariel Sharon

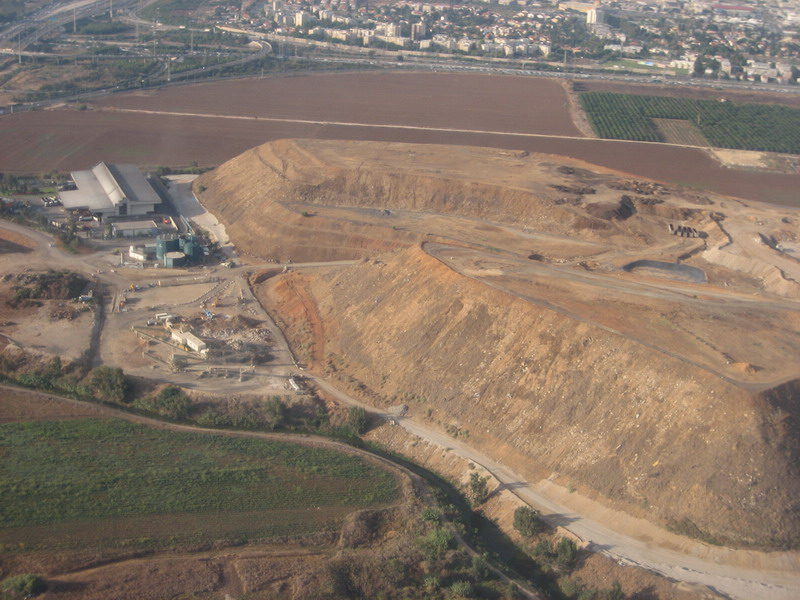
Hiriya avant sa reconversion.

Créée en 1952 sur le site d'un village palestinien, la décharge publique d'Hiriya, appelée familièrement « la colline nauséabonde » (the stinky hill), a fermé ses portes en 1998 pour entamer sa transformation en espace vert conformément au souhait d'Ariel Sharon qui s’opposait à ce que les promoteurs puissent s’emparer du site et y construire des habitations. La reconversion, commencée en 2001 et confiée à l'architecte paysagiste allemand Peter Latz, a abouti à l'ouverture, en juillet 2014, du Parc Ariel Sharon et à la mise à la disposition du public, d'espaces verts, de pistes cyclables, de bassins et de terrains de camping,.

### Patrimoine sportif

#### Stade Menora Mivtachim

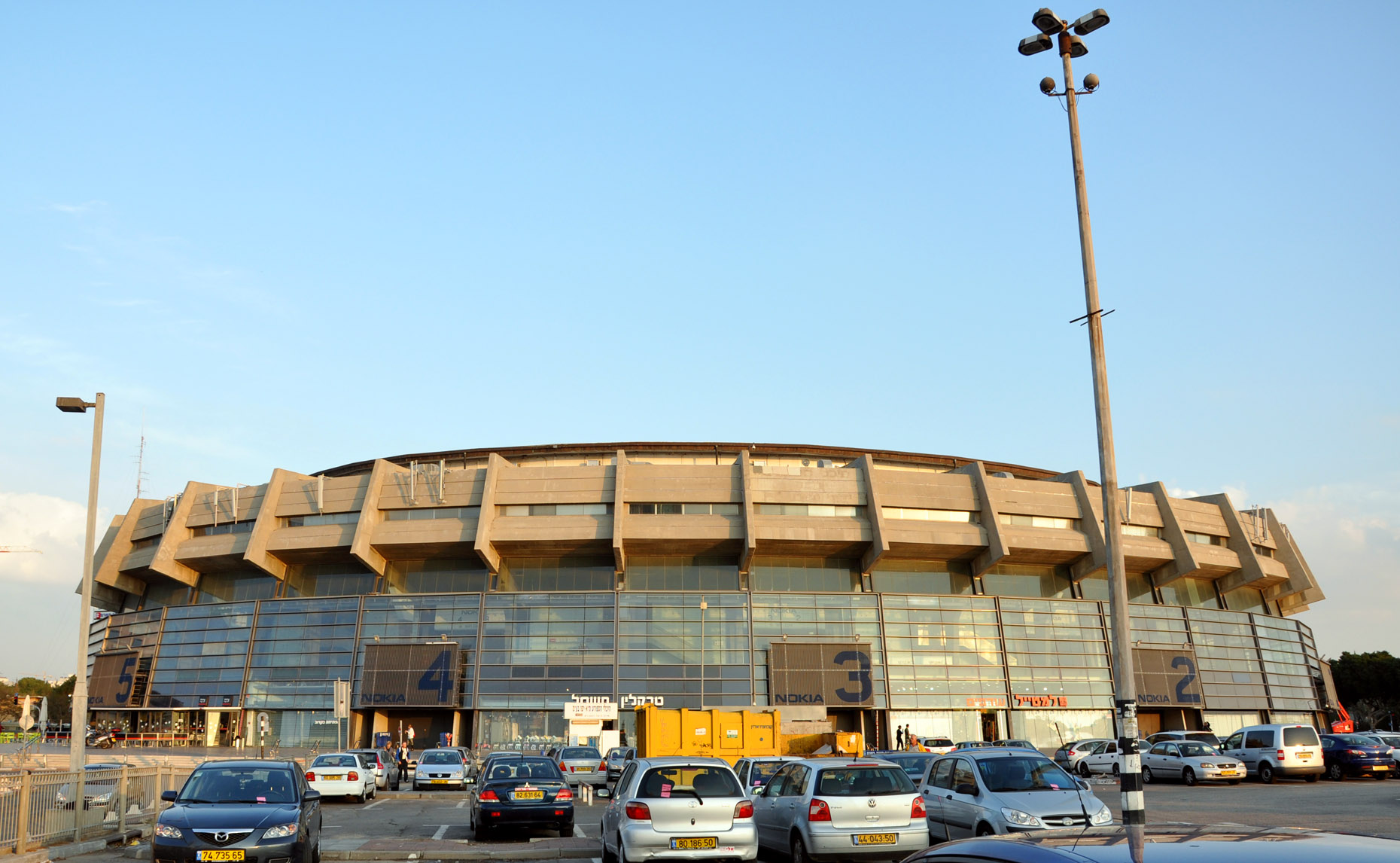
Stade Menora Mivtachim.

Situé au sud-est de Tel Aviv, le stade Menora Mivtachim est le plus grand stade couvert d’Israël. À son ouverture en 1963, il s’appelait stade Yad Eliyahu (Yad Eliyahu Arena). Il a été rénové et agrandi en 2005 par la société A. Lerman Architects et accueille une variété d'événements allant des tournois de basket-ball nationaux et internationaux aux concerts et congrès.
Le stade est le foyer du club de basket-ball de la ville, Maccabi T.A.

### Patrimoine culturel

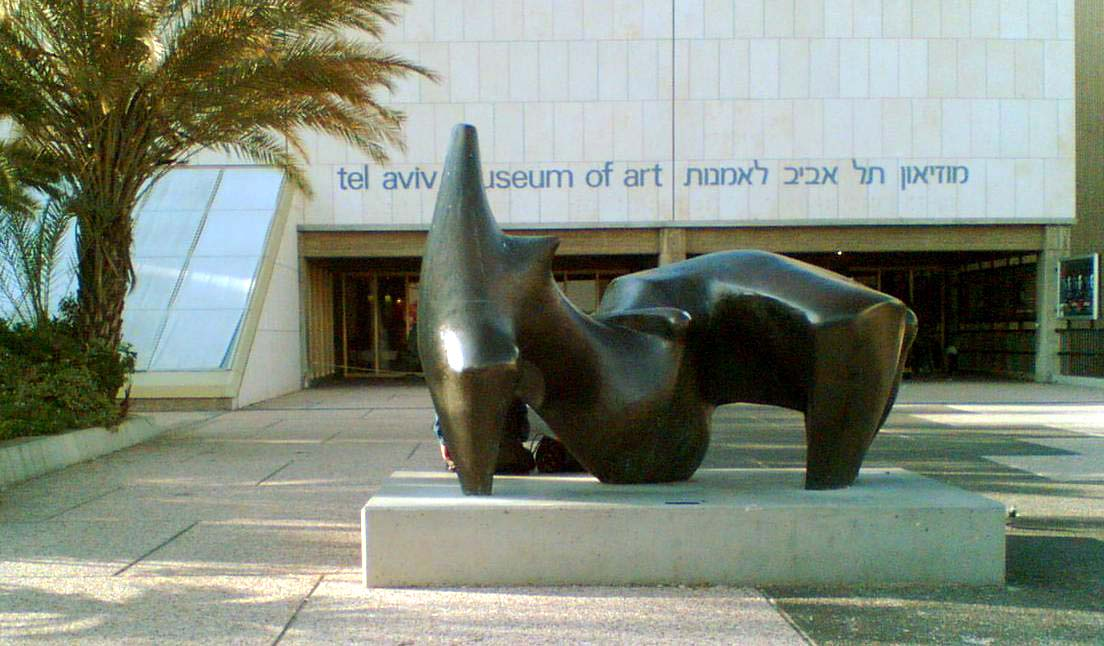
Sculpture de Henry Moore devant le musée des beaux-arts de Tel Aviv.

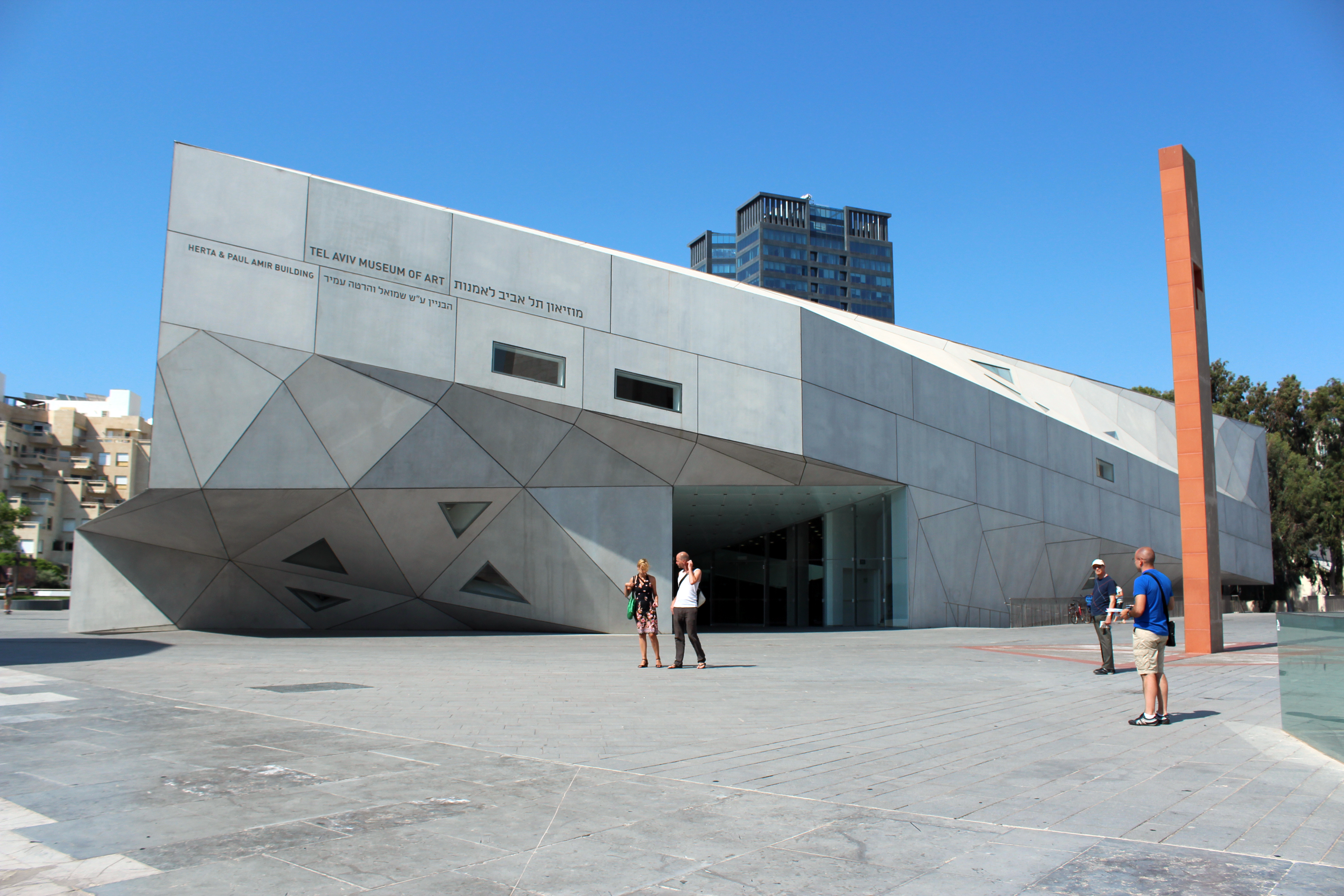
Musée des beaux-arts de Tel Aviv, le bâtiment Herta et Paul Amir.

#### Musée des beaux-arts de Tel Aviv
Établi en 1932, le musée des beaux-arts de Tel Aviv (Tel Aviv Museum of Art) est situé rue Shlomo Hameleh. C'est le centre culturel le plus important du pays, recélant une impressionnante collection d'art moderne et accueillant plus d'un demi-million de visiteurs par an.
Un nouveau bâtiment, conçu par l'architecte américain Preston Scott Cohen, est venu agrandir le musée en 2009.

#### Pavillon d'art contemporain Helena-Rubinstein
Le pavillon d’art contemporain Helena-Rubinstein (Helena Rubinstein Pavilion for Contemporary Art), du nom de la célèbre créatrice de cosmétiques, fait partie du musée des Beaux-arts de Tel Aviv. Mitoyen à l’auditorium Bronfman et au théâtre Habima, cet édifice de style Bauhaus, inauguré en 1959, accueille au dernier étage une collection permanente d’arts décoratifs. Son rez-de-chaussée est consacré aux expositions temporaires d'artistes israéliens et étrangers.

#### Musée Nahum Gutman
Le musée Nahum Gutman à Neve Tsedek, abrité dans une maison bâtie en 1887, est consacré aux œuvres de ce peintre, un des tout premiers artistes de Tel Aviv. Le musée présente des expositions tournantes de ses œuvres.

#### Musée Joseph Bau
Le musée Joseph Bau, dans le centre de Tel Aviv, n'est autre que le studio de l’artiste israélien, aménagé par ses filles pour perpétuer son souvenir. Joseph Bau était aussi dessinateur, créateur de dessins animés, auteur, poète, éditeur – et agent des services secrets.

#### Musée du Bauhaus

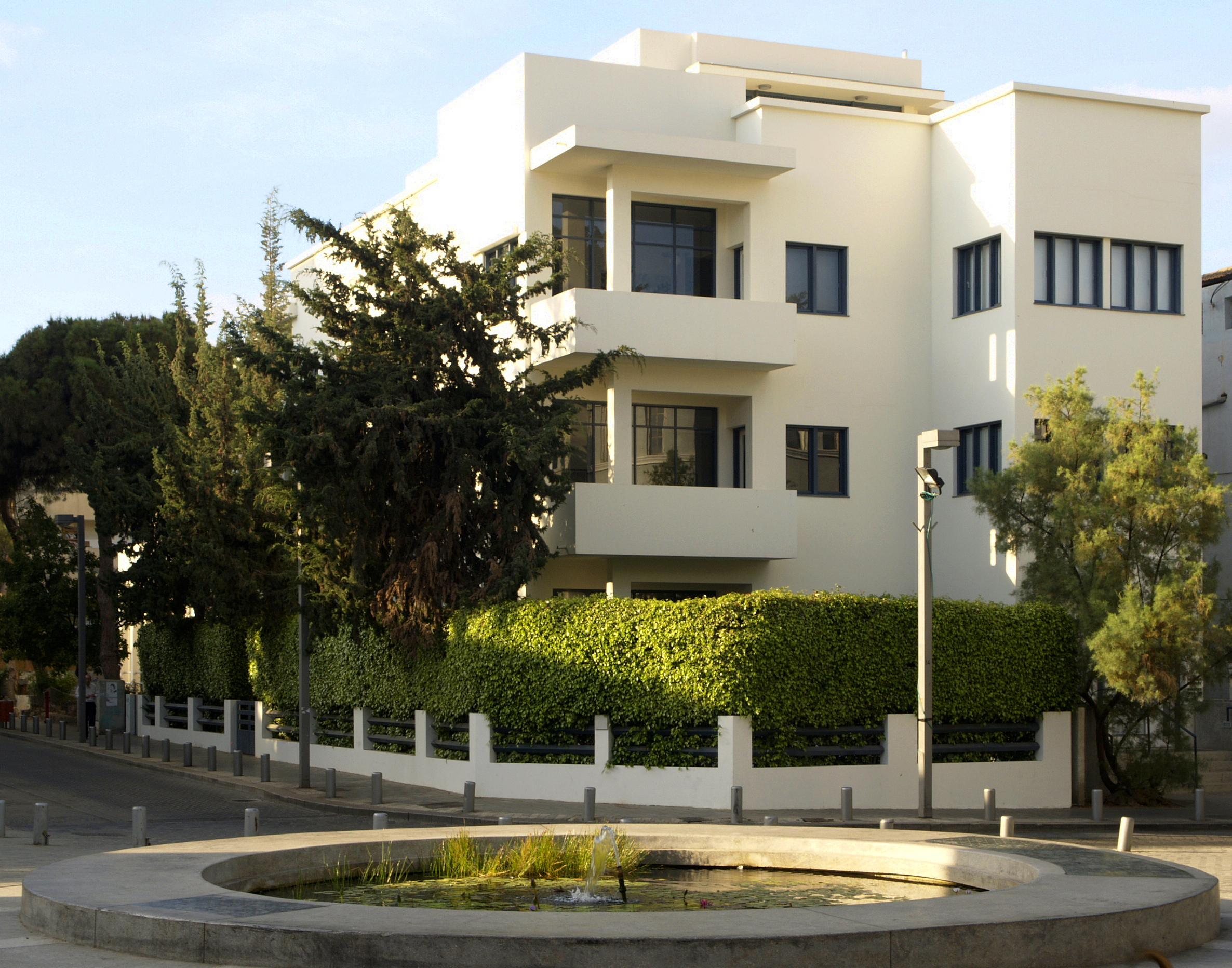
Musée du Bauhaus.

Ce musée occupe le rez-de-chaussée d'un immeuble de la rue Bialik construit dans le style Bauhaus en 1934. Il présente, outre les caractéristiques morphologiques de ce style architectural, du mobilier, des luminaires et de la céramique émaillée qui s'en réclament.

#### Théâtre national Habima

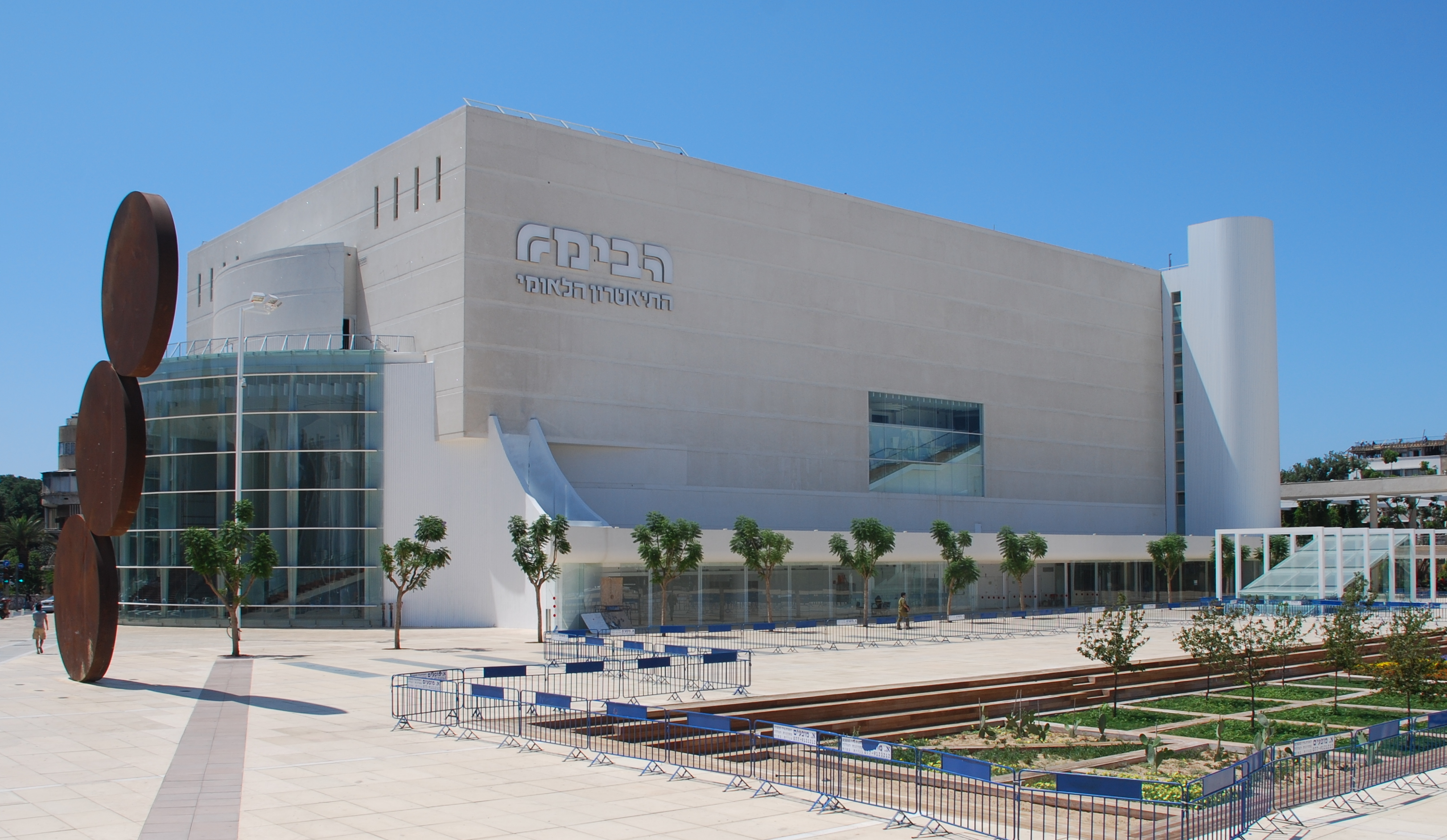
Théâtre national Habima.

C'est un rêve né à Moscou en 1913. La troupe est créée quatre ans plus tard. Parmi ses fondateurs, l’actrice Hannah Rovina qui dirigera le théâtre jusqu’à ses 88 ans. En 1917, un groupe de jeunes juifs très engagés de Russie, dont Hannah Rovina, se réunit. Alors que la révolution russe bat son plein, ce groupe mène une autre révolution plus discrète : préserver et perpétuer la culture et la langue hébraïques au travers de pièces de théâtre.
En 1931, la troupe s’installe définitivement à Tel Aviv et en 1935 la construction du théâtre Habimah commence. D’importantes rénovations sont entreprises depuis 2006. Les travaux concernent l'amélioration des mesures de sécurité, l’accessibilité du Théâtre, sa modernisation, l’ajout d’un hall de répétition et d’un étage. À l’extérieur du bâtiment se dresse une statue composée de trois cercles, créée par le sculpteur Menashe Kadishman.

#### Centre des arts du spectacle Golda Meir
Situé au No 23, boulevard Shaul Hamelech Blvd, le Centre des arts du spectacle Golda Meir (Golda Meir Center of Performing Arts) a été construit dans les années 1990 par l'architecte Yacov Rechter. C'est la maison de l'Opéra d'Israël et du Théâtre Cameri. Des ballets et des concerts de musique classique y sont tenus de temps en temps. Les bâtiments entourent une cour utilisée comme une place d'entrée menant à l'Opéra de Tel Aviv et au Théâtre Cameri. De style multiforme et asymétrique, étendu autour de la cour, le complexe est exposé vers elle et dissimulé des rues environnantes. Les caractéristiques du centre sont ses deux portes étroites qui raccordent la cour avec le boulevard, chaque porte est en forme d'arc et est un peu plus grande que le bâtiment lui-même, un pendule est suspendu sur toutes les deux.

#### Auditorium Frederick R. Mann

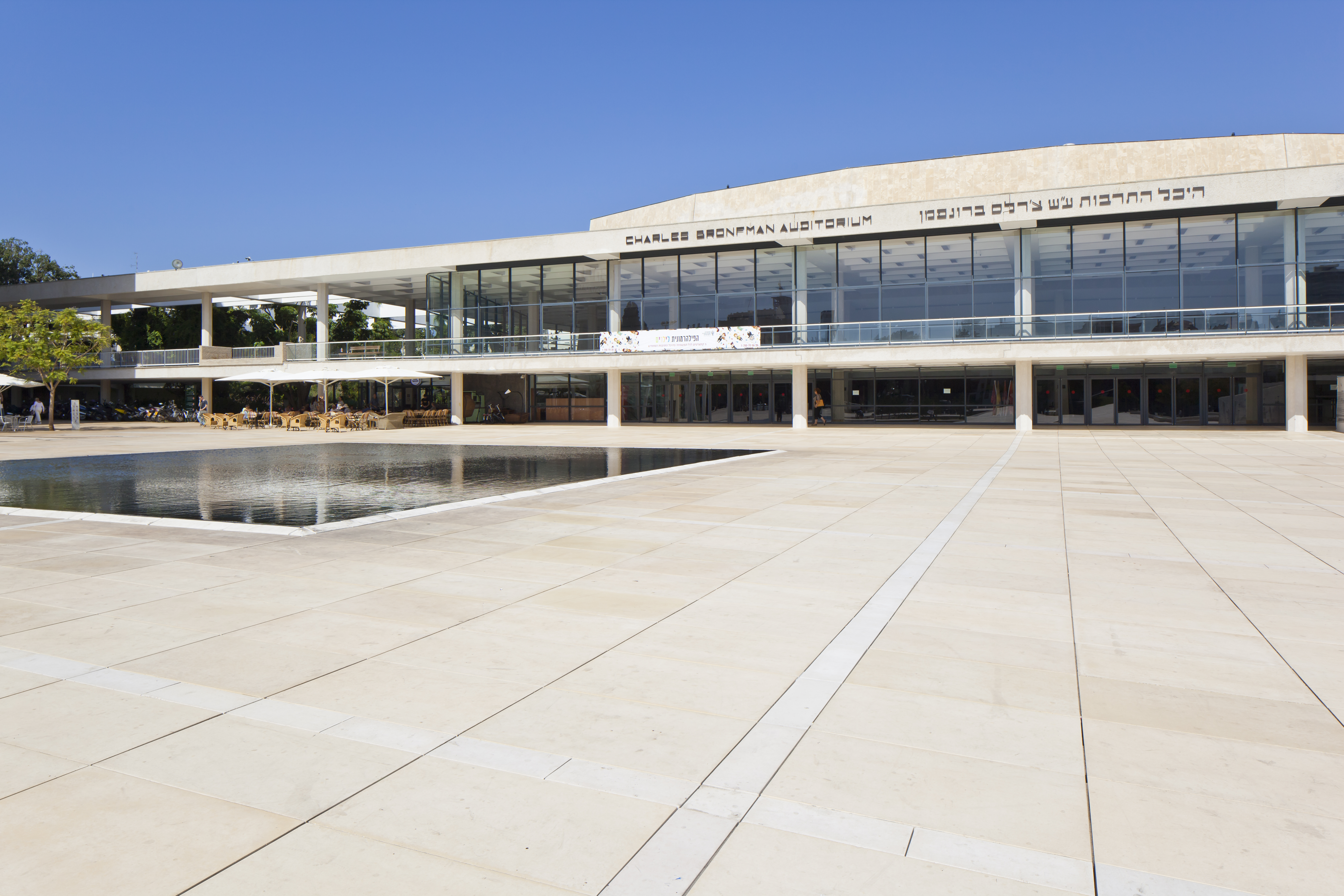
Auditorium Frederick R. Mann, siège de l'Orchestre philharmonique d'Israël.

Situé 1, rue Huberman, l'auditorium Frederick R. Mann est un lieu où sont organisés les concerts et autres événements culturels importants. Ouvert officiellement dans les années 1950, l'auditorium est la maison de l'Orchestre philharmonique d'Israël. L'Orchestre philharmonique d'Israël est connu depuis longtemps comme étant l’un des plus grands ensembles de musique classique au monde. Il joue à guichets fermés où il va et a toujours été un ambassadeur pour la culture israélienne. L'auditorium offre une large sélection de concerts tout au long de l'année. Le hall a été conçu pour fournir la meilleure acoustique, un bâtiment luxueusement équipé, offrant plus de 2 700 places. L'auditorium est situé à proximité du théâtre Habimah et du pavillon Helena-Rubinstein.

#### Maison de la danse et du théâtre Suzanne Dellal

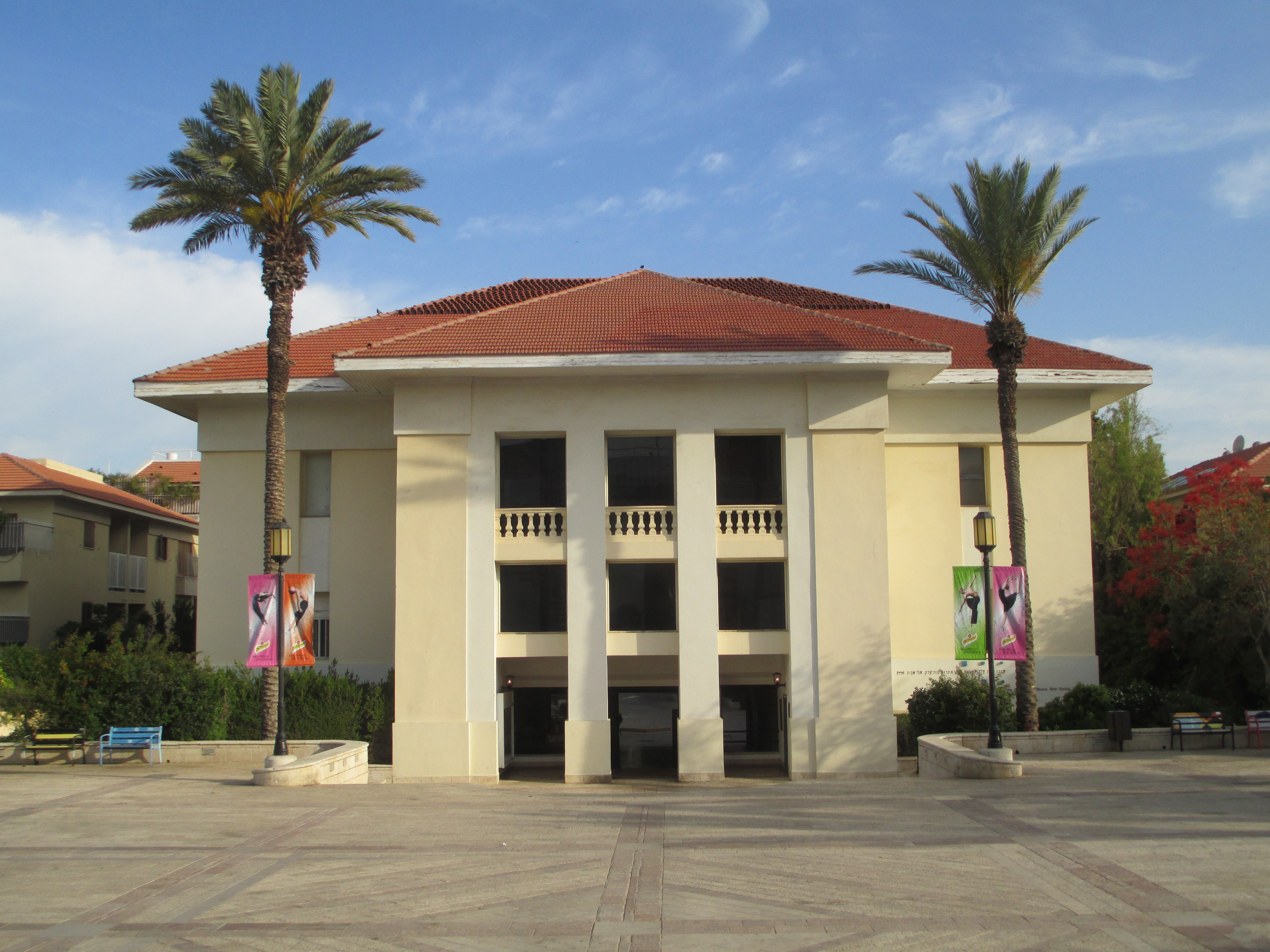
Maison de la danse et du théâtre Suzanne Dellal.

Créé en 1989 par la famille londonienne des Dellal en souvenir de leur fille, jeune danseuse trop tôt disparue, la Maison de la danse et du théâtre Suzanne Dellal (the Dellal Centre for Dance and Theatre) se dresse au 5, rue Yehieli, au cœur du quartier de Neve Tzedek. Elle est le lieu de résidence de la troupe de danse contemporaine Batsheva et prête sa scène à diverses manifestations culturelles. Le bâtiment était à l'origine, en 1892, la première école construite en dehors de Jaffa. Il fut transformé, de 1984 à 1989, en centre culturel, dans le contexte de l'embourgeoisement du quartier. L'ensemble comprend quatre salles de spectacles, deux salles de répétition, un restaurant et un café ainsi que de vastes places pouvant accueillir des spectacles de plein air. Il a subi une rénovation de 2016 à 2018,.

#### Maison-musée de Llana Goor à Jaffa
Situé au 4, rue Mazal Dagin à Jaffa, le musée de la peintresse et sculptrice Llana Goor occupe la résidence de l'artiste, un bâtiment du XVIIIe siècle qui accueillait jadis les pèlerins juifs se rendant à Jérusalem. Sur trois niveaux, s'y trouvent exposées des pièces de sa collection d'art, ensemble hétéroclite de meubles, d'objets et d'œuvres artistiques de différents styles ou époques.

### Patrimoine architectural
Plusieurs constructions intéressantes ou représentatives de la ville sont à découvrir en se promenant dans les rues de Tel Aviv, en plus de la grande collection d'immeubles construits dans le style Bauhaus (ou architecture internationale), la plus importante au monde, et quelques exemples d'architecture brutaliste.

#### Tour de l'Horloge

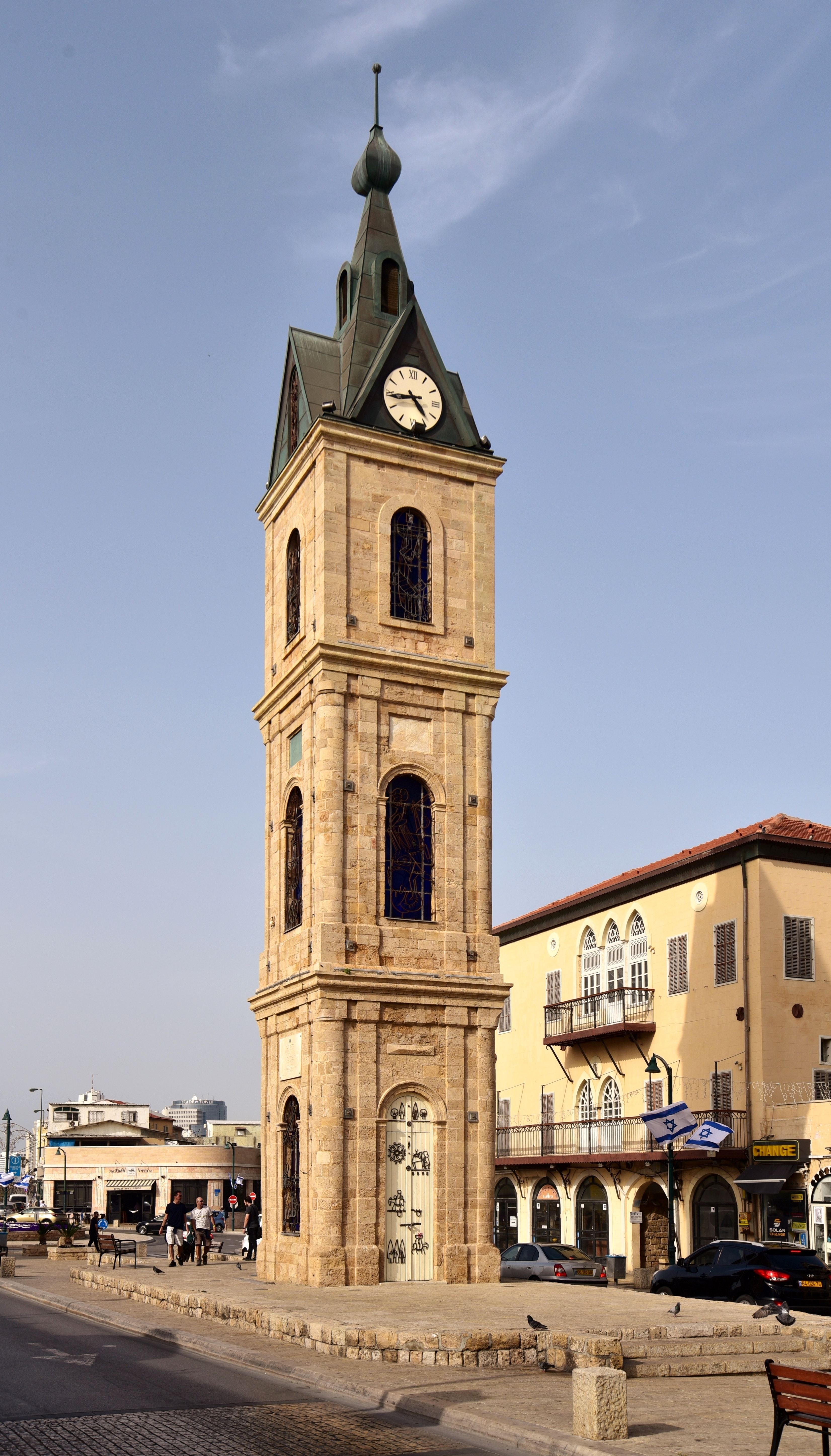
Tour de l'horloge.

Vestige de l'époque ottomane, la tour de l'horloge de Jaffa signale l'entrée de la vieille ville. La tour fut construite en l'honneur du sultan turc Abdoul-Hamid II au début des années 1900.

#### Maine Friendship House
Une plaque commémorative au nord de Jaffa honore les 157 Américains de Jonesport dans le Maine qui arrivèrent ici en septembre 1866. Nellie Chapin et les 35 familles chrétiennes apportèrent avec elles le bois et les éléments préfabriqués pour construire leurs maisons. L'histoire de la Colonie américaine de Jaffa est restituée dans une des maisons restaurées de la colonie, Maine Friendship House. La municipalité de Tel Aviv a inscrit le domaine sur la liste du patrimoine à préserver. Quatre des maisons préfabriquées subsistant de la Colonie américaine ont reçu le prix de Préservation de l'État d'Israël.

#### Maison à la pagode

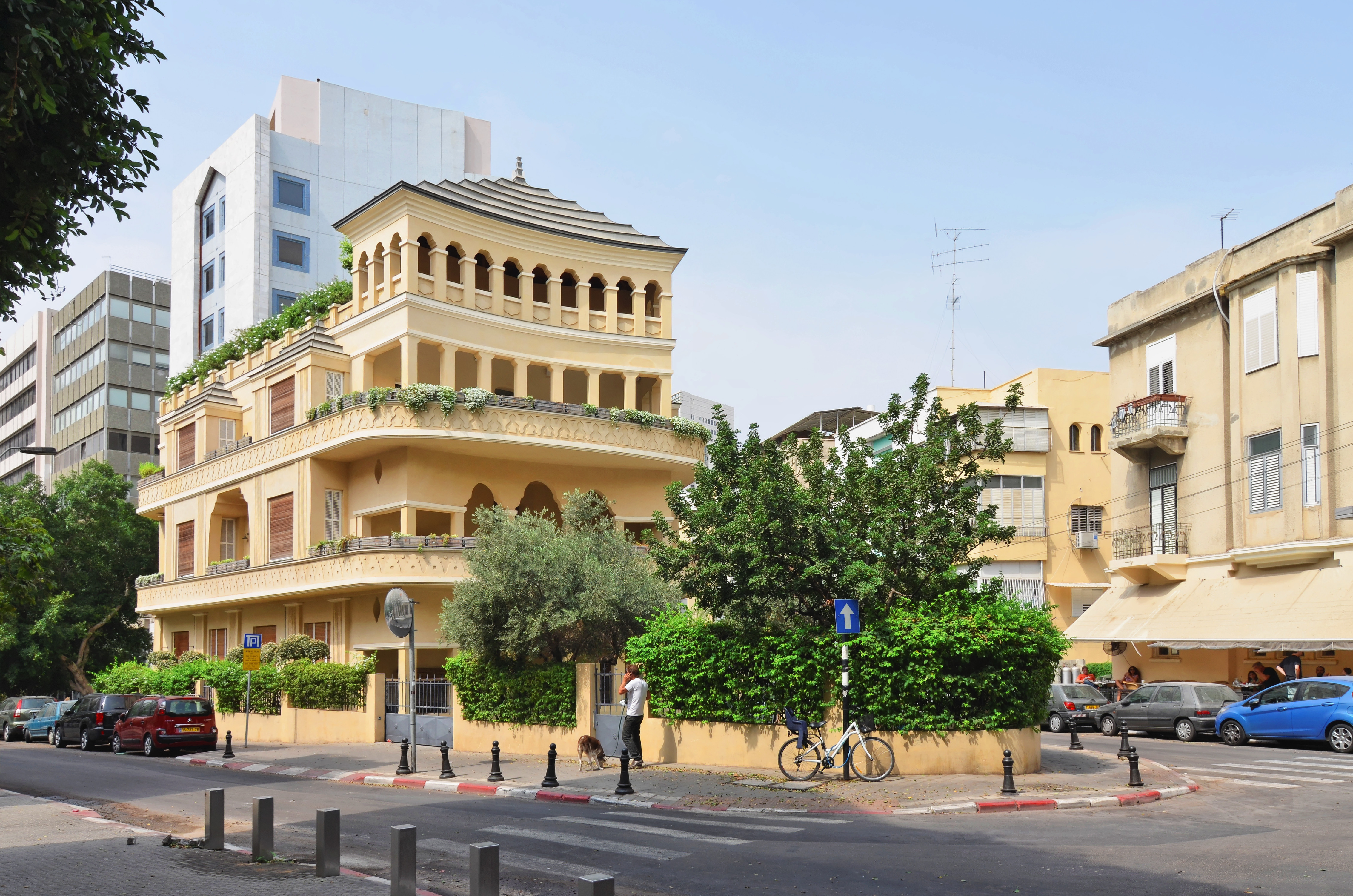
Maison à la pagode, après restauration.

L'immeuble dit « la maison à la pagode » (Pagoda House) est situé à l'angle des rues Nahmani et Montefiore et donne sur le square Albert 1er, petit carré de verdure du quartier Lev Ha'ir.
Construit en 1924 à l'époque de la Palestine mandataire, sur les plans de l'architecte Alexander Levy pour le compte d'un particulier américain, Joseph Block, il tient son nom de la structure en forme de pagode édifiée à son deuxième étage en imitation d'un café américain présentant cette particularité architecturale. C'est le premier immeuble de tel Aviv à avoir été équipé d'un ascenseur.
Il fait partie des immeubles édifiés de 1924 à 1929 dans le style éclectique.

#### Maison de Lodz

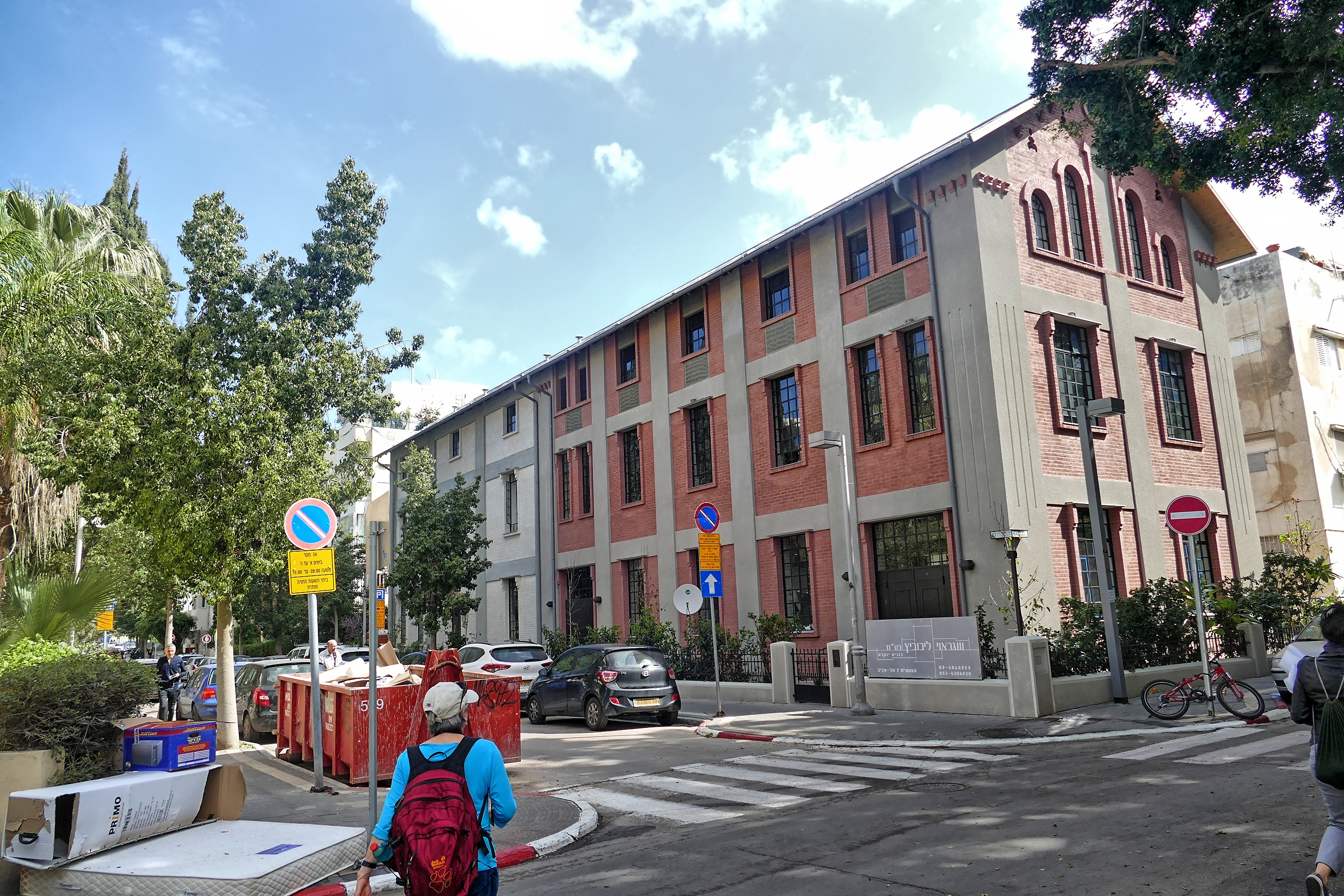
Maison de Lodz, avant restauration.

Également connue sous le nom de « la maison Rouge », la maison de Lodz (Lodzia House) est un bâtiment historique situé au 43, rue Nahmani. Édifié de 1923 à 1926 pour le compte d'Akiva Aryeh Weiss (en), fondateur de l'industrie textile dans la Palestine mandataire, elle a eu pour maître d'œuvre le cabinet d'architectes Joseph Berlin & Richard Pacovský. Conçue pour abriter une usine textile, elle a été nommée « maison de Lodz » en hommage à la ville industrielle polonaise de Łódź dont sont issus les immigrants qui l'ont construite. Désaffectée en 1935, elle a été transformée en résidence privée en 2013 tout en gardant son aspect extérieur originel.

#### Maison de l'Asie
Située au 4, rue Weizmann, la maison de l'Asie (Asia House) est un immeuble de sept étages édifié en 1979 sur les plans de l'architecte Mordechai (Moti) Ben Chorin. Construit en béton, il est formé de sept anneaux blancs superposés censés évoquer les vagues qui caressent le rivage proche. Conçu comme immeuble à usage commercial, il abrite aussi les ambassades du Japon et de la Suède ainsi que l'institut Goethe. Il reste peu connu des touristes et des amateurs d'architecture moderne.

#### «Maison folle»

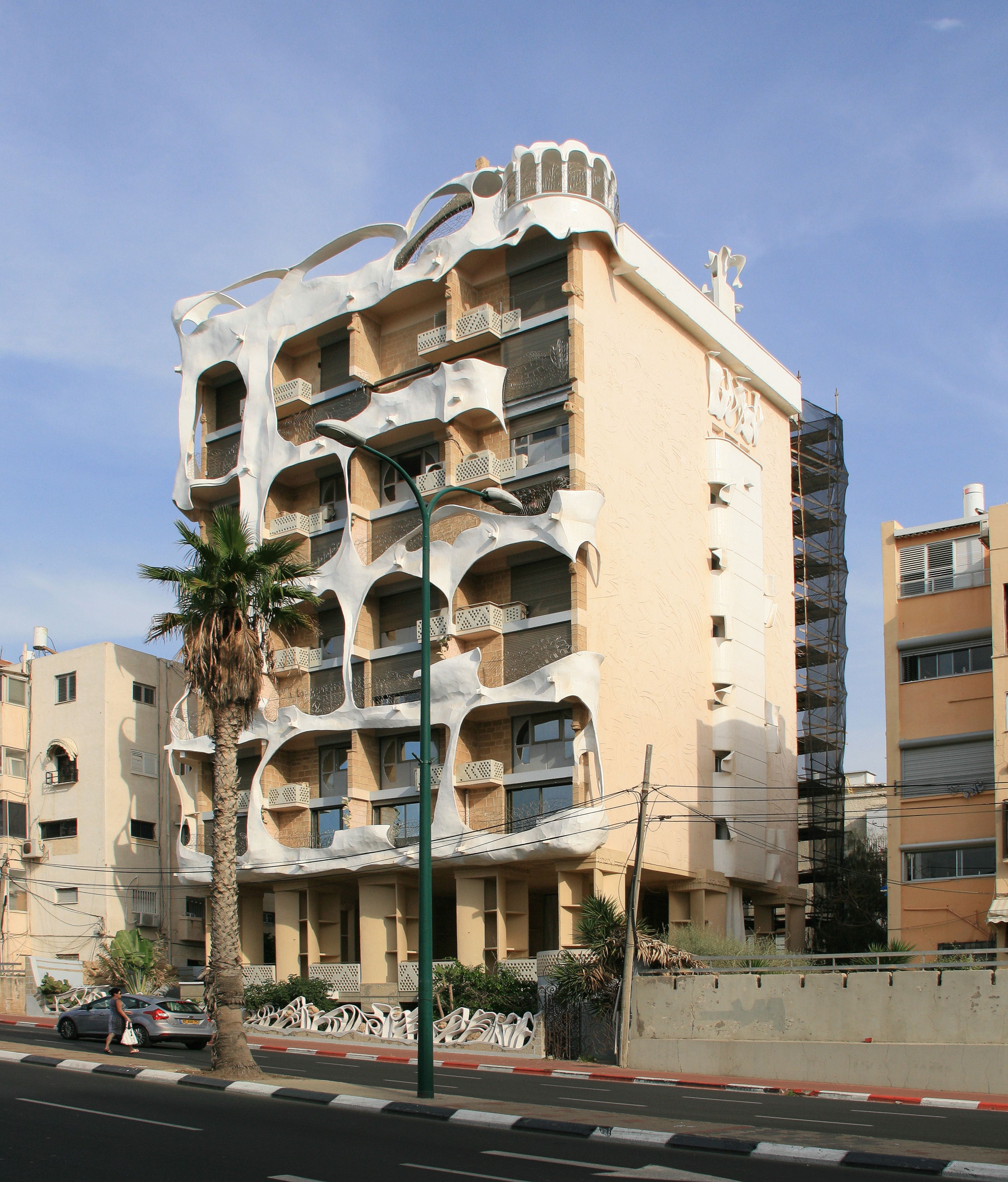
Maison folle.

Située au No 181, rue HaYarkon, la « maison folle » (Crazy House) est un immeuble de neuf étages conçu par l'architecte français Léon Gaignebet. Commencé en 1985, il a été achevé en 1989 et est devenu une attraction touristique.
Son style architectural est à l'opposé du style Bauhaus omniprésent dans la ville. La façade côté rivage est dotée de balcons dont la forme évoque les vagues de la mer. À l'évocation d'une influence du style de Gaudi, Léon Gaignebet répond qu'il s'est inspiré de l'entourage Art Nouveau des bouches de métro parisiennes dessinées par l'architecte Hector Guimard.
La façade côté rue est parcourue sur toute son élévation d'une fresque représentant un wadi (oued) traversant le désert ; des oliviers poussent dans des orifices de la paroi, formant un « jardin vertical » selon les termes du concepteur.
L'intérieur est lui aussi unique en son genre.

#### «Maison laide face à la mer»
Au 2, rue Trumpeldor, se dresse ce que les passants appellent « la maison laide face à la mer » (the Ugly Beach House), immeuble biscornu conçu par l'architecte Tsvi Harek sous la dénomination première de « la villa partagée ».
Considérée comme la brebis galeuse de l'architecture de style Bauhaus de Tel Aviv, l'immeuble est un empilement d'étages de hauteur irrégulière et de configuration géométrique variable, avec des baies disposées de façon anarchique. Rompant l'harmonie des immeubles du bord de mer, il ne manque pas d'attirer l'attention des visiteurs.

#### Gratte-ciels
Depuis la construction de la Tour Shalom Meir en 1965, 85 immeubles de 100 mètres de hauteur et plus ont été construits dans l'agglomération de Tel Aviv, notamment sur le boulevard de Rothschild, sur le front de mer, dans les quartiers Neve Tzedek, Tzameret park, South Kirya et Ramat Gan. La plupart des gratte-ciel ont été construits depuis l'an 2000 et beaucoup ont été construits à Ramat Gan. Tel Aviv abrite la très grande majorité des gratte-ciel d’Israël.
Les tours Azrieli sont un ensemble de trois tours, une tour circulaire (Circular Azrieli Tower) de 187 m et 49 étages, encadrée d'une tour triangulaire (Triangular Azrieli Tower) de 169 m et 46 étages et d'une tour carrée (Square Azrieli Tower) de 154 m et 42 étages.

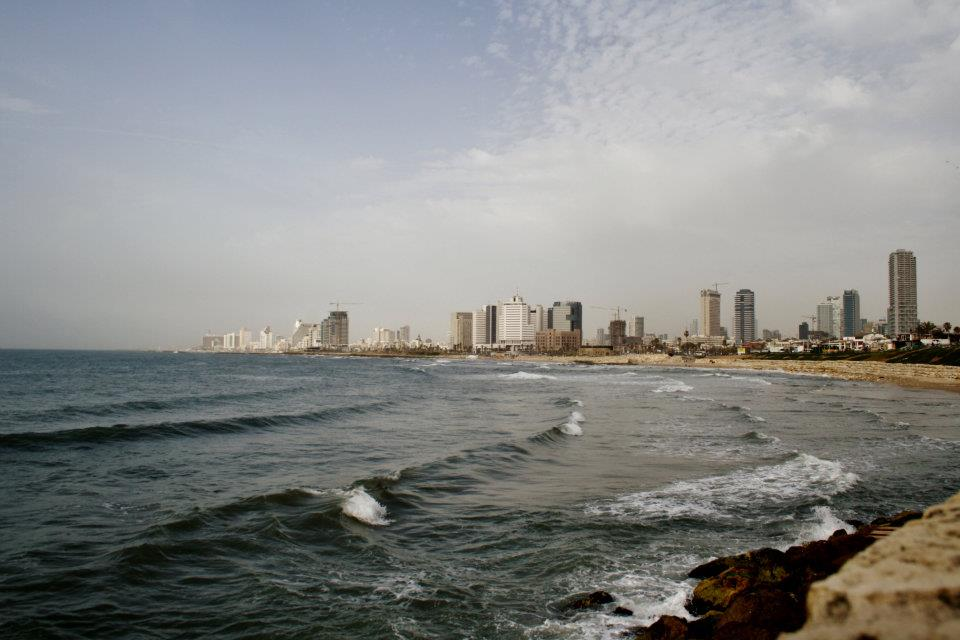
Panorama de Tel Aviv depuis Jaffa.
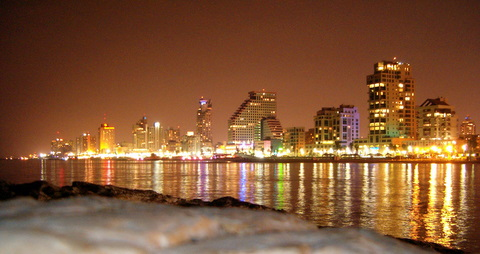
Le ciel de Tel Aviv la nuit.
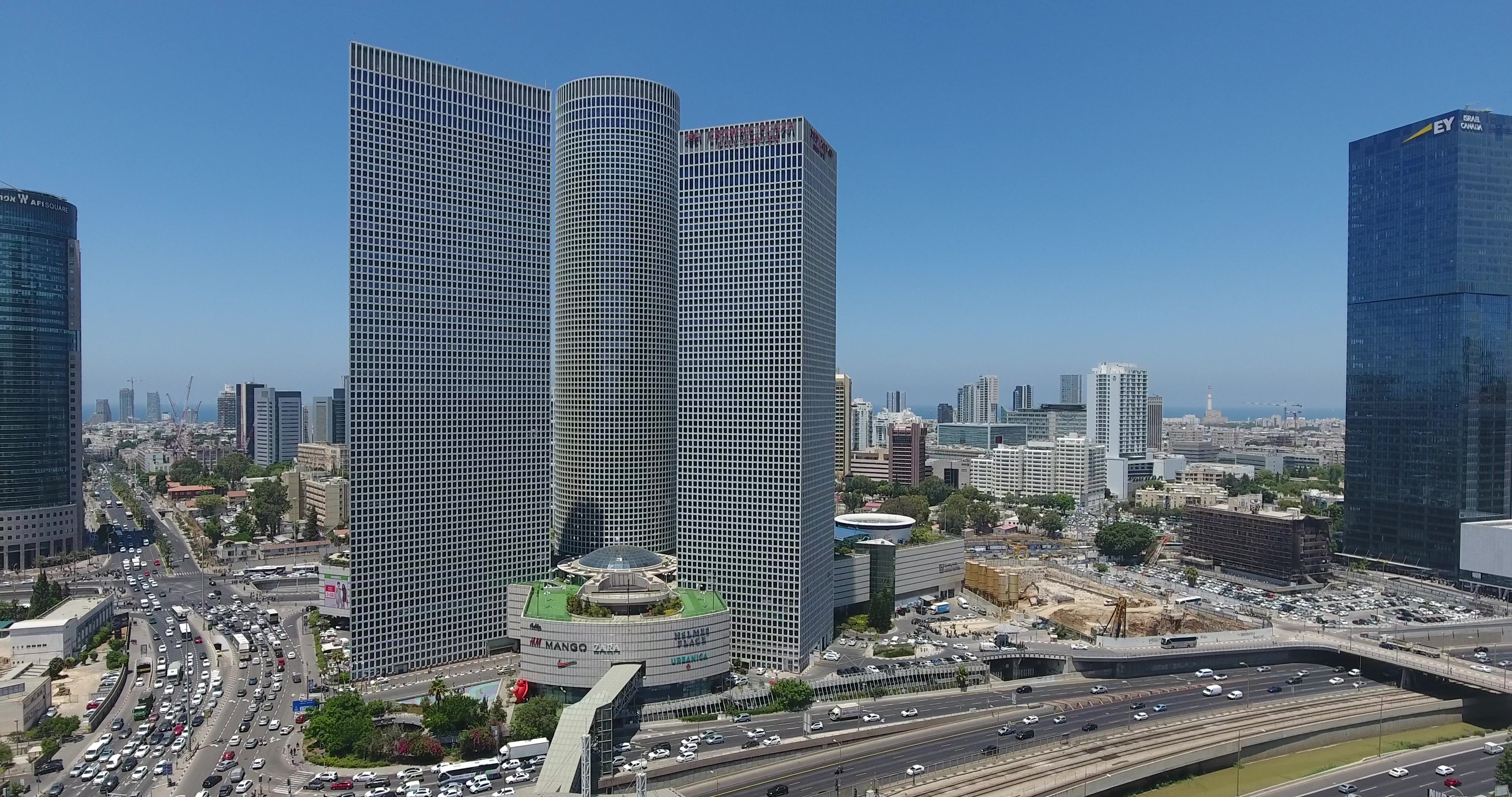
Les trois tours du centre Azrieli.
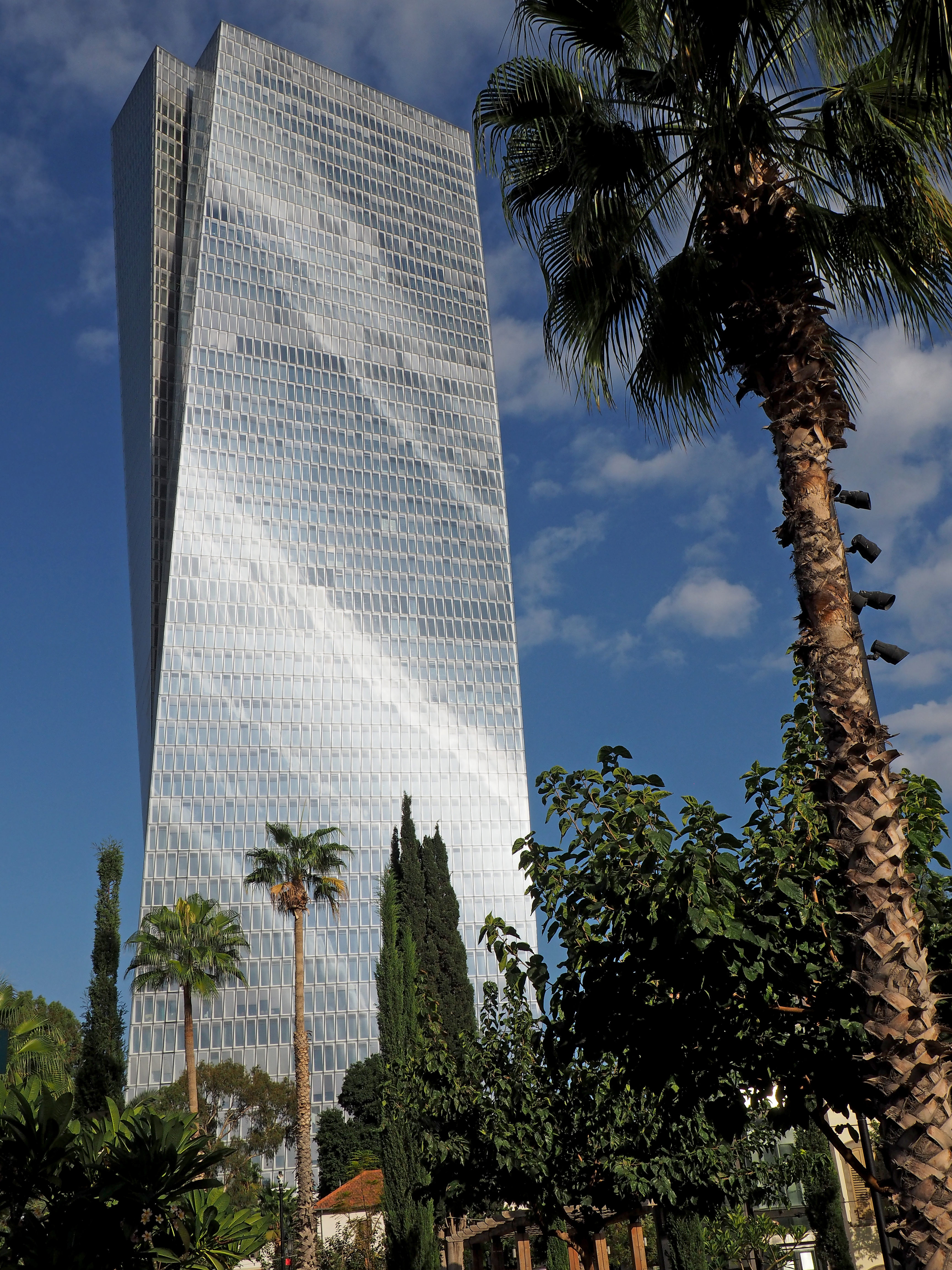
Tour Azrieli Sarona, plus haut gratte-ciel d'Israël (238 m).
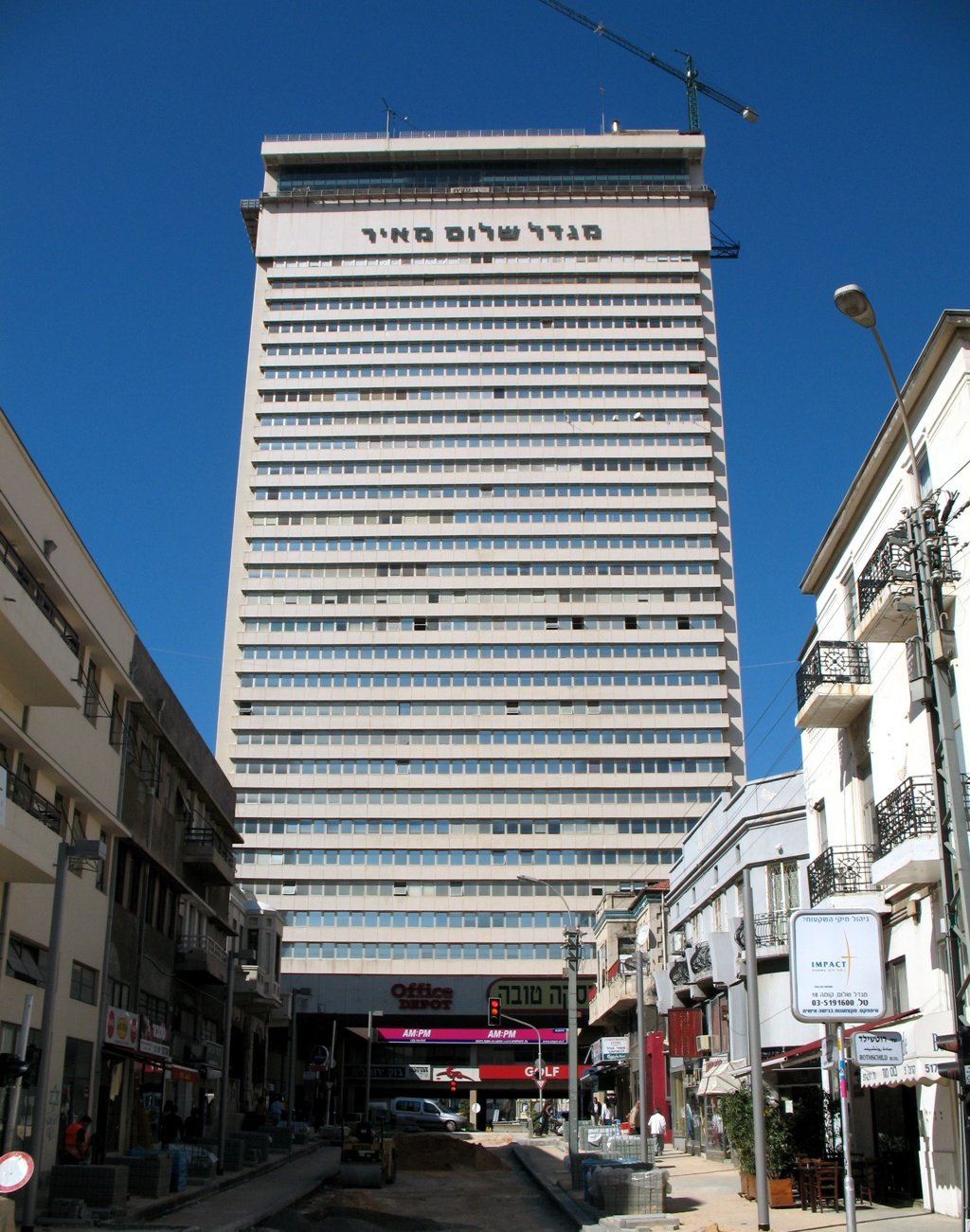
Tour Shalom Meir, plus haut gratte-ciel du Moyen-Orient en 1965.
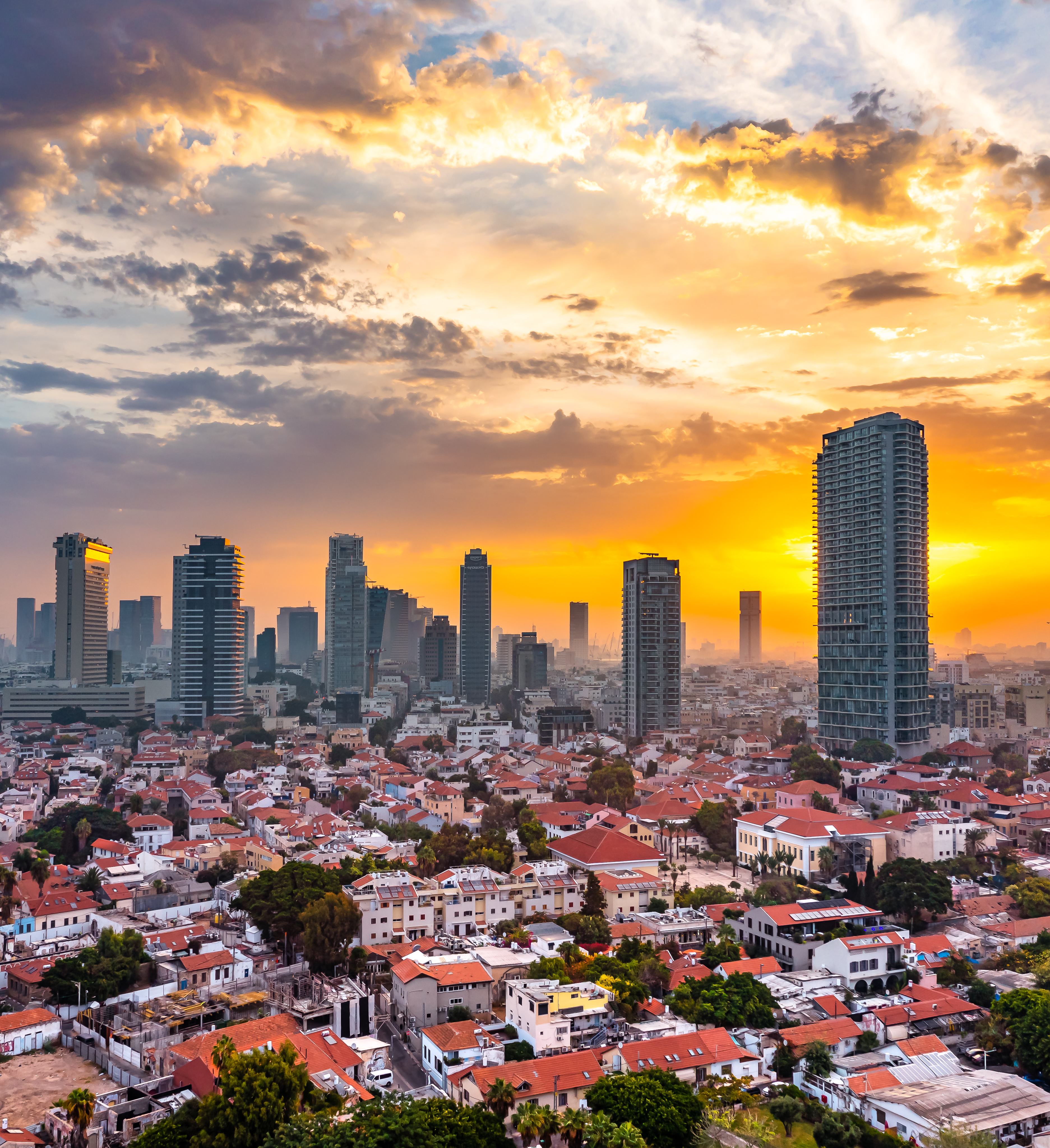
Les gratte-ciels du quartier de Neve Tzedek à Tel Aviv-Jaffa (octobre 2021).

## Aspects de la vie locale

### Religion
Bien que Tel Aviv ait une réputation de ville particulièrement libérale et très laïque, elle reste un centre religieux important : la ville compte 544 synagogues. De nombreuses synagogues sont en rénovation et remises en service par la population soucieuse de conserver son histoire.

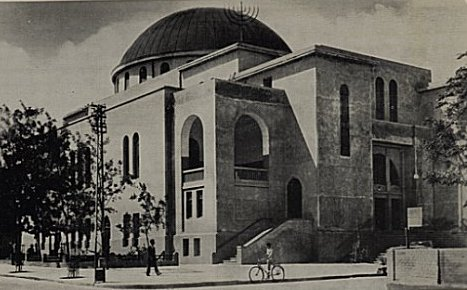
Grande synagogue de Tel Aviv dans les années 1930.
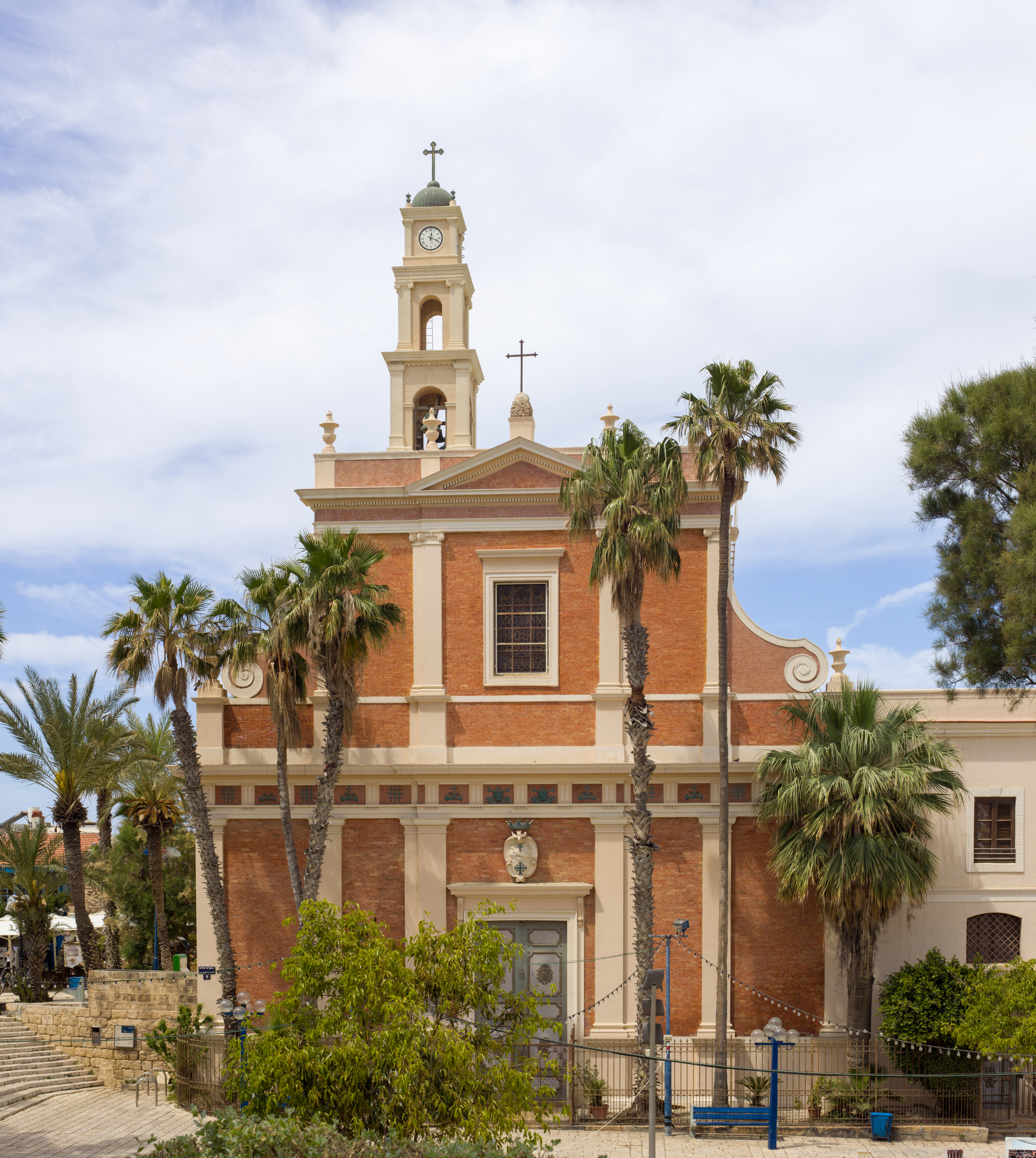
Église catholique Saint-Pierre de Jaffa.
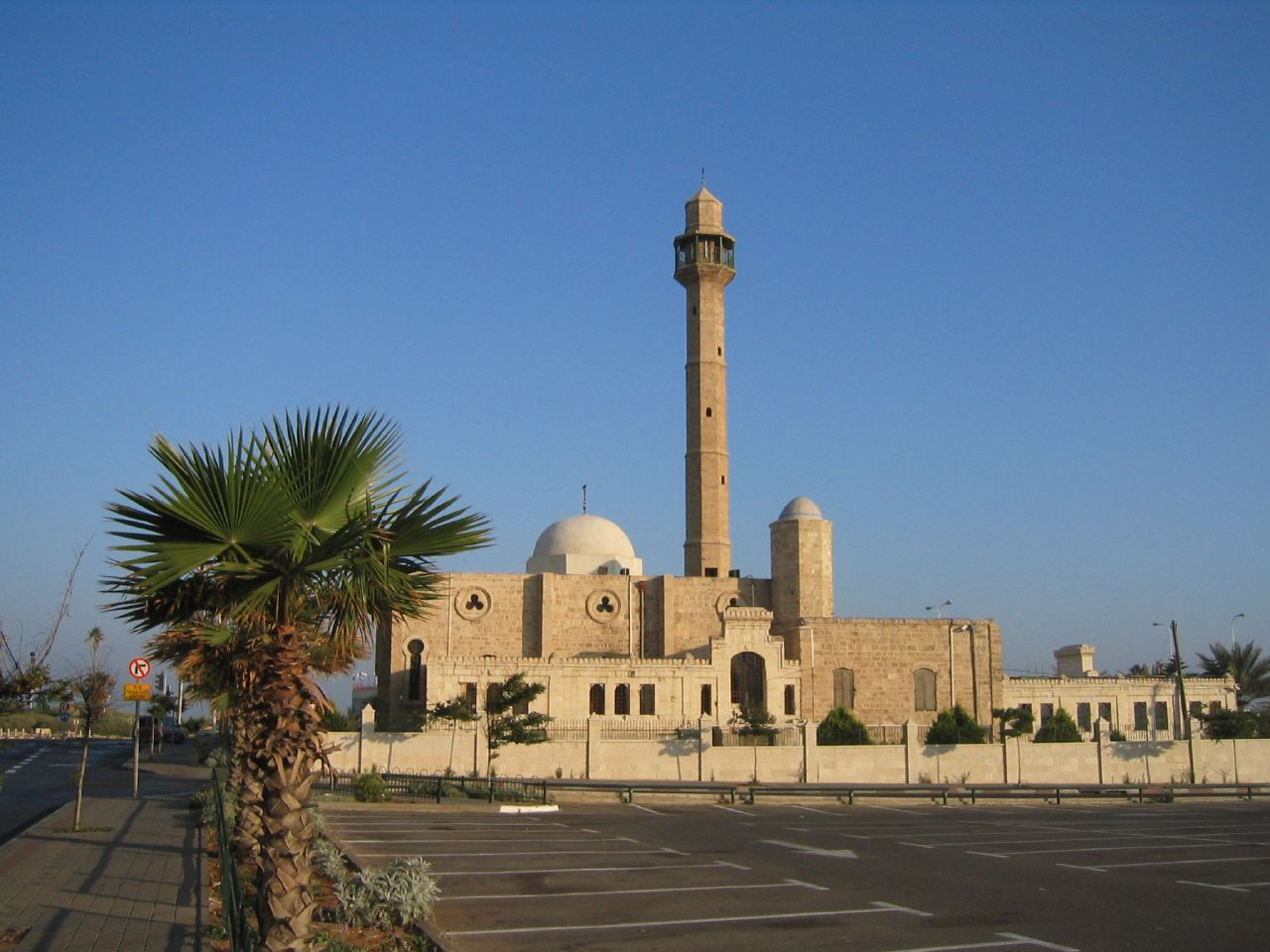
Mosquée Hassan Bek.
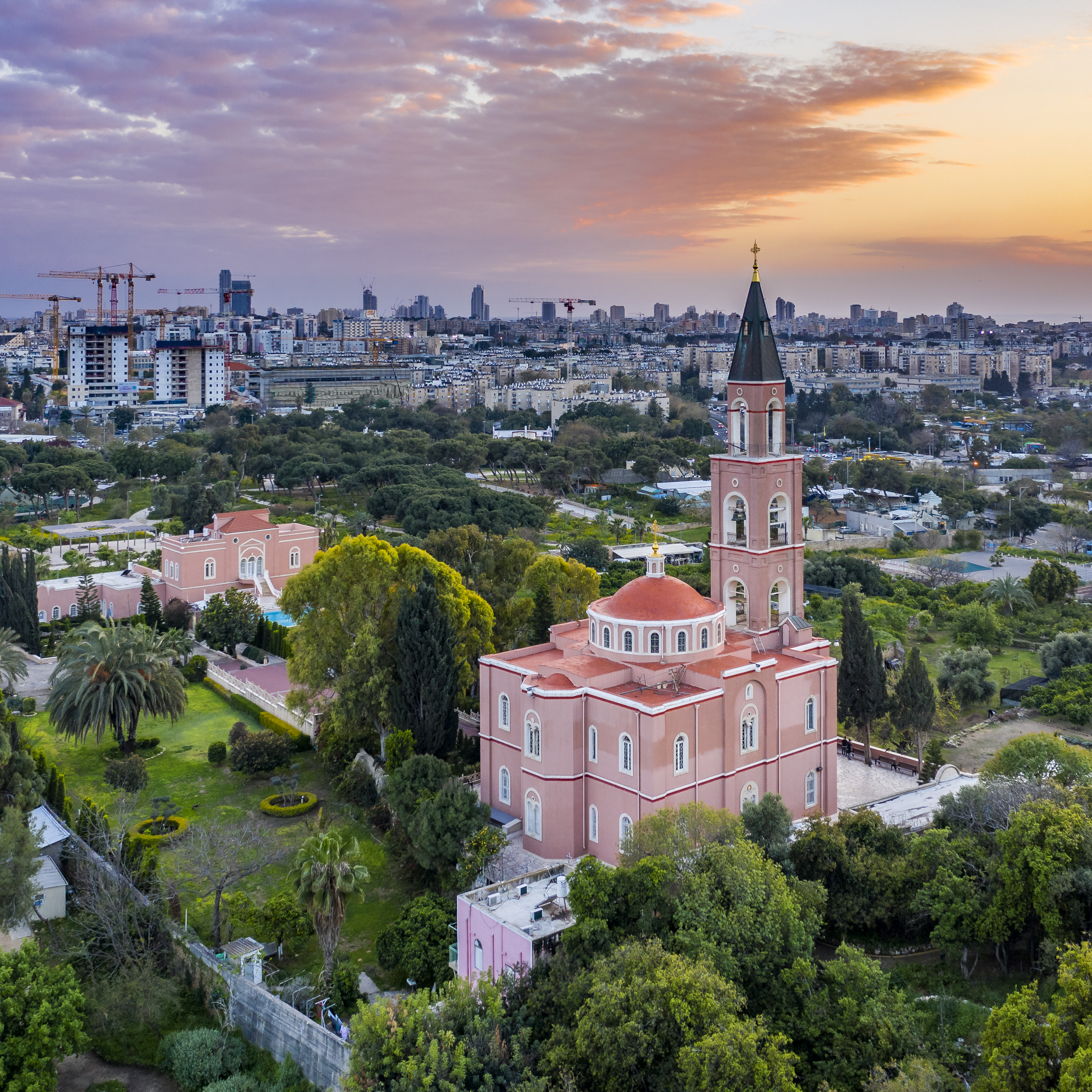
Église orthodoxe de l'apôtre Pierre de Jaffa.

La Grande synagogue de Tel Aviv (construite dans les années 1930) est un monument historique et un des symboles les plus connus de la ville.
La Mosquée Hassan Bek (construite fin 1916), qui se situe près de Jaffa sur la promenade de la plage, est aussi un monument de la ville et sert la communauté musulmane (1,7 %) en plein essor lors de ces 10 dernières années grâce à une forte immigration du district Nord du pays.
Des églises ont été construites pour répondre à la croissance de la communauté chrétienne, estimée à environ 1 % et principalement composée de travailleurs étrangers et de membres du personnel des ambassades.[réf. nécessaire]

### Environnement
Le gouvernement lance la chasse aux pollueurs et bannit les vieilles voitures diesel et les poids lourds de Tel Aviv dès le début 2008. Le gouvernement a pris de nombreuses mesures pour lutter efficacement contre la pollution de l’air dans les grandes villes et pour limiter l’émission de gaz à effet de serre. Les véhicules diesel de plus de 5 ans ne pourront plus entrer dans le centre de Tel Aviv à moins qu’ils soient dotés de moyens importants pour réduire leurs émissions de gaz. Les conducteurs de poids lourds ne pourront plus utiliser les artères des grandes villes en période de pointe (sauf s’ils transportent des passagers). Le gouvernement cherche à se séparer des vieux véhicules polluants et à les remplacer par de nouveaux plus efficaces en matière de consommation de carburants et plus écologiques, en offrant des compensations financières aux propriétaires. Le gouvernement devrait aussi fortement encourager les Israéliens à prendre les transports en commun pour se rendre à leur travail. Les Israéliens devraient également bientôt voir des incitations financières fortes pour utiliser les énergies alternatives, en particulier l’énergie solaire.
La municipalité de Tel Aviv a lancé une étude pour déterminer le coût de remplacement de tous les taxis de la ville par des véhicules hybrides. L’objectif est de réduire la pollution atmosphérique de 50 % d’ici 2014. Tel Aviv devrait donc bientôt exiger que tous les taxis de la ville soient des véhicules à motorisation hybride. Les propriétaires de taxis devraient bénéficier de subventions et d’autres incitations. La flotte de taxis se compose d’environ 4000 à 5000 véhicules. D’autres pistes pour réduire la pollution sont à l’étude.
La municipalité de Tel Aviv s’implique dans le projet de voitures électriques, le projet Better Place de Shai Agassi. Elle devrait très prochainement commencer à installer des bornes de rechargement dans toute la ville. En 2009, la ville devrait en compter plus de 150.

### Sports

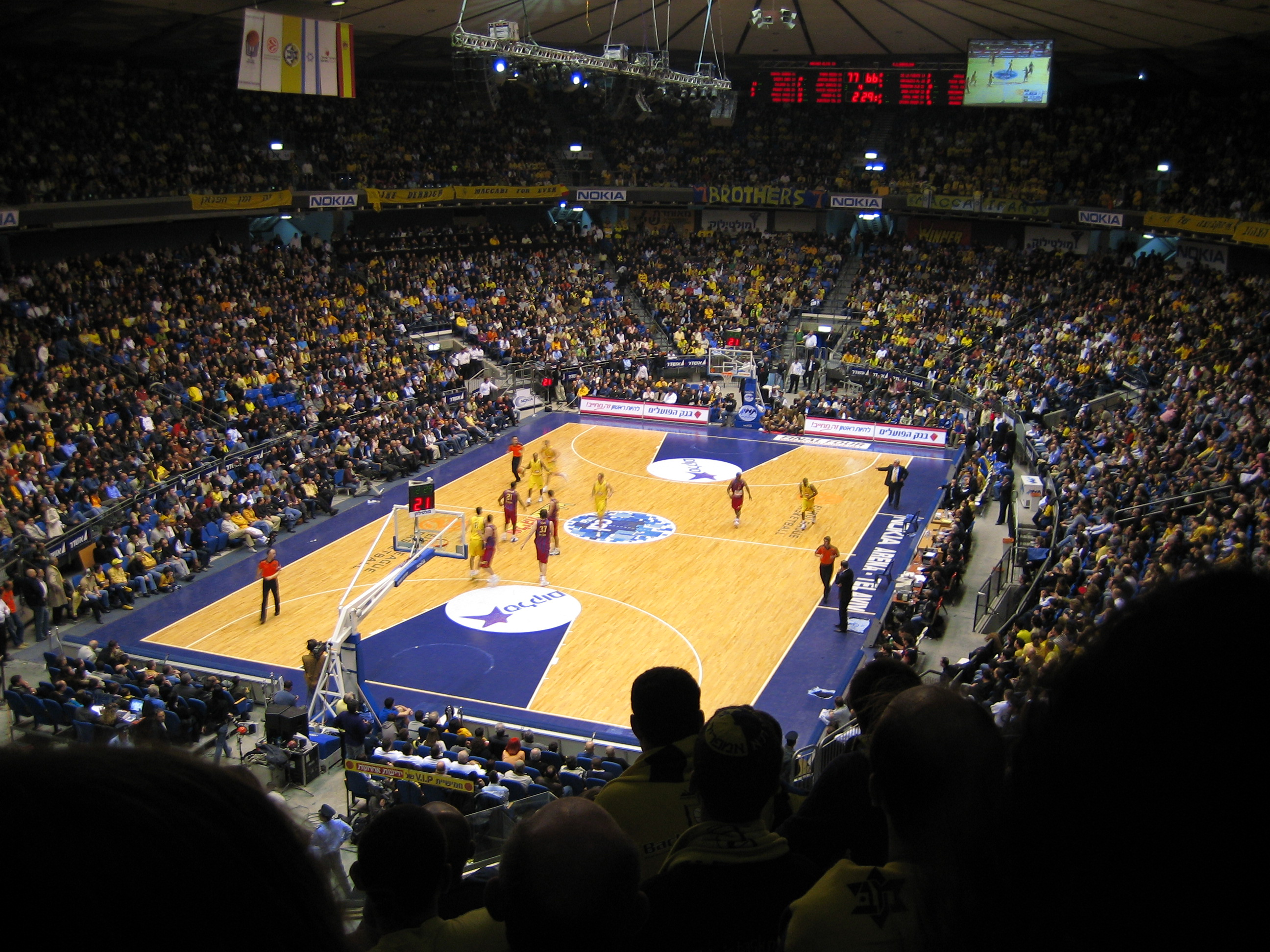
Fans du Maccabi Tel Aviv à la Menora Mivtachim Arena.

Le basket-ball est le sport le plus populaire de la ville. Le Maccabi Tel Aviv est l'une des équipes de basket-ball les plus décorées de l'histoire derrière CSKA Moscou et le Panathinaikos dans le championnat européen. Le Maccabi a remporté 6 fois l'Euroleague et a atteint de très nombreuses fois le final four européen. Le Maccabi a remporté également 48 fois le championnat national israélien. Sa popularité est désormais internationale. Ses matchs en Euroleague sont très suivis par les Israéliens.
En football, le Maccabi Tel Aviv FC a remporté de nombreuses fois le championnat national israélien et a participé à des coupes de l'UEFA ces dernières années.
L'autre club de la ville, l'Hapoël Tel-Aviv FC, a participé en 2010 à la Ligue des champions mais a été éliminé au premier tour.
Tel Aviv compte 2 clubs d'aviron au nord de la ville situés sur les bords de la rivière Yarkon.
Le marathon de Tel Aviv se tient chaque année depuis 2009 au printemps. Cette compétition attire environ 18 000 participants chaque année.

### Enseignement (agglomération)

#### Enseignement secondaire
- Collège-lycée franco-israélien, situé à Holon

#### Enseignement supérieur (agglomération)

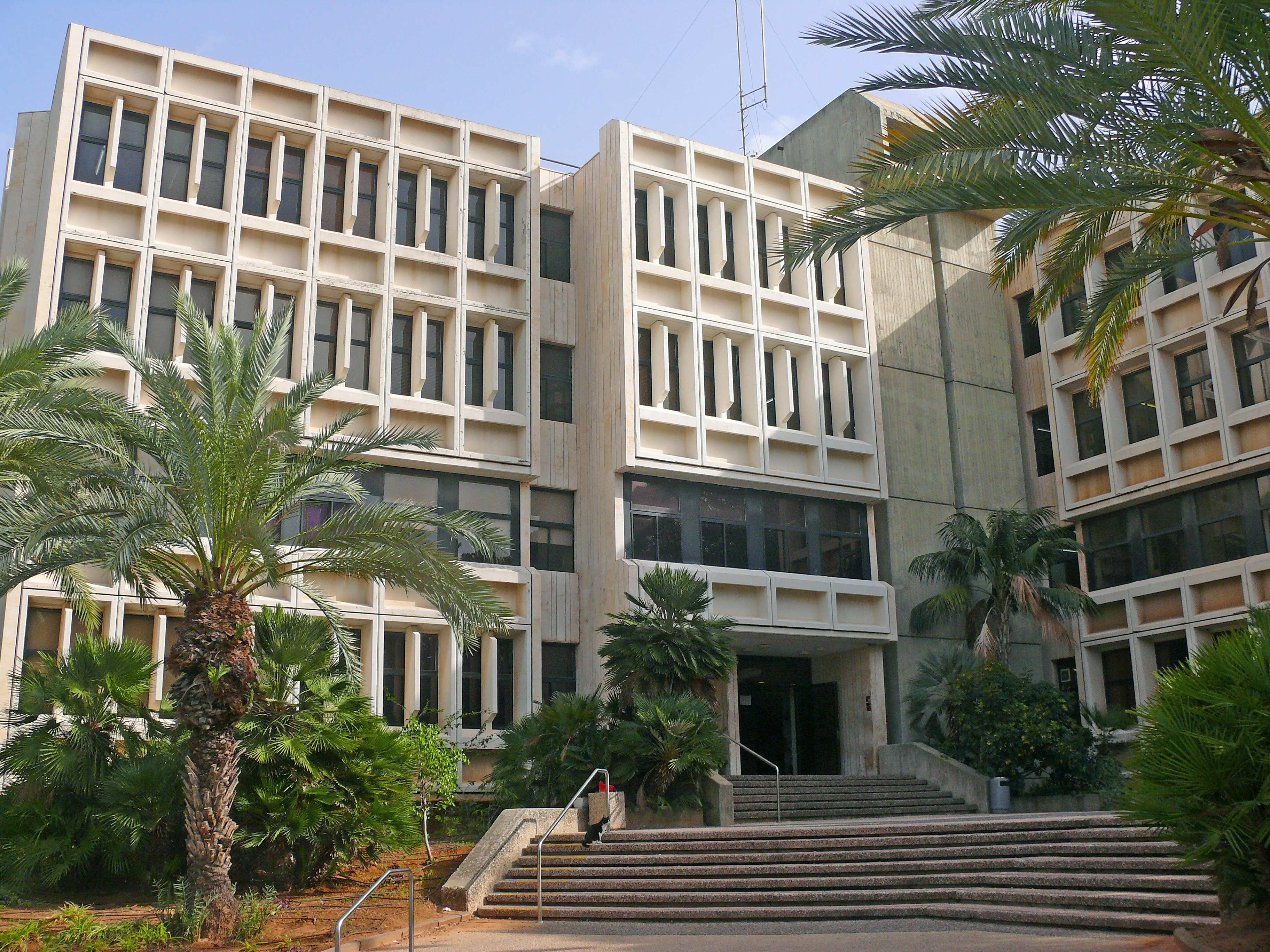
Un des bâtiments de l'université de Tel Aviv.

L'université de Tel Aviv et l'université de Bar-Ilan sont les deux principales universités de l'agglomération, comptant ensemble plus de 50 000 étudiants en 2006.
L'université de Tel Aviv est reconnue au niveau international pour la valeur de ses départements de physique et d'informatique. Lors d'un classement récent, l'université de Tel Aviv apparait 114e meilleure université mondiale, en baisse par rapport à l'année précédente.[Quand ?]
Celle de Bar-Ilan est réputée pour l'enseignement du droit.

### Droits des personnes LGBT

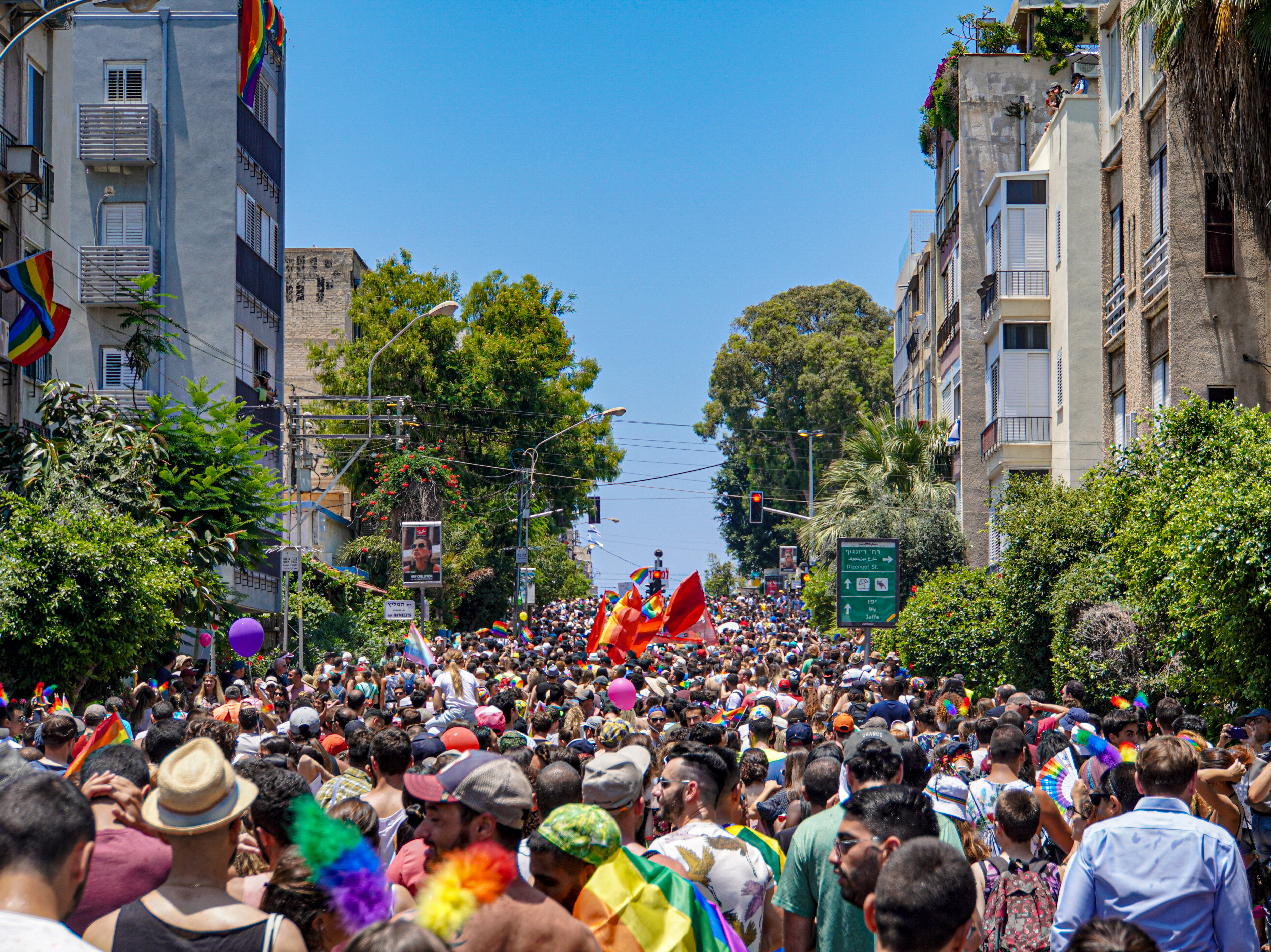
Gay Pride à Tel Aviv en 2019.

Tel Aviv est devenu l'une des villes les plus réputées du monde en ce qui concerne la tolérance dans le domaine des choix sexuels (ou de genre). En 2011, au terme d'un sondage en ligne, Tel Aviv a été élue meilleure ville gay de l'année avec 43 % des voix par le site gaycities.com.
La parade de la fierté qui y a lieu chaque année en juin attire chaque années une foule croissante, souvent venue de loin[réf. nécessaire]. En 2009, elle a atteint le nombre record de 100,000 participants selon ses organisateurs loin devant celles de Jérusalem, Haifa, Eilat, les trois autres villes en Israël qui, à l'instar de Tel Aviv, organisent une Gay Pride.
Depuis 2008, un festival international du film gay a lieu à Tel Aviv : « Tel Aviv International LGBTQ+ Film Festival (en) ».
Dans son livre Mirage gay à Tel Aviv (2017), le journaliste Jean Stern soutient que ce n’est qu'une stratégie de communication (« pinkwashing ») mise en place, selon lui, par la ministre des Affaires étrangères en 2008-2009 Tzipi Livni, avec « des campagnes d'invitation de journalistes gays et du marketing direct dans les médias LGBT ».

### Liens internationaux municipaux (jumelages, etc.)
Tel Aviv-Jaffa est jumelée avec les 10 villes suivantes :
- Toulouse (France) depuis 1962
- Philadelphie (États-Unis) depuis 1967
- Buenos Aires (Argentine) depuis 1988
- Sofia (Bulgarie) depuis 1992
- Thessalonique (Grèce) depuis 1994
- Milan (Italie) depuis 1994
- İzmir (Turquie) depuis 1998
- Almaty (Kazakhstan) depuis 1999
- Incheon (Corée du Sud) depuis 2000
- Chişinău (Moldavie) depuis 2000

Elle a aussi conclu différents accords de partenariats, de coopération ou d'amitié avec les villes et entités suivantes :
- Cologne (Allemagne) depuis 1979
- Francfort-sur-le-Main (Allemagne) depuis 1980
- Bonn (Allemagne) depuis 1983
- Paris (France) depuis 1985
- Cannes (France) depuis 1993
- Budapest (Hongrie) depuis 1989
- Belgrade (Serbie) depuis 1990
- Essen (Allemagne) depuis 1992
- Varsovie (Pologne) depuis 1992
- Lodz (Pologne) depuis 1994
- Pékin (Chine) depuis 1995
- New York (États-Unis) depuis 1996
- Barcelone (Espagne) depuis 1998 (retiré depuis le 30/05/2025 suite a la guerre sur Gaza)
- Gaza (Autorité palestinienne) depuis 1998 (gelé depuis le 10 février 2008)
- Moscou (Russie) depuis 2001
- Vienne (Autriche) depuis 2005
- Saint-Petersbourg (Russie) depuis 2011
- Fribourg (Allemagne) depuis 2012
- Yokohama (Japon) depuis 2012
- Panama (ville) (Panama) depuis 2013
- Chongqing (Chine) depuis 2014
- Guangdong (Chine) depuis 2014
- Montréal (Canada) depuis 2016

## Galerie

### Vues de détail

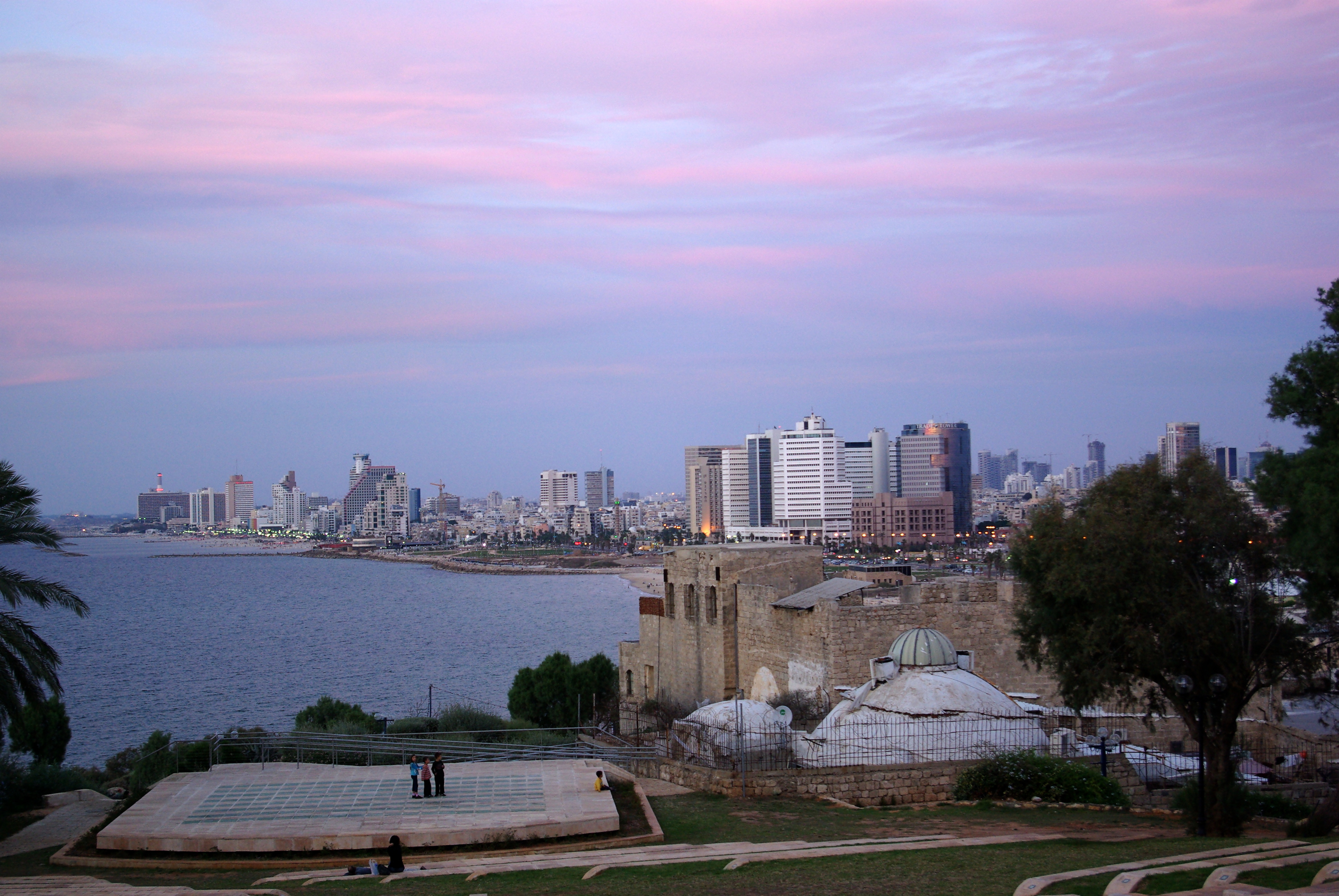
Tel Aviv vue de Jaffa.
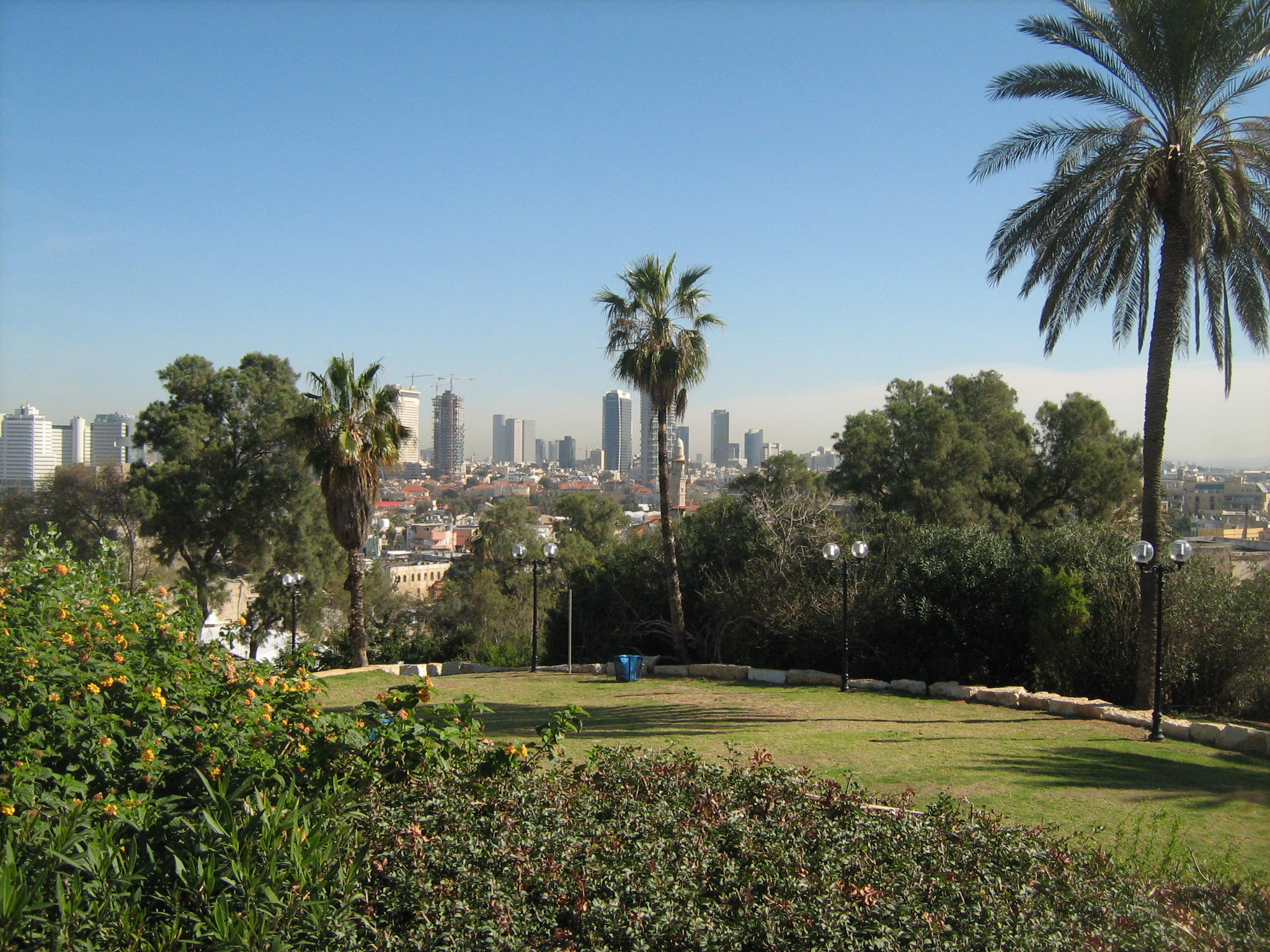
Gan Hapisga, vue de la ville.
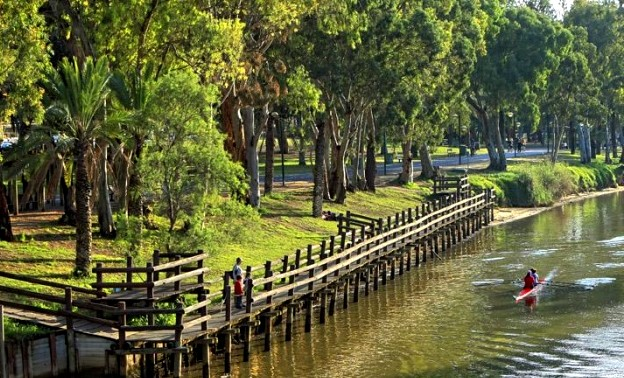
Parc HaYarkon.
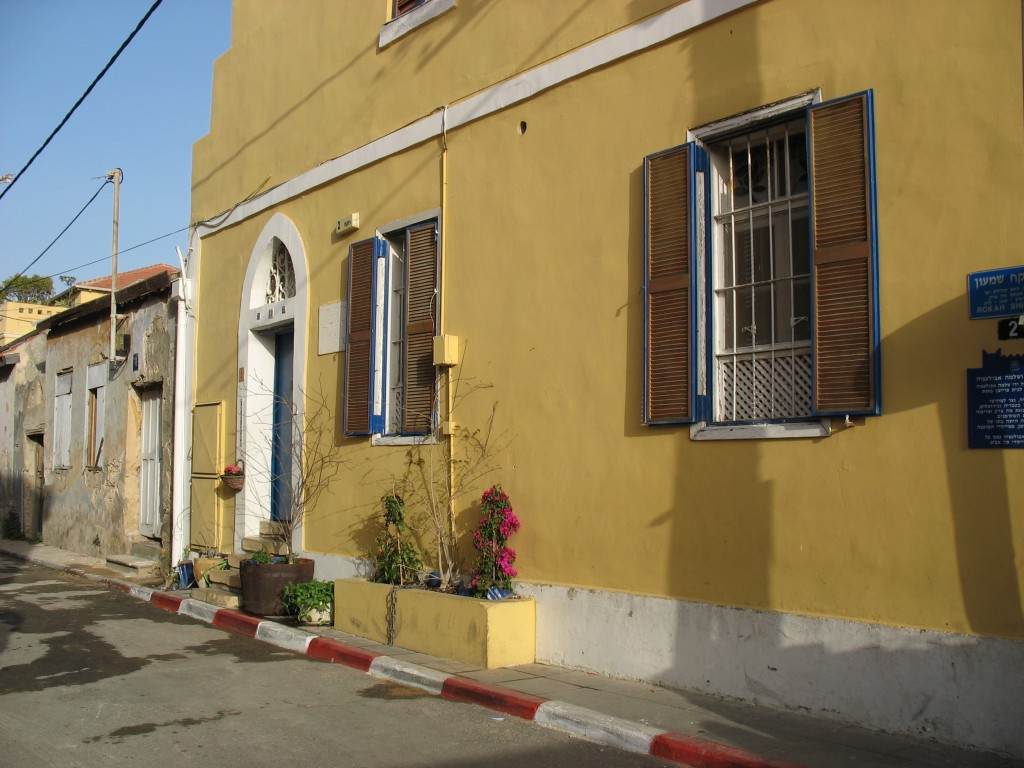
Maison type dans le quartier de Neve Tsedeq au sud.
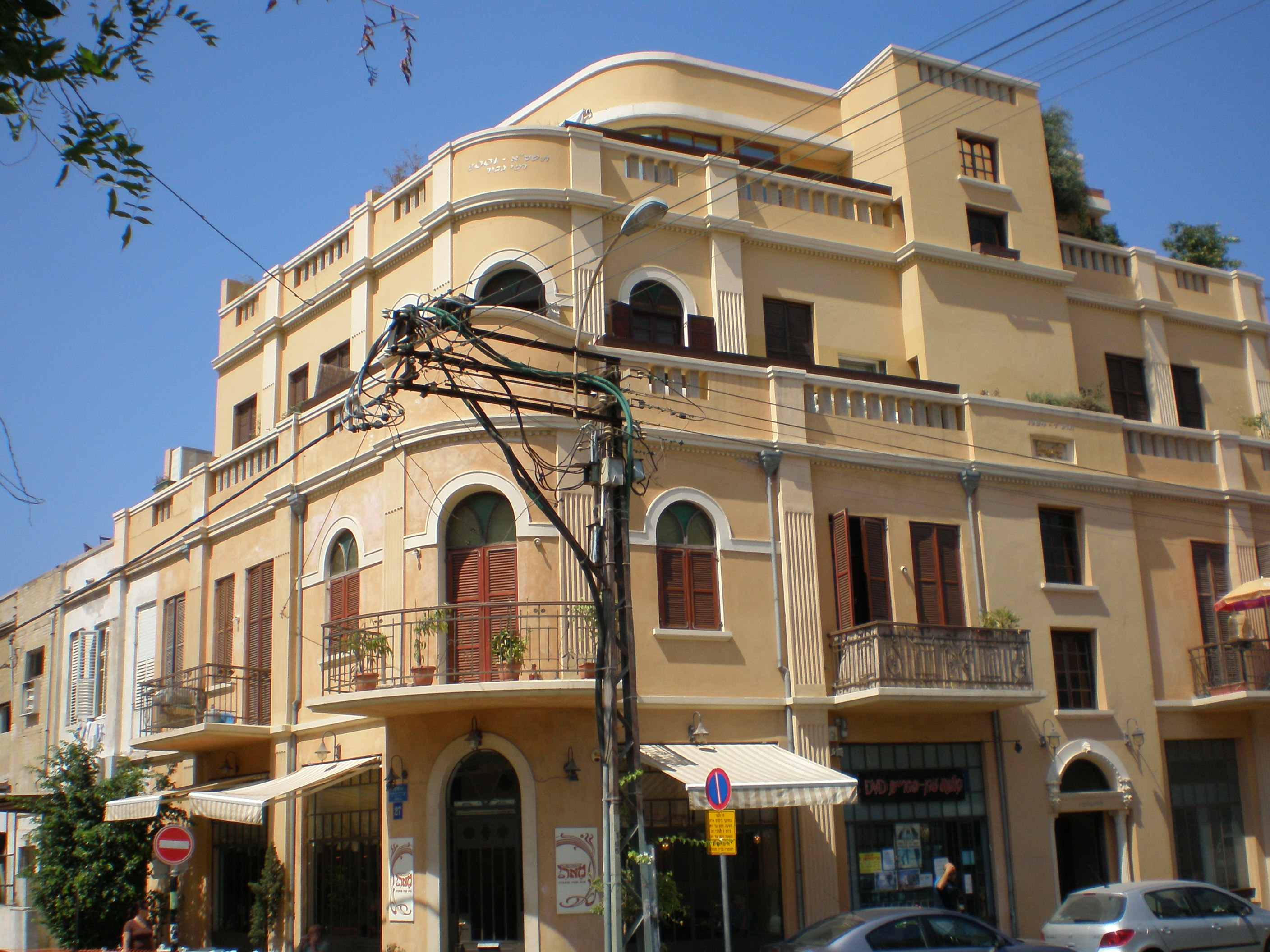
Angle des rues Lilinblum et Pines.
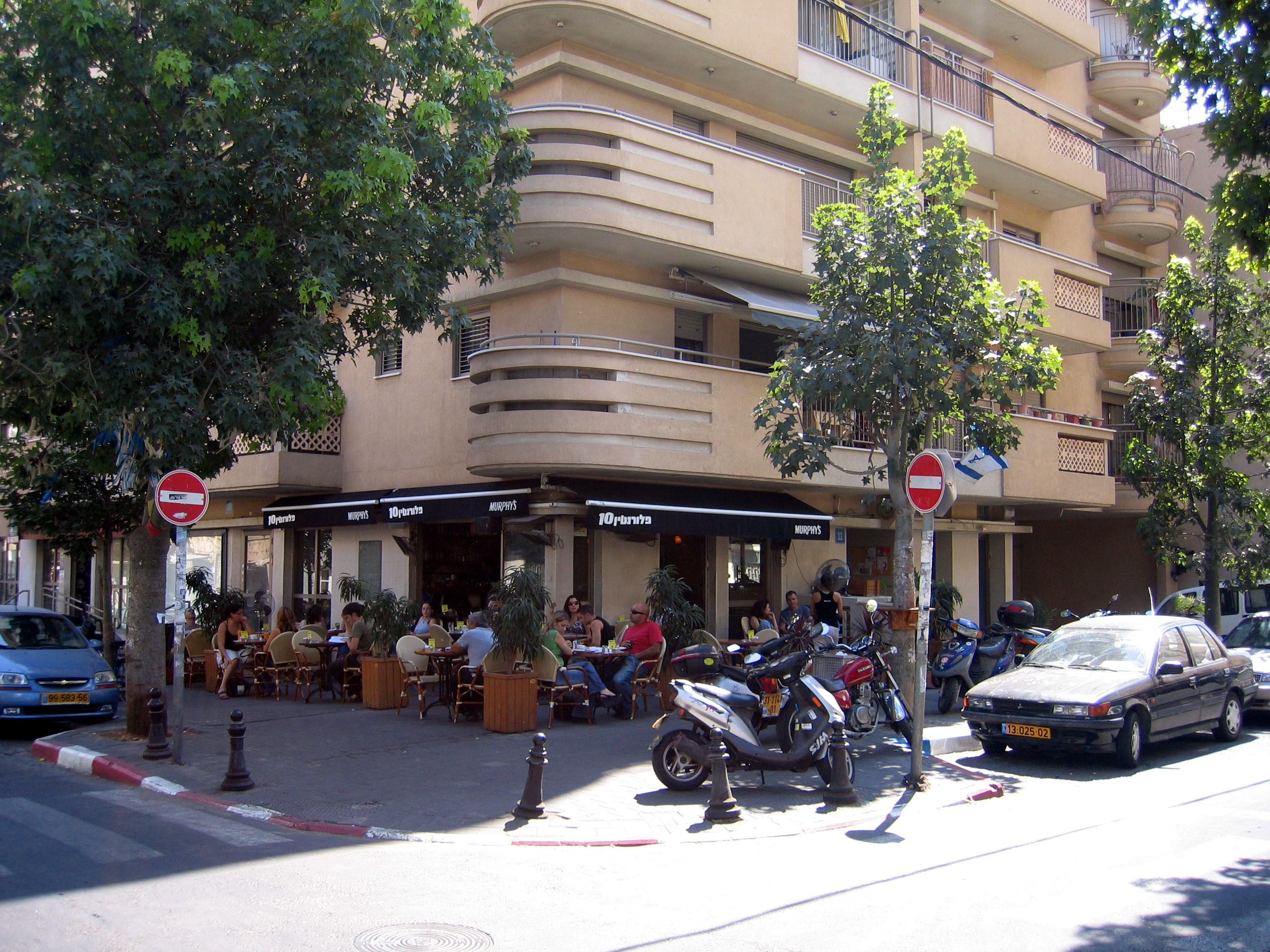
Café en terrasse dans le quartier Florentin.
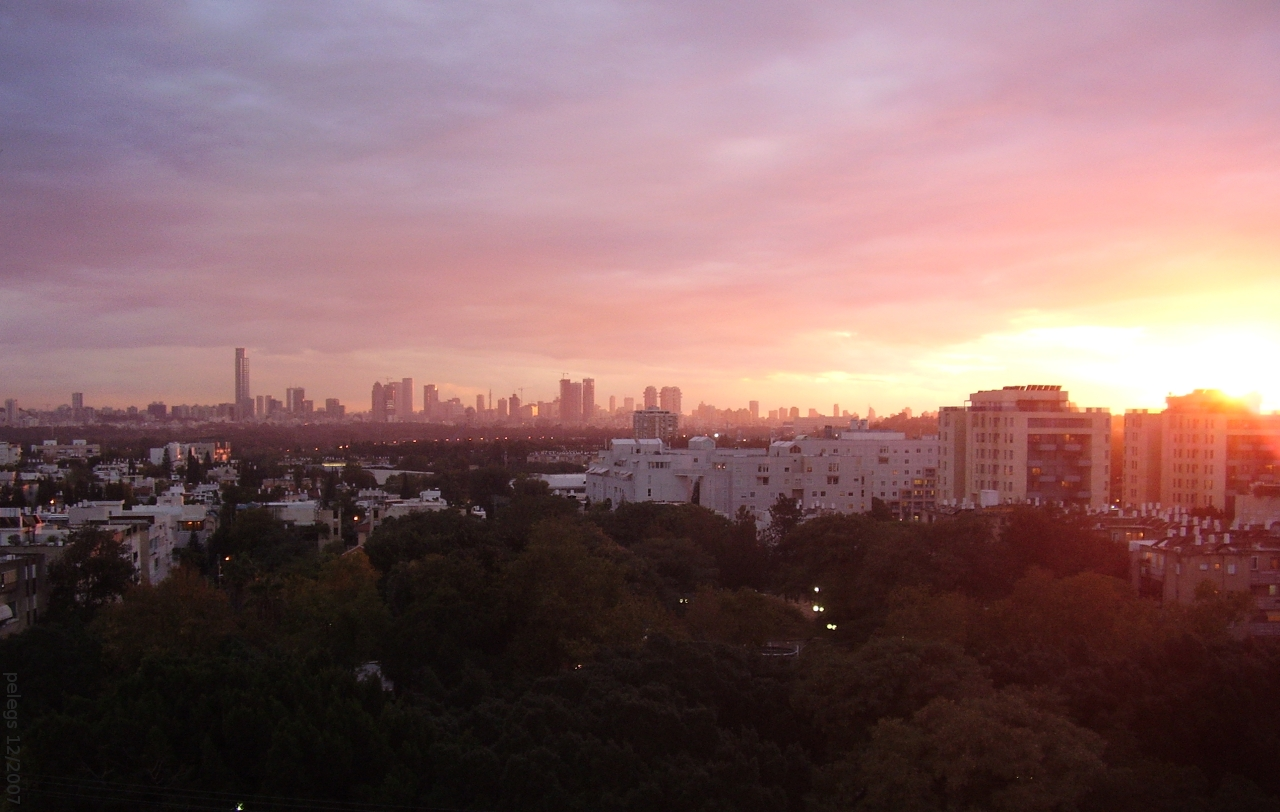
Ligne d'horizon de Tel Aviv.
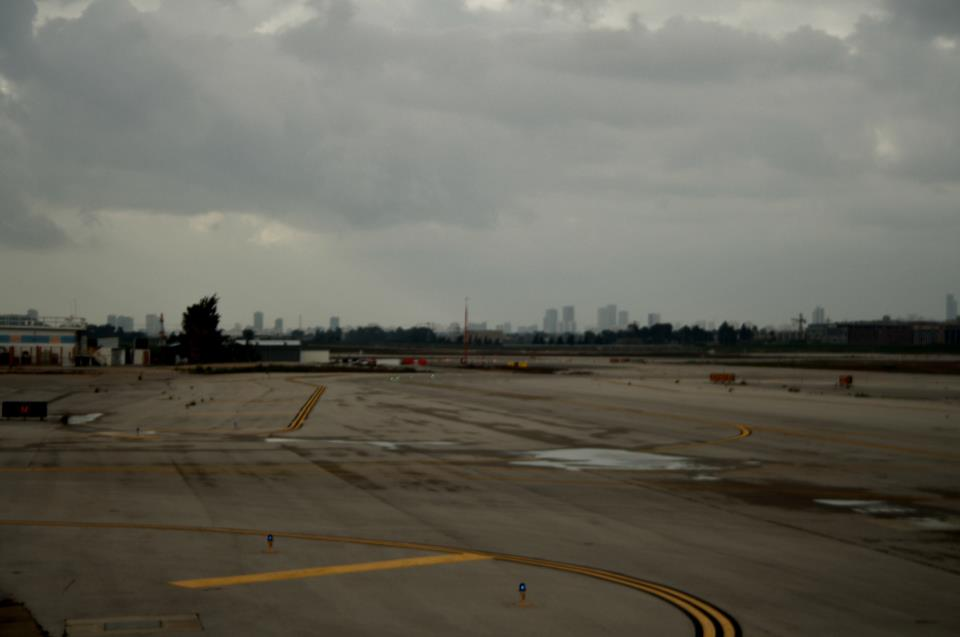
Ligne d'horizon de Tel Aviv depuis l'aéroport Ben Gourion.
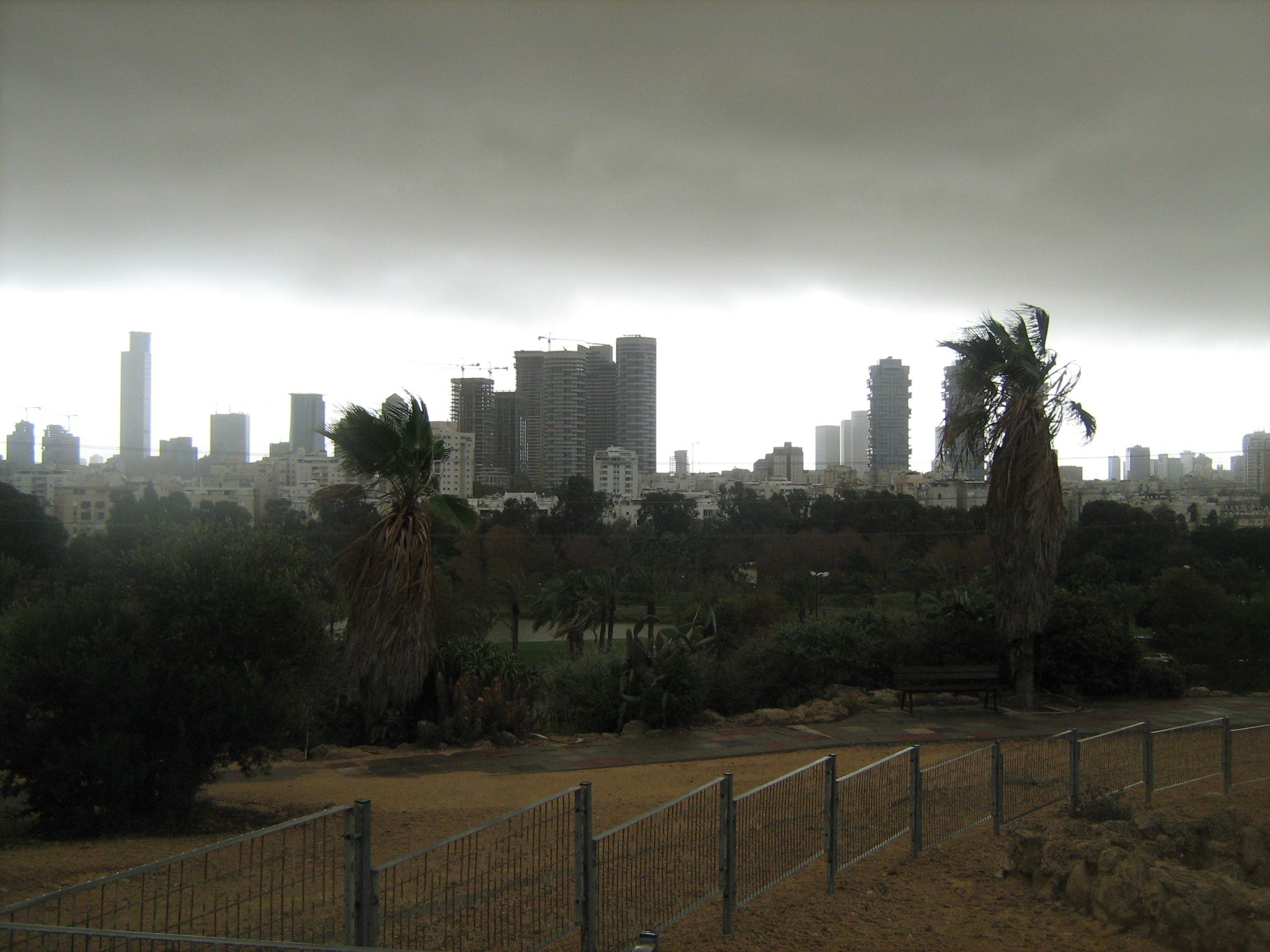
Vue du parc HaYarkon situé au nord près du quartier de Ramat Aviv.
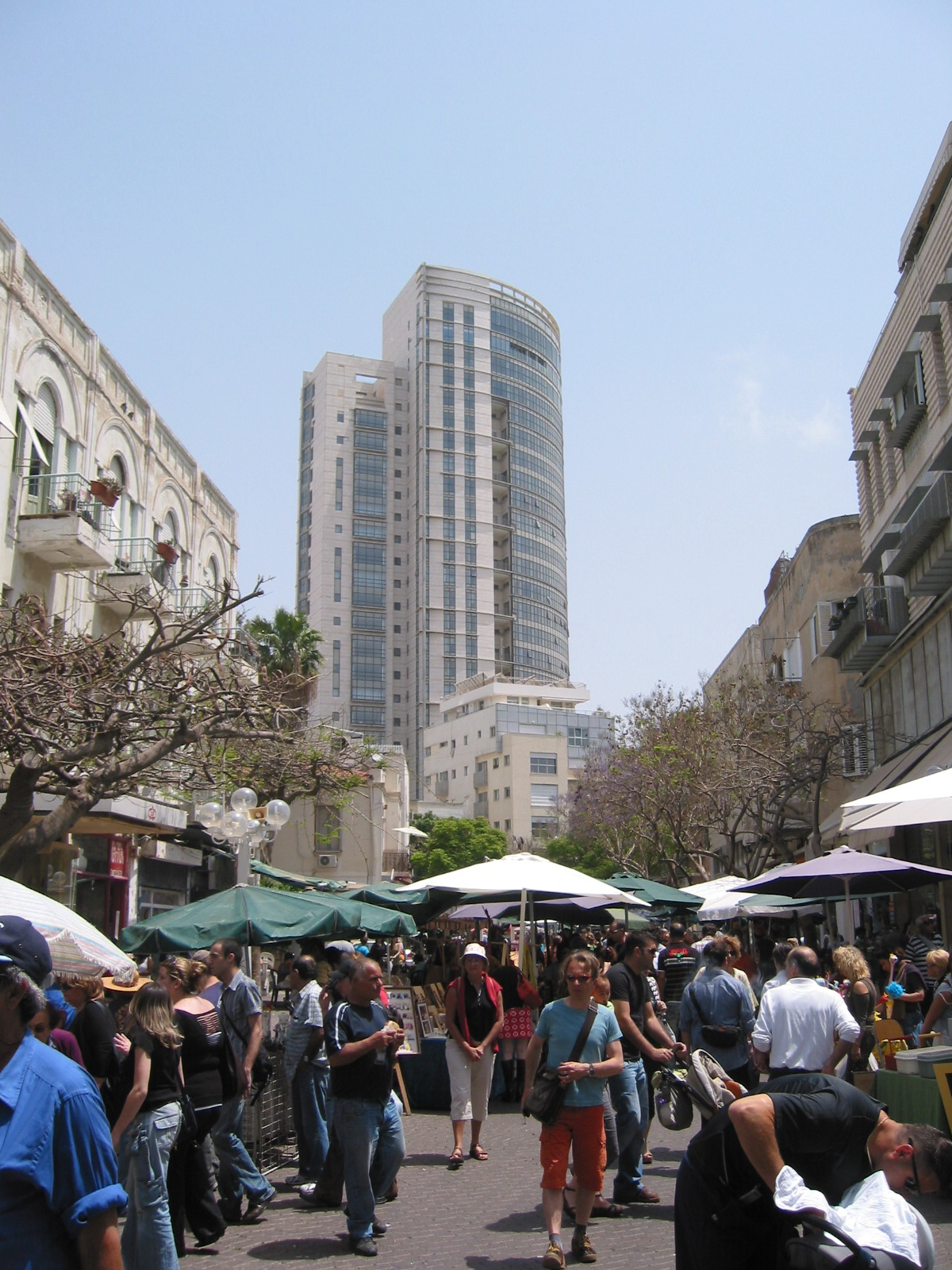
La rue Nachlat Binyamin, Tel Aviv.
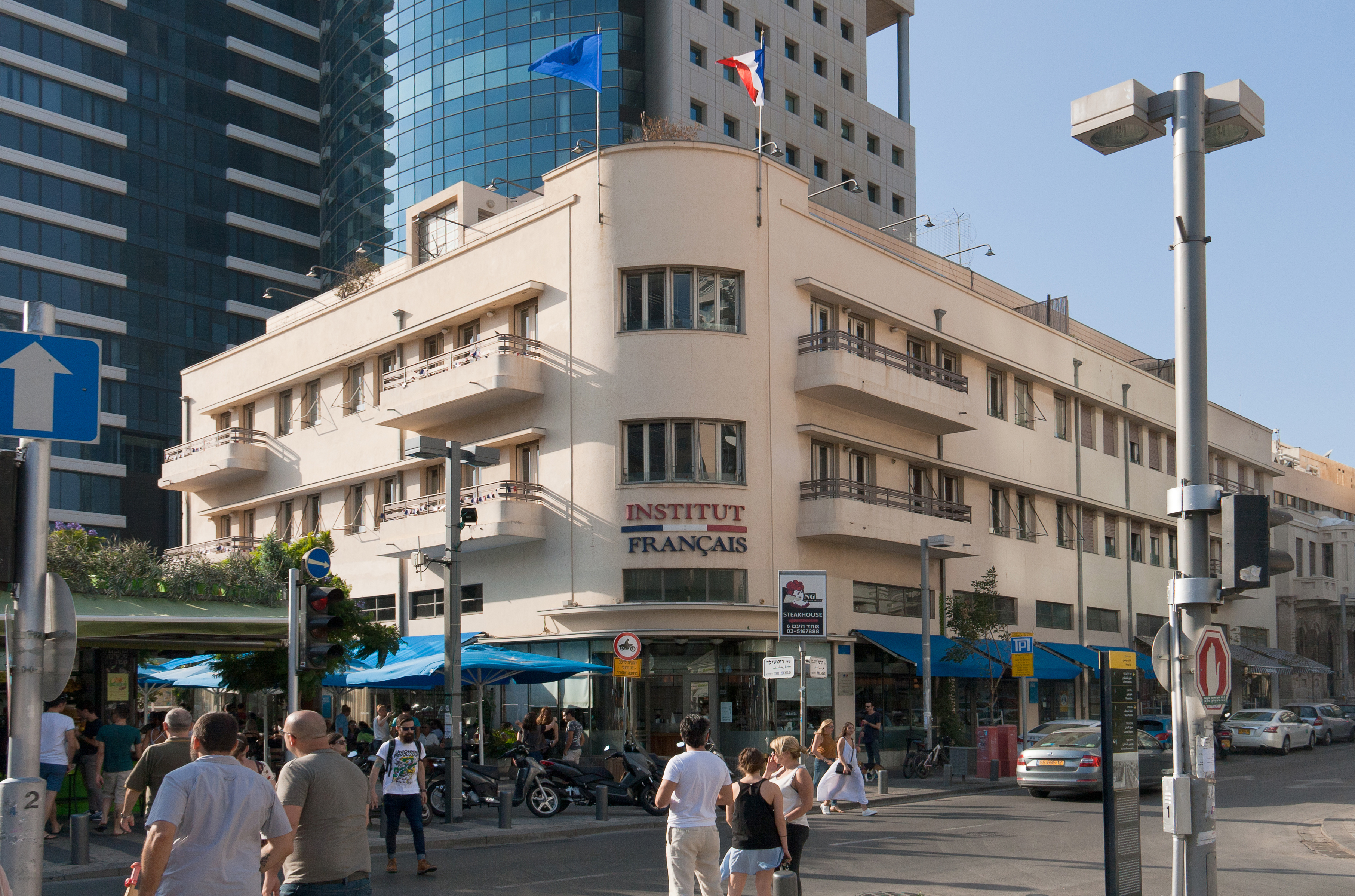
Institut français de Tel Aviv.
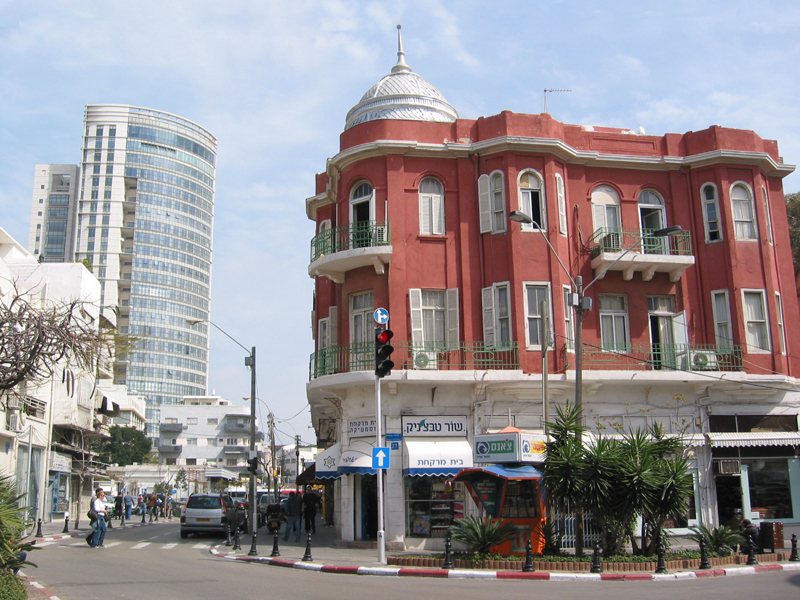
Rue Nahlat Gruzenberg.
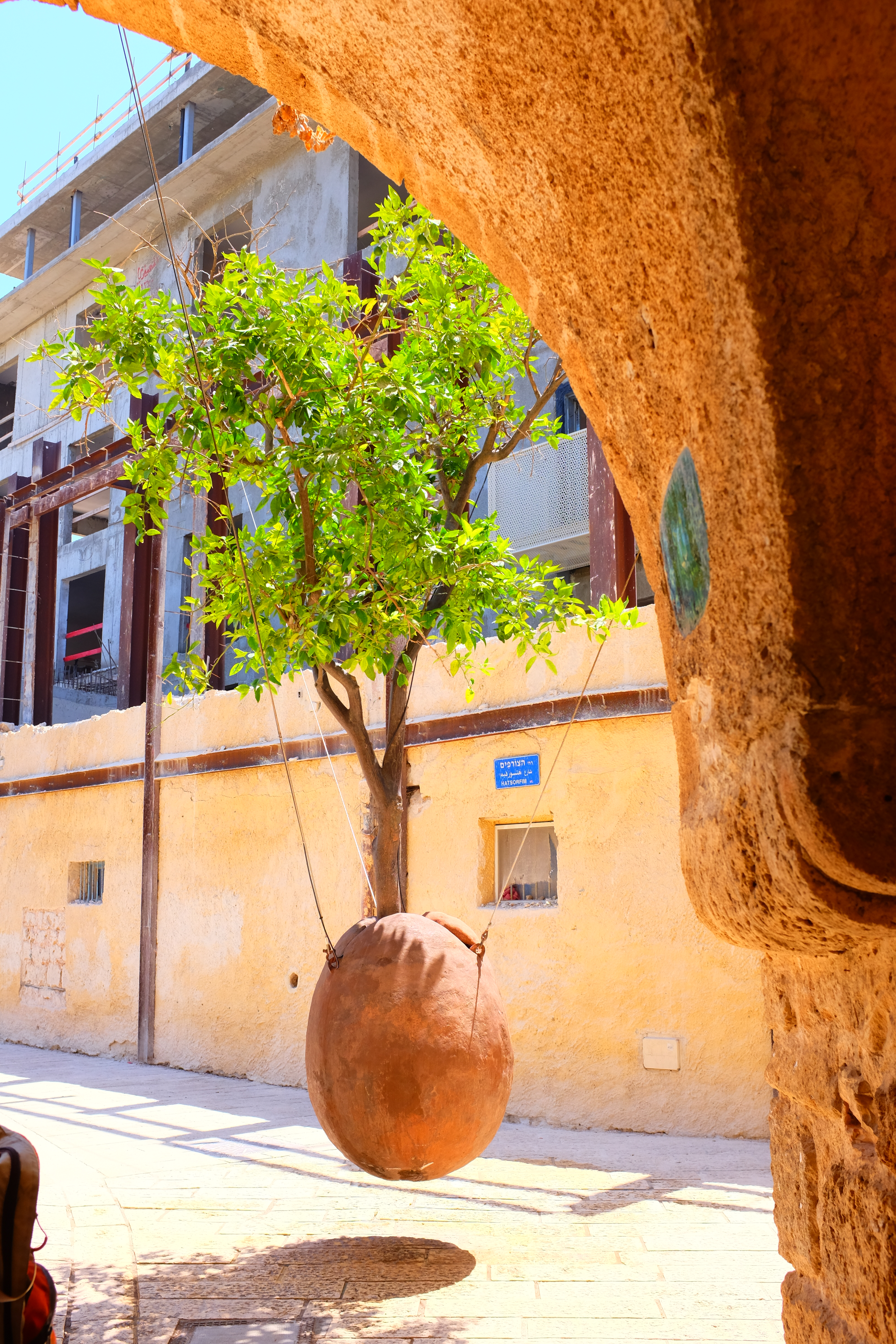
Oranger : Statue de Ran Morin.

### Vues panoramiques

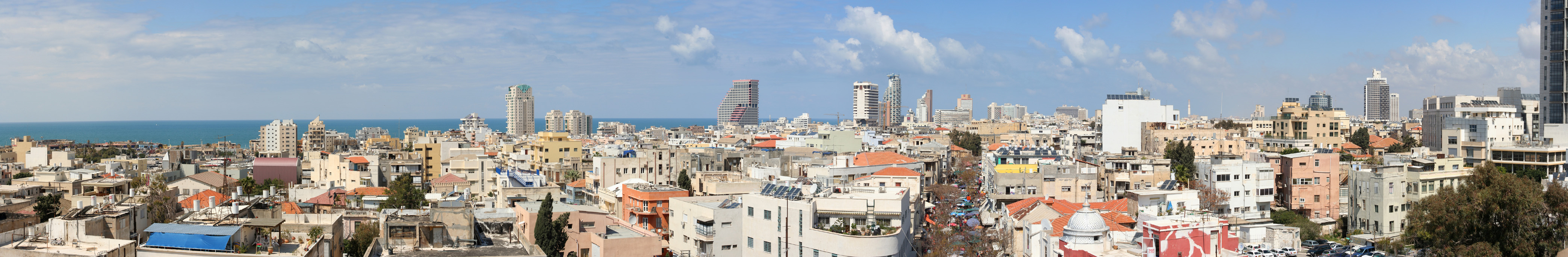
Tel Aviv en 2006.

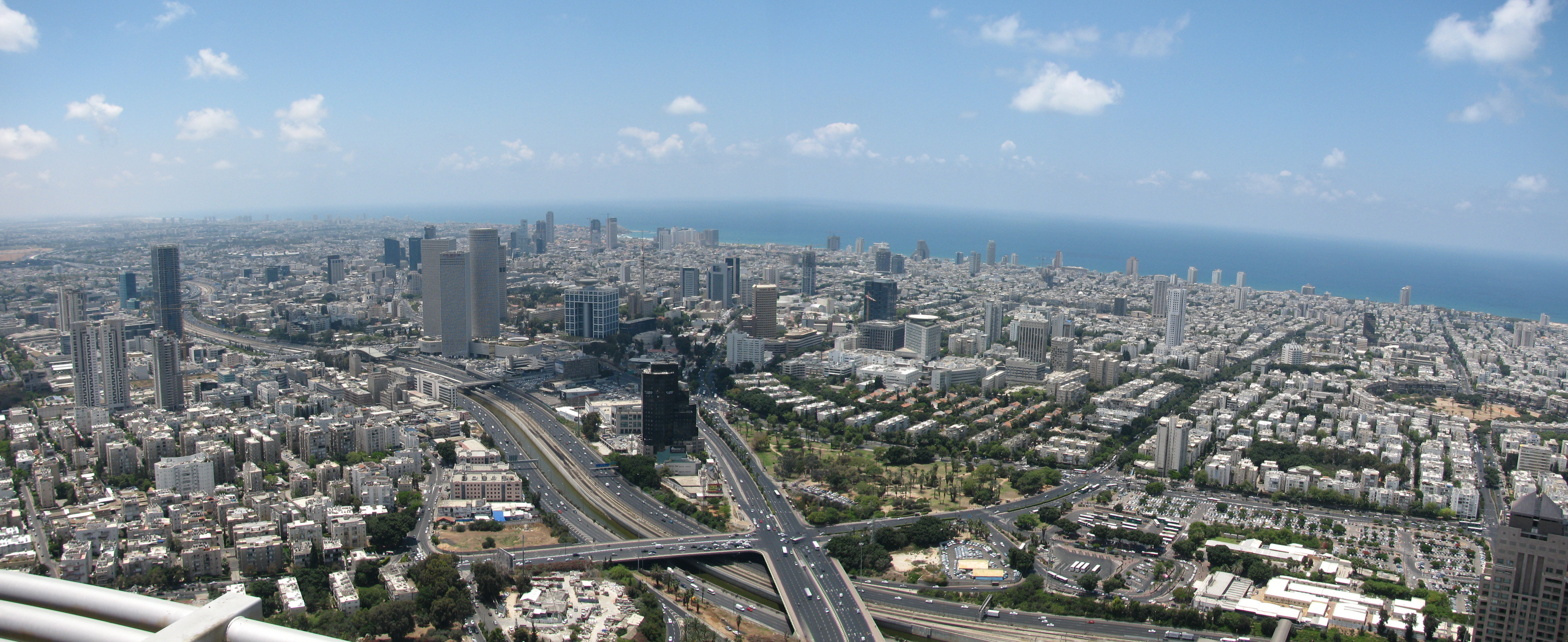
Tel Aviv depuis City Gate Ramat Gan en 2010.

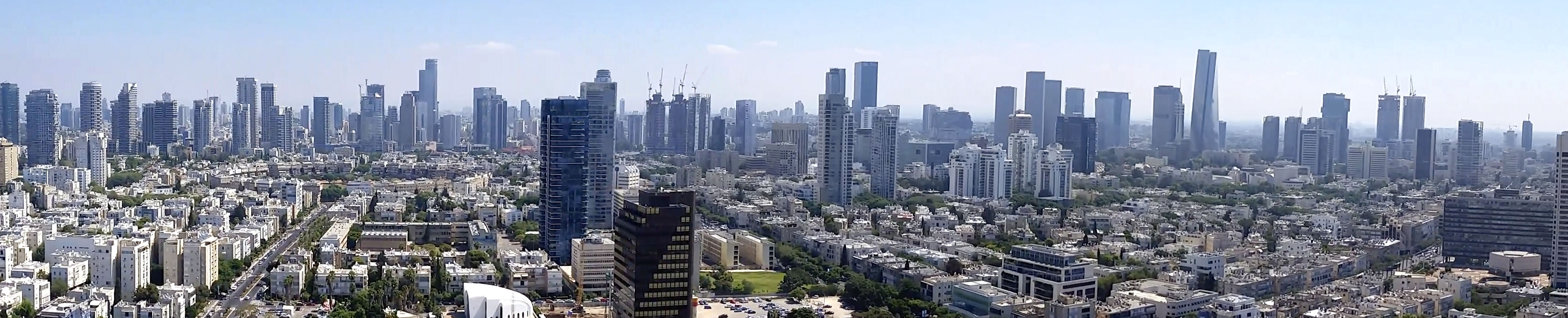
Tel Aviv en 2018.